# باشگاه فوتبال تاتنهام هاتسپر
باشگاه فوتبال تاتنهام هاتسپر (به انگلیسی: Tottenham Hotspur Football Club) که بیشتر با نام‌های تاتنهام یا اِسپرز شناخته می‌شود، یک باشگاه حرفه‌ای فوتبال است که در شمال شهر لندن از توابع انگلستان قرار دارد و در لیگ جزیره رقابت می‌کند. از آوریل سال ۲۰۱۹، این تیم بازی‌های خانگی‌اش را در ورزشگاه تاتنهام هاتسپر برگزار می‌کند پیش از این، ورزشگاه وایت هارت لین محل برگزاری بازی‌های خانگی تاتنهام بود که به منظور ساخت ورزشگاه جدید در همین مکان، تخریب شد. از افتخارات این تیم میتوان به دو قهرمانی در فصل‌های ۵۱–۱۹۵۰و ۶۱–۱۹۶۰، در سطح اول فوتبال انگلیس اشاره کرد. 
تاتنهام در سال ۱۸۸۲ بنا نهاده‌شد؛ نشان برجسته و نماد باشگاه، یک خروس است که بر روی یک توپ فوتبال قرار گرفته‌است و شعار «شهامت یعنی انجام دادن» (To Dare Is to Do) شعار مشهور و اصلی هواداران این تیم است. لباس اول تیم تاتنهام شامل پیراهن سفید و شورت سرمه‌ای است؛ این ترکیب رنگی از فصل ۹۹–۱۸۹۸ تاکنون مورد استفاده قرار می‌گیرد. این تیم موفق شد در سال ۱۹۰۱ برای اولین بار فاتح جام حذفی فوتبال انگلستان شود؛ تنها باشگاه محلی خارج از لیگ که از زمان تأسیس لیگ فوتبال در سال ۱۸۸۸، موفق به انجام این کار شده‌است. تاتنهام نخستین باشگاهی بود که در قرن بیستم توانست قهرمانی دوگانه در لیگ و جام حذفی را کسب کند. بعد از دفاع از عنوان قهرمانی‌اش در جام حذفی سال ۱۹۶۲، جام برندگان جام اروپا را در سال ۱۹۶۳ به خانه برد. این باشگاه در فصل ۲۰۲۵-۲۰۲۴ با هدایت آنگه پوستکوگلو سرمربی استرالیای توانست قهرمان لیگ اروپا شود بعد ۱۷ سال توانست جام کسب کند.

## تاریخچه

### ۱۸۸۲ تا ۱۹۰۸: تأسیس و سال‌های ادوایی

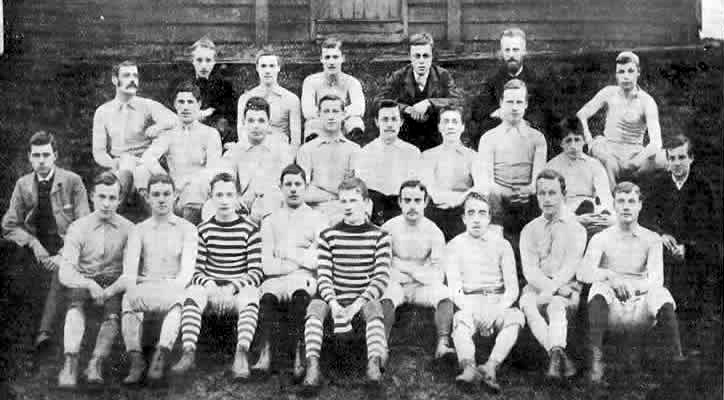
تیم‌های اول و دوم هاتسپر در سال ۱۸۸۵. دومین نفر در ردیف بالا، جان ریپشر، اولین رئیس باشگاه. کاپیتان تیم، جک جول چهارمین نفر در در ردیف وسط از سمت چپ و بابی باکل دومین نفر از سمت چپ در ردیف پایین.

این باشگاه که در ابتدا باشگاه فوتبال هاتسپر نام داشت، در ۵ سپتامبر ۱۸۸۲ توسط گروهی از بچه‌مدرسه‌ای‌ها به رهبری بابی باکل تشکیل شد. همگی آنها از اعضای باشگاه کریکت هاتسپر بودند و باشگاه فوتبال را برای آن شکل دادند تا در ماه‌های زمستان که فصل تعطیلی بازی‌های کریکت بود، به ورزش ادامه دهند. یک سال بعد، پسران از جان ریپشر که معلم کلاس کتاب مقدس در کلیسای ال هالوز بود برای اداره باشگاه کمک گرفتند که اولین رئیس باشگاه و خزانه‌دار آن شد. ریپشر در طول سال‌های ابتدایی شکل‌گیری باشگاه از این پسران حمایت کرد، به باشگاه سامان داد و مکان‌هایی برای باشگاه پیدا کرد. در آوریل ۱۸۸۴ به «باشگاه فوتبال تاتنهام هاتسپر» تغییر نام دادند تا از سردرگمی با باشگاهی دیگر در لندن با نام هاتسپر که نامه‌های پستی آن به اشتباه به شمال لندن تحویل داده شده بود، جلوگیری شود. «اسپرز» و «زنبق‌های سفید» از نام‌های مستعار این باشگاه است.

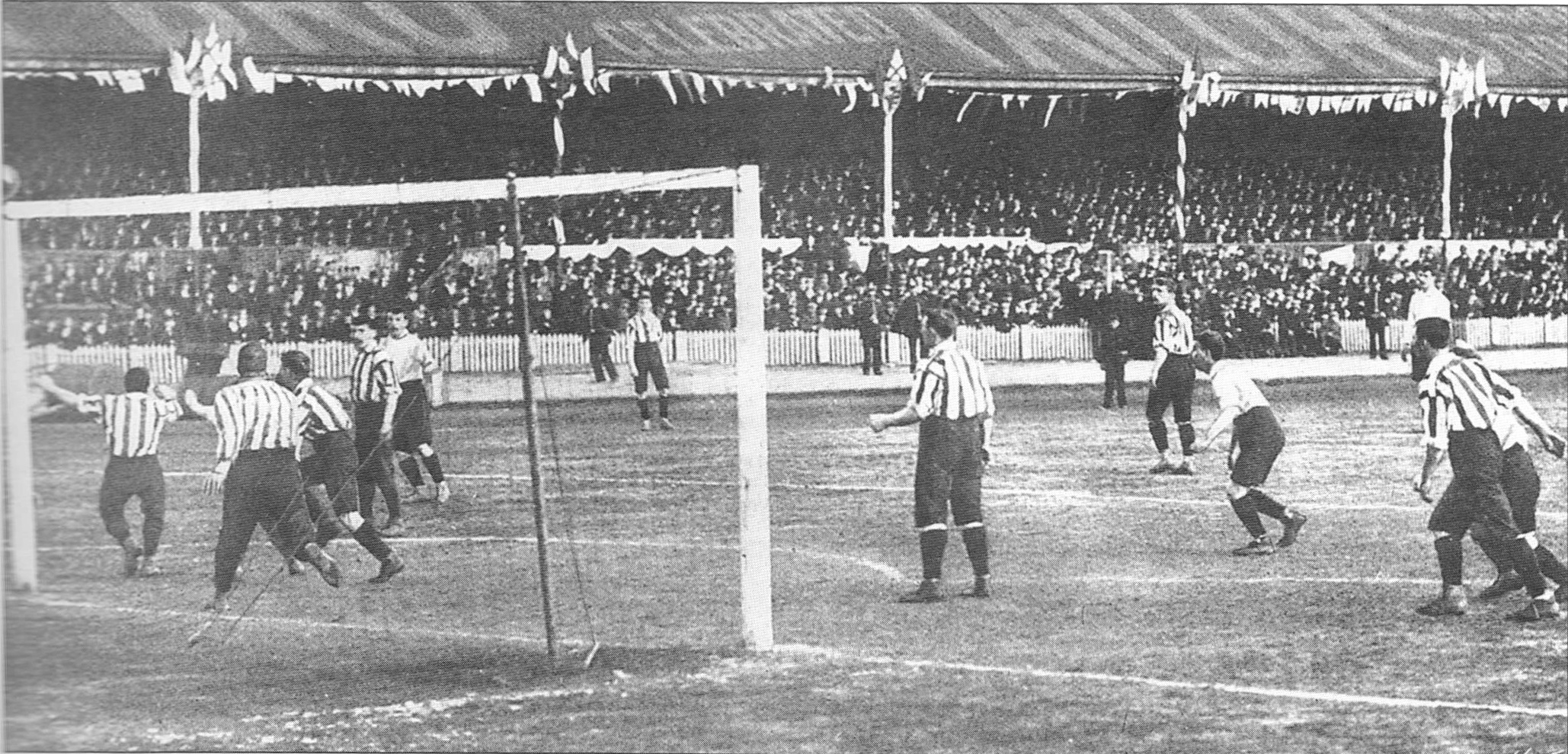
گل سوم سندی براون از تاتنهام هاتسپر در بازی تکرار فینال جام حذفی فوتبال انگلستان ۱۹۰۱ مقابل شفیلد یونایتد.

اولین بازی‌های این باشگاه، بازی‌های درون‌تیمی و بازی‌های دوستانه با سایر باشگاه‌های محلی بود. در ۳۰ سپتامبر ۱۸۸۲، اولین مسابقه ثبت شده آنها برگزار شد که در برابر یک تیم محلی به نام رادیکالز و نتیجه‌اش شکست ۲–۰ هاتسپر بود. در سال ۱۸۸۵ تاتنهام در جام اتحادیه لندن شرکت کرد که اولین حضور آنها در رقابت‌های یک جام بود. در ۱۷ اکتبر اولین بازی رسمی آنها برگزار شد که در برابر یک تیم از کارگران شرکتی به نام سنت آلبانز بود و ۵–۲ پیروز شدند. بازی‌های باشگاه، مردم محلی را جذب کرد و رفته رفته تعداد تماشاگران در بازی‌های خانگی‌شان افزایش یافت. در سال ۱۸۹۲، وارد لیگ ائتلاف جنوبی شدند که اولین حضور آنها در رقابت‌های یک لیگ بود. این لیگ عمر کوتاهی داشت و تنها پس از یک سال منحل شد.
این باشگاه در ۲۰ دسامبر ۱۸۹۵ حرفه‌ای شد و در تابستان ۱۸۹۶ به دسته یک لیگ جنوب راه پیدا کرد. همچنین در ۲ مارس ۱۸۹۸، باشگاه به یک شرکت محدود با نام شرکت فوتبال و ورزش تاتنهام هاتسپر تبدیل شد بلافاصله پس از آن، فرانک برتل اولین سرمربی تاریخ اسپرز شد و جان کامرون را به خدمت گرفت که یک سال بعد زمانی که برتل از تیم جدا شد، به عنوان بازیکن-مربی انتخاب شد. کامرون تأثیر قابل توجهی بر اسپرز داشت و با قهرمانی لیگ جنوبی در فصل ۱۹۰۰–۱۸۹۹، اولین جام باشگاه را به ارمغان آورد. سال بعد در فینال جام حذفی ۱۹۰۱، پس از اینکه بازی اول با تساوی ۲–۲ به پایان رسید، در بازی تکرار فینال، شفیلد یونایتد را با نتیجه ۳–۱ شکست دادند و با کسب این جام، تنها باشگاه غیر لیگی شدند که از زمان تشکیل لیگ فوتبال در سال ۱۸۸۸ به این افتخار دست می‌یافت.

### ۱۹۰۸ تا ۱۹۵۸: دهه‌های اولیه در لیگ فوتبال
در سال ۱۹۰۸، این باشگاه در دسته دوم لیگ فوتبال پذیرفته شد و با نایب‌قهرمانی در همان اولین فصل به دسته اول صعود کرد. در سال ۱۹۱۲، پیتر مک‌ویلیام سرمربی تیم شد. در پایان فصل ۱۵–۱۹۱۴، زمانی که فوتبال انگلستان به دلیل جنگ جهانی اول به حال تعلیق درآمد، تاتنهام در انتهای جدول لیگ قرار گرفت و به دسته دوم سقوط کرد. با از سرگیری لیگ فوتبال پس از اتمام جنگ، تاتنهام در دسته دوم رقابت کرد، اما بلافاصله و با عنوان قهرمان فصل ۲۰–۱۹۱۹ دسته دوم، به دسته اول بازگشت.

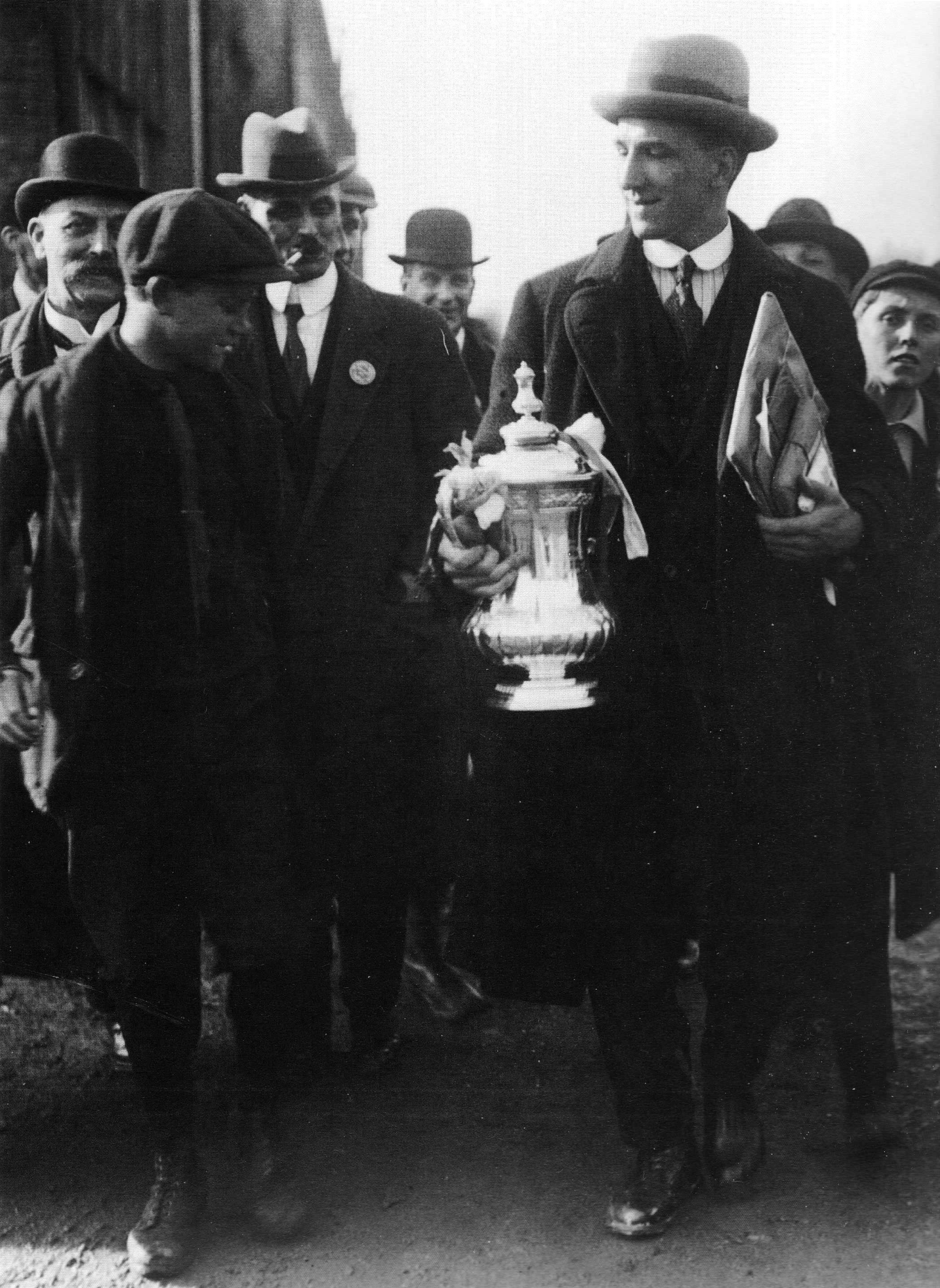
آرتور گریمسدل جام حذفی سال ۱۹۲۱ را در بزرگراه تاتنهام برای هواداران به نمایش می‌گذارد.

در ۲۳ آوریل ۱۹۲۱، تاتنهام تحت هدایت مک‌ویلیام، ولورهمپتون را با یک گل در فینال جام حذفی شکست داد و دومین قهرمانی خود را در این جام ثبت کرد. در پایان فصل ۲۲–۱۹۲۱، پس از لیورپول، نایب‌قهرمان لیگ شد، اما پنج فصل بعد را در خانه‌های میانه جدول تمام کرد. پس از جدایی مک‌ویلیام، تاتنهام در انتهای فصل ۲۸–۱۹۲۷ به دسته دوم سقوط کرد. جدا از دو بازگشت کوتاه مدت به لیگ برتر در فصل‌های ۳۴–۱۹۳۳ و ۳۵–۱۹۳۴، تاتنهام بیشتر دهه‌های ۱۹۳۰ و ۱۹۴۰ را در دسته دوم گذراند.
در سال ۱۹۴۹، آرتور روو که از بازیکنان سابق باشگاه بود، هدایت تیم را در دست گرفت. روو، سبکی از بازی را توسعه داد که به نام «فشار و حمله» شناخته‌می‌شود و در سال‌های اولیه مربیگری‌اش اثربخش بود. او با همین سبک، تاتنهام را به عنوان قهرمانی در فصل ۵۰–۱۹۴۹ دسته دوم لیگ فوتبال رساند و به حسرت پانزده ساله باشگاه برای بازگشت به دسته اول پایان داد. در دومین فصل حضور روو بر روی نیمکت مربیگری تاتنهام، اولین عنوان قهرمانی این باشگاه در لیگ برتر در پایان فصل ۵۱–۱۹۵۰ به دست آمد. استرس و فشار ناشی از مربیگری باشگاه، سبب شد تا روو در آوریل ۱۹۵۵ از سمتش استعفا دهد، اما پیش از ترک باشگاه، او با امضای قراردادی، دنی بلنچ‌فلوور، یکی از مشهورترین بازیکنان تاریخ اسپرز را به تیم آورد که در دوران حضورش در تاتنهام، دو بار برنده جایزه بازیکن سال انجمن نویسندگان فوتبال انگلستان شد.

### ۱۹۵۸ تا ۱۹۷۴: بیل نیکلسون و سال‌های شکوه و افتخار

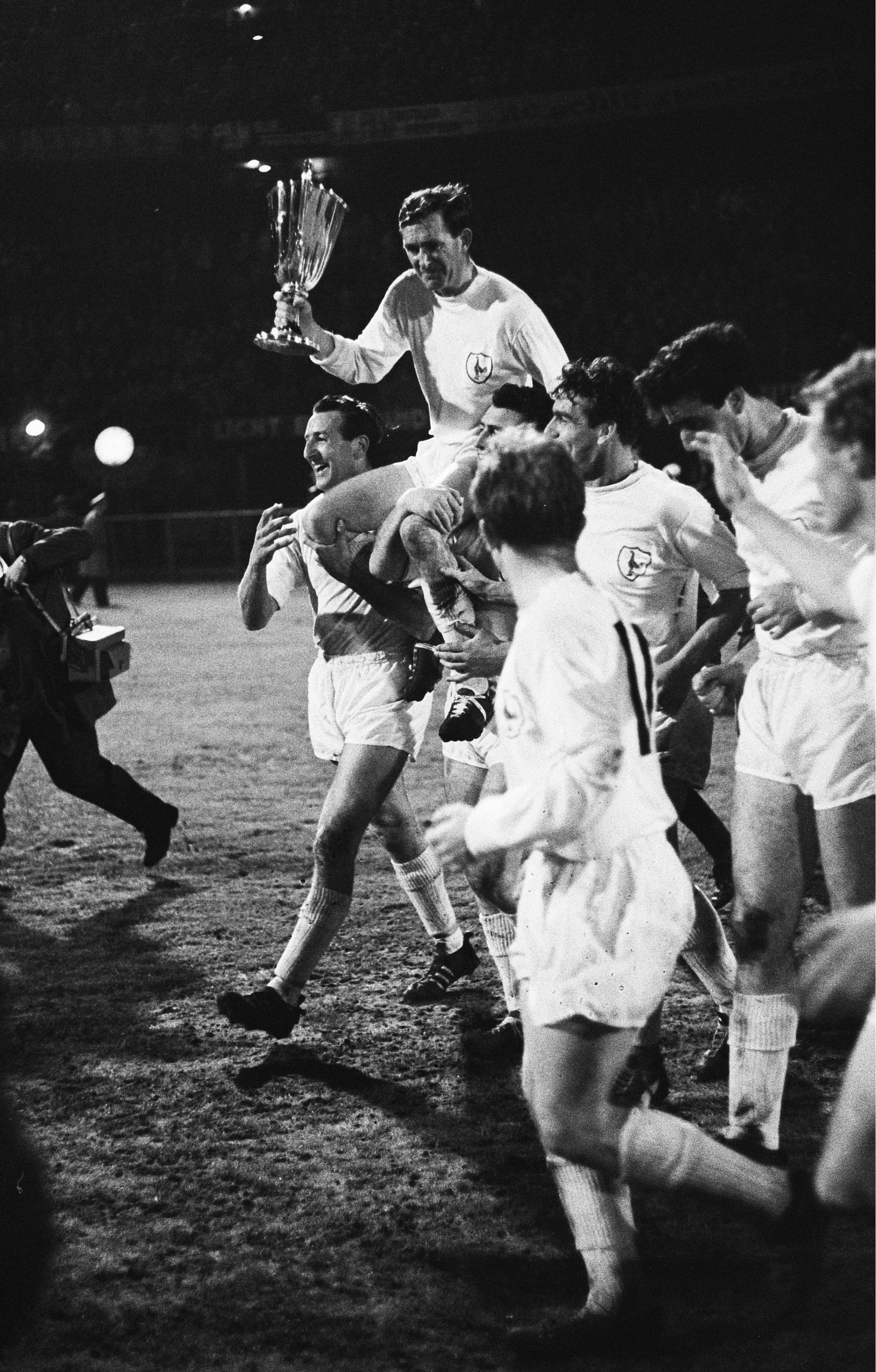
دنی بلنچ‌فلوور با جام رقابت‌های جام در جام اروپا در سال ۱۹۶۳

در اکتبر ۱۹۵۸، بیل نیکلسون هدایت تیم را برعهده گرفت. او موفق‌ترین سرمربی باشگاه شد و در اوایل دهه ۱۹۶۰، تاتنهام را در سه فصل متوالی به موفقیت‌های بزرگی رساند: دوگانه لیگ و جام حذفی در سال ۱۹۶۱، جام حذفی در سال ۱۹۶۲ و قهرمانی جام در جام اروپا در سال ۱۹۶۳. در سال ۱۹۵۹، نیکلسون، دیو مک‌کی و جان وایت را به تیم آورد که از بازیکنان اثرگذار تیم در کسب دوگانه بودند و در سال ۱۹۶۱ با جیمی گریوز، گلزن‌ترین بازیکن تاریخ فوتبال انگلیس، قرارداد امضا کرد.
فصل ۶۲–۱۹۶۱ با ۱۱ پیروزی آغاز شد و با یک تساوی و چهار برد دیگر ادامه پیدا کرد؛ این روند نتیجه‌گیری در آن زمان، بهترین شروع تاریخ هر باشگاهی در سطح اول فوتبال انگلیس بود. این عملکرد، نوید قهرمانی را در آن فصل می‌داد که سرانجام در ۱۷ آوریل ۱۹۶۱ و در حالی که سه بازی تا پایان فصل باقی مانده بود به دست آمد، زمانی که شفیلد ونزدی، نایب‌قهرمان نهایی لیگ را در خانه با نتیجه ۲–۱ شکست دادند. با پیروزی ۲–۰ مقابل لستر سیتی در فینال جام حذفی ۶۱–۱۹۶۰، اولین دوگانه تاریخ تاتنهام به دست آمد. این اولین دوگانه یک باشگاه انگلیسی در قرن بیستم و اولین آنها، پس از دوگانه استون ویلا در سال ۱۸۹۷ بود. یک سال بعد، برنلی را در فینال جام حذفی ۱۹۶۲ شکست دادند و برای دومین سال متوالی، در جایگاه قهرمان نشستند.
در فینال جام در جام اروپای سال ۱۹۶۳ به تاریخ ۱۵ مه، تاتنهام، اتلتیکو مادرید را با نتیجه ۵–۱ مغلوب خود کرد و با کسب قهرمانی، اولین تیم بریتانیایی شد که یک جام اروپایی را به دست آورد. در سال ۱۹۷۲، تاتنهام با تیم بازسازی شده‌ای که مارتین چیورس، پت جنینگز و استیو پریمان را در ترکیبش داشت، جام یوفا را بالای سر برد و با این قهرمانی، اولین تیم بریتانیایی شد که دو جام مختلف اروپایی را در تالار افتخاراتش می‌دید. از دیگر دستاوردهای تاتنهام در این دوره، قهرمانی در جام حذفی ۱۹۶۷ و کسب دو جام اتحادیه در سال‌های ۱۹۷۱ و ۱۹۷۳ بود. نیکلسون، در مجموع ۱۶ سال حضورش در باشگاه به عنوان سرمربی، هشت جام بزرگ را برای تاتنهام به دست آورد.

### ۱۹۷۴ تا ۱۹۹۲: بورکینشاو تا ونبلز

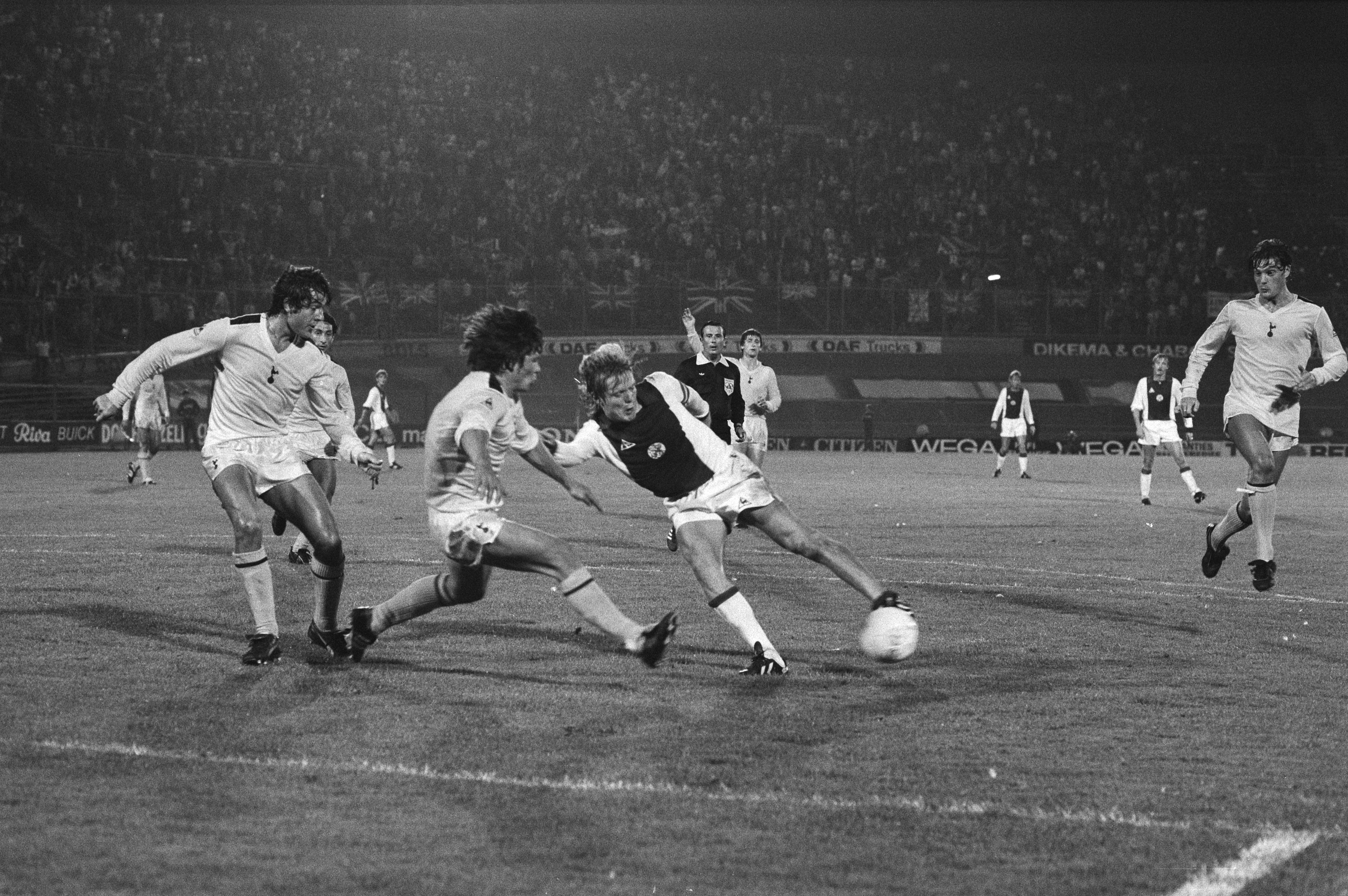
از بازیکنان شاخص تاتنهام در اوایل دهه ۱۹۸۰، استیو پریمان، اسوالدو آردیلس، و گلن هادل. آژاکس در برابر اسپرز ۱۹۸۱.

پس از موفقیت‌های اوایل دهه ۱۹۷۰، تاتنهام وارد دوره افول شد و نیکلسون، پس از شروعی ضعیف در فصل ۷۵–۱۹۷۴ استعفا داد. کیث بورکینشاو، جانشین نیکلسون شد، اما در پایان فصل ۷۷–۱۹۷۶، تاتنهام به دسته دوم سقوط کرد، اگرچه، او به سرعت باشگاه را به دسته برتر بازگرداند. بورکینشاو تیمی ساخت که گلن هادل و دو بازیکن آرژانتینی، اسوالدو آردیلس و ریکاردو ویلا را در ترکیب داشت. حضور این دو بازیکن خارجی اتفاقی نادر محسوب می‌شد؛ چرا که در آن زمان خرید بازیکنان از خارج از جزایر بریتانیا معمول نبود. تیمی که بورکینشاو بازسازی کرد، جام حذفی را در سال‌های ۱۹۸۱ و ۱۹۸۲ و جام یوفا را در سال ۱۹۸۴ فتح کرد.
دهه ۱۹۸۰، دوره تغییراتی بود که با مرحله جدیدی از توسعه مجدد در وایت هارت لین و همچنین تغییر در مدیران آغاز شد. اروینگ اسکالر، مالکیت باشگاه را در اختیار خود گرفت و آن را در مسیر اهداف تجاری‌تر حرکت داد که آغازی برای تبدیل باشگاه‌های فوتبال انگلیسی به بنگاه‌های تجاری بود. بدهی‌های باشگاه، بار دیگر منجر به تغییر در هیئت مدیره شد و در ژوئن ۱۹۹۱، تری ونبلز با همکاری تاجری به نام آلن شوگر، توانست کنترل شرکت عمومی محدود تاتنهام هاتسپر را در دست بگیرد. ونبلز که از سال ۱۹۸۷ سرمربی تیم بود، بازیکنانی چون پل گسکوین و گری لینکر را به خدمت گرفت و جام حذفی ۹۱–۱۹۹۰ را بالای سر برد. این قهرمانی، تاتنهام را به اولین باشگاهی تبدیل کرد که ۸ جام حذفی را به دست می‌آورد.

### ۱۹۹۲ تاکنون: آغاز دوران لیگ برتر فوتبال

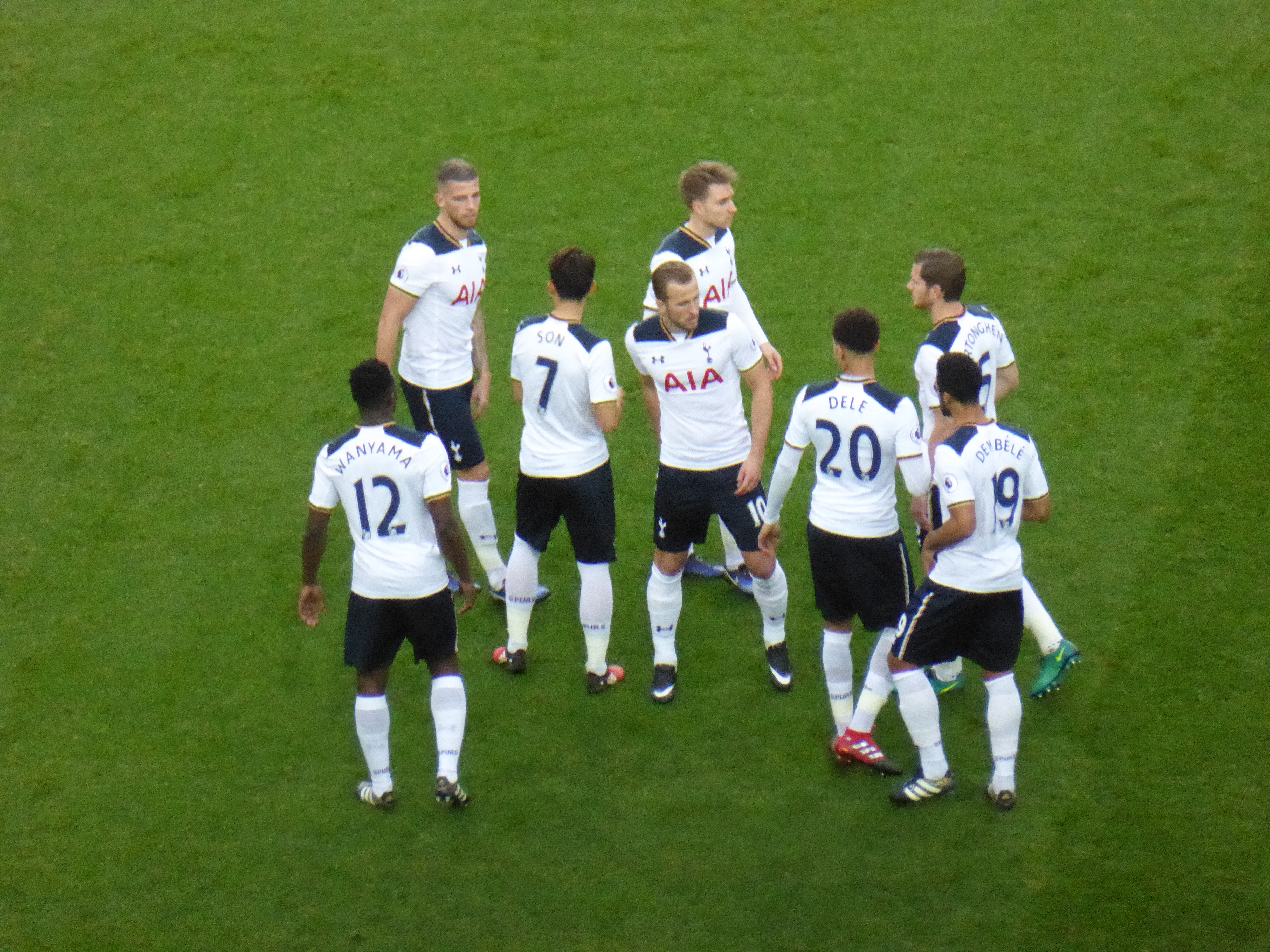
بازیکنان اسپرز در فصل ۱۷–۲۰۱۶، شامل هری کین، دله الی، سون هیونگ-مین، کریستین اریکسن، ویکتور وانیاما، و یان فرتونگن

تاتنهام یکی از پنج باشگاهی بود که برای تأسیس لیگ برتر تلاش کرد. این لیگ با تأیید اتحادیه فوتبال ایجاد و جایگزین دسته اول لیگ فوتبال به عنوان بالاترین سطح از فوتبال انگلیس شد. از آغاز دوران لیگ برتر تا اواخر دهه ۲۰۰۰، تاتنهام علی‌رغم تغییر پیاپی مربیان و خرید بازیکنانی چون تدی شرینگهام، یورگن کلینزمن و دیوید ژینولا، بیشتر فصل‌ها را در میانه جدول به پایان رساند. از دستاوردهای باشگاه در این دوره، تنها دو جام اتحادیه در سال‌های ۱۹۹۹ با مربیگری جرج گراهام و ۲۰۰۸ با هدایت خوانده راموس بود. با آمدن هری ردنپ و در کنار بازیکنانی چون گرت بیل و لوکا مودریچ، عملکرد تاتنهام بهبود یافت و در اوایل دهه ۲۰۱۰، این باشگاه خود را به جمع پنج تیم برتر لیگ رساند.
در فوریه ۲۰۰۱، شوگر سهامش را در تاتنهام به گروه انیک فروخت و از سمتش به عنوان رئیس باشگاه کناره‌گیری کرد. گروه انیک که توسط جو لوئیس و دنیل لوی اداره می‌شود، نهایتاً ۸۵ درصد از کل سهام باشگاه را تصاحب کرد و لوی مسئول اداره باشگاه شد. مدیران جدید، مائوریسیو پوچتینو را به عنوان سرمربی منصوب کردند که در فاصله سال‌های ۲۰۱۴ تا ۲۰۱۹، هدایت تیم را در دست داشت. تاتنهام همراه با پوچتینو نایب قهرمان فصل ۱۷–۲۰۱۶ لیگ شد که بالاترین رتبه آنها از فصل ۶۳–۱۹۶۲ بود. زنجیره نتایج خوب تاتنهام به رقابت‌های اروپایی کشیده شد و در سال ۲۰۱۹ برای اولین بار به فینال لیگ قهرمانان اروپا رسید. در فینال، اما نشانی از تیم جنگنده مراحل قبل نداشت و فرصت کسب بزرگ‌ترین دستاورد تاریخ باشگاه با شکست ۲–۰ مقابل لیورپول قهرمان از دست رفت. پس از شروعی ضعیف در فصل ۲۰–۲۰۱۹، دوران پوچتینو با اخراجش در نوامبر ۲۰۱۹ به پایان رسید و ژوزه مورینیو جایگزین او شد. دوران تصدی مورینیو تنها ۱۷ ماه به طول انجامید و او هم در آوریل ۲۰۲۱ برکنار شد. تاتنهام باقی فصل ۲۱–۲۰۲۰ را تحت هدایت موقت رایان میسون گذراند. در ۳۰ ژوئن ۲۰۲۱، نونو اسپیریتو سانتو به عنوان سرمربی جدید تیم برای فصل ۲۲–۲۰۲۱ معرفی شد اما پس از تنها ۴ ماه، اخراج و آنتونیو کونته جایگزینش شد.

## ورزشگاه و زمین تمرین

### زمین‌های اولیه
اوایل، اسپرز مسابقاتش را در زمین‌های عمومی انتهای پارک تاتنهام مارش انجام می‌داد. قبل از هر بازی، محدوده زمین را مشخص و شرایط لازم را برای برگزاری بازی آماده می‌کردند. از آنجا که زمین یک پارک عمومی بود گاهی بر سر استفاده از آن با تیم‌های دیگر به اختلاف می‌خوردند و درگیری بین تیم‌های محلی برای دفاع یا تصاحب آن معمول بود. مطبوعات محلی در ۶ اکتبر ۱۸۸۳، خبر اولین بازی اسپرز را با پیروزی ۹–۰ مقابل براونلو روورز گزارش کردند. آنها در سال ۱۸۸۷، در همین زمین برای اولین بار به مصاف آرسنالی رفتند که در آن زمان با نام رویال آرسنال شناخته می‌شد و بعدها رقیب سرسختشان شد. در این بازی، در حالی که ۲–۱ جلو بودند، به دلیل نور ضعیف، نیمه‌کاره لغو شد؛ چون تیم میهمان با تأخیر رسیده بود و بازی دیرتر از زمان تعیین‌شده‌اش شروع شده بود.
از آنجایی که در یک زمین عمومی بازی می‌کردند، باشگاه نمی‌توانست از تماشاگران هزینه ورودی دریافت کند و در حالی که تعداد تماشاگران گاهی به چند هزار نفر می‌رسید، هیچ سودی عاید تیم نمی‌شد. در سال ۱۸۸۸، باشگاه زمینی را بین خیابان‌های ۶۹ و ۷۵ پارک نورثامبرلند با هزینه ۱۷ پوند در سال اجاره کرد و تا بتواند برای هر بازی سه پنس از تماشاگران بگیرد. البته قیمت بلیت، برای مسابقات جام به ۶ پنس افزایش می‌یافت. در ۱۳ اکتبر ۱۸۸۸، این زمین در یک بازی با حضور تیم ذخیره تاتنهام افتتاح شد که هزینه ورودی آن ۱۷ شیلینگ بود. برای فصل ۹۵–۱۸۹۴، اولین جایگاه تماشاگران با بیش از ۱۰۰ صندلی و اتاق‌های رختکن در زیر زمین نورثامبرلند با هزینه ۶۰ پوند ساخته شد. با این حال، همین یک جایگاه چند هفته بعد تخریب و باشگاه مجبور به تعمیرش شد. در آوریل ۱۸۹۸، ۱۴٬۰۰۰ هوادار برای تماشای بازی اسپرز با وولویچ آرسنال حاضر شدند. برخی از آنها برای آنکه دید بهتری داشته باشند به بالای سقف جایگاه نوساز رفتند. جایگاه زیر وزنشان فرو ریخت و چند مصدوم برجای گذاشت. پارک نورثامبرلند دیگر جوابگوی جمعیت روزافزون هواداران نبود و باشگاه مجبور شد به دنبال زمین بزرگتری باشد و در سال ۱۸۹۹ به وایت‌هارت‌لین نقل مکان کردند.

### وایت هارت لین
زمین جدید در شرق جاده تاتنهام و یک نهالستان بلااستفاده متعلق به کارخانه آبجوسازی چارینگتونز بود که در پشت یک میخانه به نام وایت هارت قرار داشت. با این شرط که اسپرز ۱٬۰۰۰ تماشاگر برای مسابقات رسمی و ۵۰۰ تماشاگر برای مسابقات دوستانه‌اش جذب کند، زمین از چارینگتونز اجاره شد. در زمانی که میانگین حضور تماشاگران در بازی‌های تاتنهام ۴٬۰۰۰ نفر بود، تحقق این شرط کار سختی نبود. وظیفه تخریب گلخانه‌ها و آماده‌سازی زمین آن برای فوتبال به مسئول زمین یکی از باشگاه‌های کریکت محلی به نام جان اوور سپرده شد. پس از آماده‌سازی، جایگاه‌های زمین قبلی در پارک نورثامبرلند به آنجا منتقل شدند. زمین جدید هرگز به‌طور رسمی نامگذاری نشد، اگرچه نام‌های گیلپین‌پارک و پرسی‌پارک برای آن پیشنهاد شد. باشگاه در روزهای اول آن را زمین هاتسپرز یا زمین اسپرز می‌خواند و مردم از آن به عنوان زمین بزرگراه یاد می‌کردند. پس از مدتی به وایت‌هارت‌لین معروف شد. منشأ این نامگذاری مشخص نیست. یک فرض این است که تماشاگران برای رسیدن به ورزشگاه، ابتدا در ایستگاه راه‌آهن وایت‌هارت‌لین تجمع می‌کردند. فرض دیگر این است که نام وایت‌هارت‌لین، از روی نام جاده منتهی به ورودی ورزشگاه در کنار میخانه وایت‌هارت آمده‌است. البته این جاده بعداً بیل نیکلسون نام گرفت.
در ۴ سپتامبر ۱۸۹۹ و در یک بازی دوستانه مقابل نوتس‌کاونتی ورزشگاه جدید افتتاح شد. حدود ۵۰۰ هوادار از بازی استقبال کردند که از محل دریافت هزینه ورودی، ۱۱۵ پوند درآمد برای باشگاه حاصل شد. این اولین بازی در زمین وایت‌هارت‌لین، با پیروزی ۴–۱ به ثبت رسید. پنج روز بعد اولین بازی رسمی با حضور ۱۱٬۰۰۰ تماشاگر در مقابل کوئینز پارک رنجرز برگزار شد و تام اسمیت تنها گل بازی را برای اسپرز به ثمر رساند.
تا سال ۱۹۰۴، ظرفیت ورزشگاه به ۳۲٬۰۰۰ نفر رسید و در جایگاه اصلی ۵۰۰ صندلی نصب شد. در فوریه همان سال، ازدحام بیش از حد هواداران در طول بازی جام حذفی مقابل استون ویلا منجر به لغو مسابقه و هجوم هواداران به زمین شد. باشگاه جریمه و دستور داده‌شد تا حصاری فولادی را در اطراف زمین نصب کند. وایت‌هارت‌لین نیاز به گسترش داشت اما توسعه آن با توجه به شرایط اجاره محدودیت داشت. در سال ۱۹۰۵ و پس از انتشار سهام، باشگاه سرمایه لازم را کسب و مالکیت مطلق زمین را به مبلغ ۸٬۹۰۰ پوند خریداری کرد. ۲٬۶۰۰ پوند دیگر برای خرید قطعه زمینی در قسمت شمالی آن صرف شد و در نهایت ظرفیت ورزشگاه به ۴۰٬۰۰۰ نفر رسید.
در سال ۱۹۰۸ و با پذیرفته شدن تاتنهام در دسته ۲ لیگ فوتبال، باشگاه مجدداً تصمیم به توسعه وایت‌هارت‌لین گرفت. آرچیبالد لیچ جایگاه‌هایی را طراحی کرد که در طی دو و نیم دهه ساخته شدند. جایگاه اصلی غربی که مسقف و سازه‌ای دو طبقه بود با ظرفیت ۵٬۳۰۰ نفر در طبقه بالایی و ۶٬۰۰۰ نفر در طبقه پایین تا سال ۱۹۰۹ و با مبلغ ۵۰٬۰۰۰ پوند آماده شد که در آن زمان، بزرگ‌ترین جایگاه فوتبال در بریتانیا بود. بخش مرکزی جایگاه شرقی نیز در سال ۱۹۰۹ مسقف شد. دو سال بعد حفاظ چوبی آن با یک حفاظ بتونی بزرگ جایگزین شد و سقف کل جایگاه را پوشاند. با توسعه دو قسمت شرقی و غربی جایگاه مرکزی، ظرفیت ورزشگاه تا شروع جنگ جهانی اول به بیش از ۵۰٬۰۰۰ نفر افزایش یافت. در طول جنگ، ورزشگاه به تصرف وزارت جنگ درآمد و جایگاه شرقی به کارخانه‌ای برای ساخت ماسک‌های گاز، توپخانه و تجهیزات حفاظتی تبدیل شد.

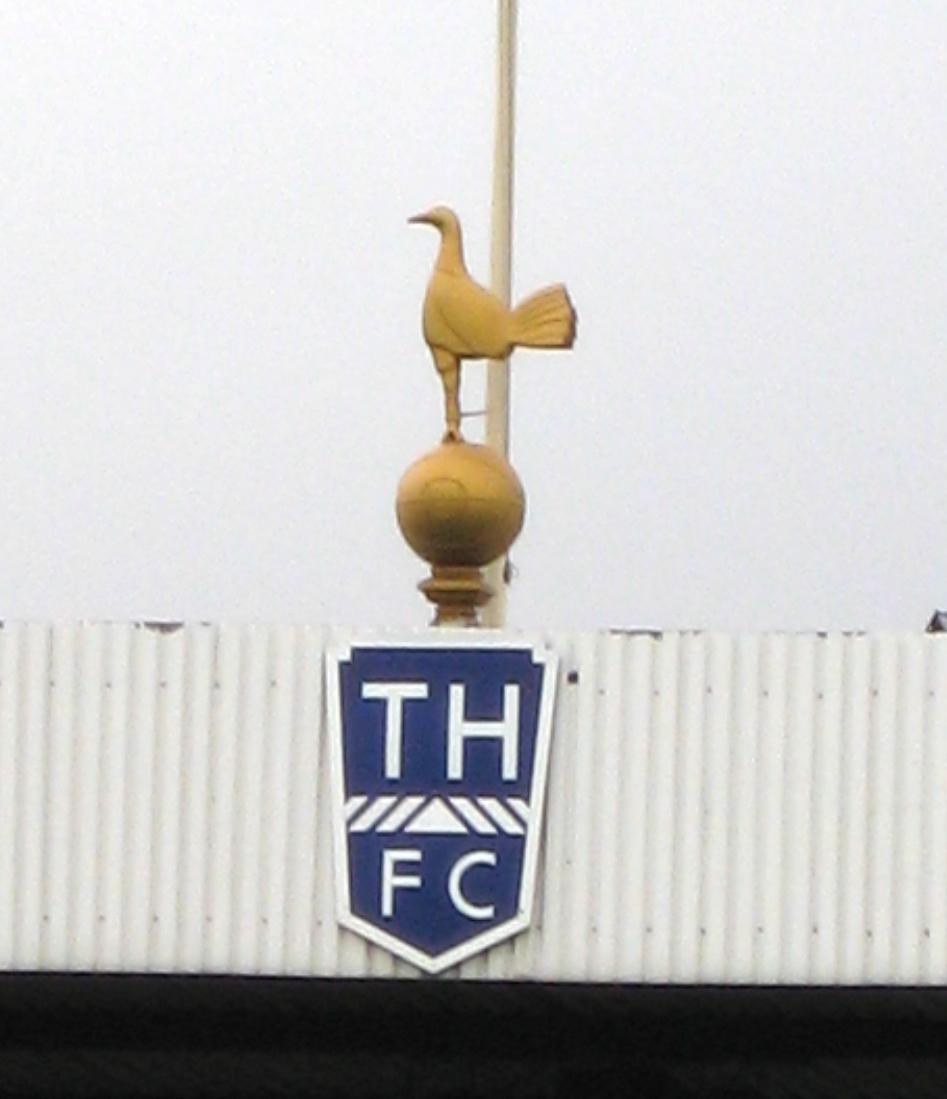
خروس برنزی تاتنهام در بالای جایگاه شرقی

مجسمهٔ برنزی خروس روی توپ که در سال ۱۹۰۹ توسط ویلیام جیمز اسکات، بازیکن سابق باشگاه ساخته شد ابتدا در بالای جایگاه غربی قرار گرفت اما در سال ۱۹۵۷ به دلیل نصب نورافکن برداشته و در دسامبر ۱۹۵۸، بالای جایگاه شرقی گذاشته شد. در سال ۱۹۸۹، خروس اصلی برداشته و با ماکت‌های فایبرگلاس جایگزین شد که در بالای دو جایگاه شرقی و غربی قرار گرفتند. خروس اصلی به سوئیت‌های اجرایی ورزشگاه فرستاده شد که سال‌ها در آنجا ماند و سپس به پذیرش جایگاه غربی منتقل شد. در سال ۲۰۱۶ و با توجه به برنامه‌ریزی برای تخریب ورزشگاه به دفتر باشگاه در لیلی‌وایت هاوس منتقل شد.
توسعه ورزشگاه در دهه ۱۹۲۰ و اوایل دهه ۱۹۳۰ ادامه یافت. قهرمانی در جام حذفی ۱۹۲۱ هزینهٔ لازم را برای ساخت یک جایگاه سرپوشیدهٔ دو طبقه در قسمت شمالی فراهم کرد. در سال ۱۹۲۳، جایگاه مشابهی در سمت جنوبی اضافه شد. ظرفیت ورزشگاه به ۵۸٬۰۰۰ نفر رسیده بود که جایگاه‌های سرپوشیده حدود ۴۰٬۰۰۰ نفر از تماشاگران را پوشش می‌دادند. در سال ۱۹۳۴ باشگاه ۶۰٬۰۰۰ پوند برای بازسازی جایگاه شرقی هزینه کرد. جایگاه جدید یک سازه دو طبقه بود که بخش پایینی آن دو قسمت داشت. طبقه بالایی ۴٬۹۸۳ صندلی داشت و دو طبقه پایینی فضای کافی برای ایستادن بیش از ۱۸٬۷۰۰ هوادار فراهم می‌کرد. بخش بالایی از طبقه پایینی، میان طرفداران به «قفسه» معروف و محلی برای اجتماع طرفداران سرسخت شد؛ برخلاف بسیاری از ورزشگاه‌های دیگر که در آن جایگاه‌های پشت دروازه‌ها بهترین مکان تجمع برای پرشورترین هواداران است. با تکمیل این جایگاه مجموع ظرفیت به نزدیک ۸۰٬۰۰۰ نفر رسید. جایگاه شرقی به‌طور رسمی در ۲۲ سپتامبر ۱۹۳۴ برای بازی مقابل استون‌ویلا افتتاح شد. جایگاه غربی مجاور خیابان تاتنهام، قسمت شرقی مجاور خیابان ورسستر، جایگاه شمالی در خیابان پکستون و جایگاه جنوبی در مجاورت جاده پارک قرار داشت. به شکل رسمی، جایگاه‌ها از روی جهت‌های جغرافیایی اصلی نامگذاری شده‌بودند، اما در میان مردم بیشتر با نام خیابان مجاورشان یاد می‌شدند.
وایت‌هارت‌لین برای مسابقات ملی نیز استفاده می‌شد و در سال ۱۹۳۵ شاهد پیروزی ۳–۰ انگلیس مقابل آلمان نازی بود. همچنین برخی از مسابقات مقدماتی فوتبال برای بازی‌های المپیک تابستانی ۱۹۴۸ در آن برگزار شد. در طول جنگ جهانی دوم و زمانی که هایبری توسط دولت ضبط شد تا به‌عنوان یک مرکز پدافند هوایی استفاده شود، اسپرز ورزشگاه را با رقیبش آرسنال به اشتراک گذاشت. در سال ۱۹۵۳ نورافکن‌ها به ورزشگاه اضافه شدند و اولین بار در بازی دوستانه برابر راسینگ کلاب پاریس در سپتامبر همان سال مورد استفاده قرار گرفتند. در سال ۱۹۶۱، دکل‌های نورافکن جایگزینشان شدند.
این ورزشگاه که توسط آرچیبالد لیچ طراحی شد برای چند دهه به همان شکل باقی ماند، اما صندلی‌ها به تدریج اضافه شدند. در سال ۱۹۸۰، در تلاش برای بهبود امکانات و ارتقای ورزشگاه، مرحله جدیدی از بازسازی آغاز شد. با این حال، هزینه‌های بیش از حد این پروژه که از ۳٫۵ میلیون پوند به ۶ میلیون پوند افزایش یافت به‌علاوه هزینه‌های بازسازی تیم، مشکلات مالی را گریبانگیر باشگاه کرد. رئیس باشگاه، ایروینگ اسکالر از شکاف ایجاد شده هیئت‌مدیره استفاده کرد و سهام ویل را خریداری کرد که منجر به تغییر مدیران شد.
در سال ۱۹۸۸ و علیرغم مخالفت هواداران، باشگاه بازسازی جایگاه شرقی را آغاز کرد. با این حال، هزینه این پروژه دو برابر شد و به بیش از ۸ میلیون پوند رسید. در سال ۱۹۹۱، هزینه‌های ورزشگاه در کنار سایر مشکلات مالی، بار دیگر منجر به تغییر مدیران در باشگاه شد.
در دهه ۱۹۷۰، جاگذاری فنس‌های بلند در ورزشگاه‌های فوتبال بریتانیا برای جدا کردن هواداران و مقابله با هجوم هولیگان‌ها به زمین رایج شد. در ۱۸ آوریل ۱۹۸۹ و در واکنش به فاجعه هیلزبورو تمامی فنس‌های وایت‌هارت‌لین برداشته شدند. این فنس‌ها قبلاً باعث له‌شدن هواداران اسپرز در طول یک بازی از جام حذفی در فصل ۱۹۸۱ شده‌بود. در یک واکنش دیگر به فاجعه هیلزبورو و متعاقب آن گزارش تیلور در سال ۱۹۹۰ که خواستار ورزشگاه‌های تمام‌صندلی بود، در چند سال آینده جایگاه‌های ایستاده حذف شدند و ظرفیت زمین کاهش یافت. تا سال ۱۹۹۵ جایگاه‌های ایستاده تمام‌صندلی شدند و بازسازی ورزشگاه در مارس آن سال به پایان رسید. اولین صفحه‌نمایش برای پوشش بازی‌های زنده و نمایش مسابقات خارج از خانه نیز در بالای جایگاه جنوبی نصب شد و در نهایت دو صفحه در بالای هر دو جایگاه پشت محوطه جریمه کارگذاری شدند. با تکمیل بازسازی در سال ۱۹۹۸، از ظرفیت ورزشگاه ۳۶٬۲۴۰ نفر باقی‌ماند. تا سال ۲۰۱۶ به جز برخی تغییرات جزئی ورزشگاه به همین شکل باقی‌ماند و در فصل ۱۷–۲۰۱۶ در حالی که تاتنهام آخرین فصلش را در وایت‌هارت‌لین برگزار می‌کرد قسمت شمال‌شرقی تخریب شد تا امکان ساخت ورزشگاه جدید فراهم شود. با تخریب بخشی از وایت‌هارت‌لین ظرفیت ورزشگاه به کمتر از حد مجاز برای بازی‌های اروپایی رسید و تاتنهام بازی‌های خانگی‌اش را در رقابت‌های اروپایی فصل ۱۷–۲۰۱۶ به میزبانی ومبلی برگزار کرد.

با آغاز هزاره سوم، ظرفیت وایت‌هارت‌لین در مقایسه با سایر باشگاه‌های بزرگ لیگ برتر که برنامه‌هایی برای توسعه ورزشگاه‌شان داشتند، کمتر شده‌بود. طرح‌ها و ایده‌های بسیاری دربارهٔ بازسازی و آینده وایت‌هارت‌لین مطرح شد. برنامه انتقال به ومبلی یا استادیوم المپیک پس از اتمام بازی‌های المپیک ۲۰۱۲ از سوی باشگاه رد شد. در نهایت مالکان باشگاه تصمیم گرفتند تنها بر روی پروژه توسعه نورثامبرلند و ساخت ورزشگاه جدید تمرکز کنند. در ۱۴ مه ۲۰۱۷، وایت‌هارت‌لین میزبان آخرین بازی خود بود؛ تاتنهام در مقابل منچستریونایتد از رقابت‌های لیگ برتر. با گل‌های ویکتور وانیاما و هری کین، تاتنهام ۲–۱ پیروز و بالاترین رتبه آنها در لیگ از سال ۱۹۶۳ برایشان ثبت شد. آخرین گل در این ورزشگاه توسط وین رونی مهاجم منچستریونایتد به ثمر رسید. کار تخریب ورزشگاه روز بعد آغاز و در اوت ۲۰۱۷ تکمیل شد.

### ومبلی
بعد از تخریب ورزشگاه وایت هارت لین، تاتنهام از سال ۲۰۱۷ تا ۲۰۱۹ در ومبلی میزبان حریفان خود بود.

### ورزشگاه تاتنهام هاتسپر
تاتنهام به دنبال راهی برای افزایش ظرفیت وایت‌هارت‌لین بود تا بتواند به‌طور مؤثرتری با باشگاه‌های رقیبش از نظر مالی رقابت کند و توسعه مجدد ورزشگاه یکی از گزینه‌های مورد بررسی بود. اما در اکتبر ۲۰۰۸، تصمیم باشگاه برای ساخت یک ورزشگاه جدید در شمال وایت‌هارت‌لین علنی شد. طبق این طرح نیمه جنوبی زمین ورزشگاه جدید با قسمت شمالی وایت‌هارت‌لین همپوشانی داشت. این پیشنهاد به پروژه توسعه نورثامبرلند تبدیل شد که شامل ساخت یک ورزشگاه و همچنین موزه باشگاه، خانه‌ها، مغازه‌ها و سایر امکانات بود. یک سال بعد، نقشه ساخت ورزشگاه جدید ارائه شد که شامل تخریب هشت ساختمان محلی و دو ساختمان موجود در فهرست ملی می‌شد. این طرح واکنش‌های انتقادی گروه‌های حفاظتی را برانگیخت؛ از جمله میراث انگلستان و کمیسیون معماری و محیط مصنوع در جایگاه هیئت مشورتی دولت در معماری. در پاسخ به این اعتراضات، یک طرح تجدید نظر شده که برخی از ساختمان‌های فهرست‌شده ملی را حفظ می‌کرد، مجدداً در ماه مه ۲۰۱۰ ارائه شد. این طرح توسط شورای هرینگی در ۳۰ سپتامبر ۲۰۱۰ و بعداً توسط شهردار لندن، بوریس جانسون و همچنین دولت پذیرفته شد. شورش‌های ۲۰۱۱ در منطقه محروم تاتنهام سبب شد تا شورای هارینگی با صدور مجوز پروژه، باشگاه را که از نظر اقتصادی مهم بود در منطقه حفظ کند و توافق‌نامه‌ای برای پروژه توسعه نورثامبرلند در ۲۰ سپتامبر آن سال به امضا رسید. باشگاه در بیانیه‌ای مشترک اعلام کرد در شمال تاتنهام خواهد ماند و با شورا برای جوان‌سازی منطقه همکاری خواهد کرد. همچنین دستور خرید اجباری املاک باقی‌مانده در منطقه صادر شد که در ۱۱ ژوئیه ۲۰۱۴ به تأیید مسئولان مربوط رسید و تلاش مالکان کسب‌وکارهای باقی‌مانده برای لغو جواز خرید اجباری در دادگاه عالی ناکام ماند.
در اکتبر ۲۰۱۳، طرح ورزشگاه برای کاربردی چندمنظوره تغییر داده شد تا میزبان بازی‌های لیگ ملی فوتبال آمریکا نیز باشد. در ۸ ژوئیه ۲۰۱۵، تاتنهام توافق خود را با NFL برای برگزاری حداقل دو بازی در سال طی یک قرارداد ۱۰ ساله اعلام کرد. برنامه‌ریزی جدید رسماً به دست مسئولان لندن تأیید و عملیات ساخت در سال ۲۰۱۶ آغاز شد.
افتتاح ورزشگاه جدید برای فصل ۱۹–۲۰۱۸ برنامه‌ریزی شد و در زمان ساخت، تمام بازی‌های خانگی تاتنهام در دو فصل ۱۸–۲۰۱۷ و ۱۹–۲۰۱۸ به جز پنج بازی را ورزشگاه ومبلی میزبانی کرد. در دسامبر ۲۰۱۸، درهای ورزشگاه با هدف آشنایی هواداران به رویشان باز شد. دیدار زیر ۱۸ساله‌های تاتنهام و ساوتهمپتون در ۲۴ مارس به عنوان اولین رقابت و گل جی‌نیل بنت در راه پیروزی ۳–۱ تاتنهام به عنوان اولین گل در ورزشگاه جدید ثبت شدند. در همان ماه، آمادگی ورزشگاه با بازی دیگری میان اسطوره‌های باشگاه و اسطوره‌های اینترمیلان آزمایش شد. پس از این دو بازی دوستانه، در ۳ آوریل ۲۰۱۹ و در یک بازی رسمی از رقابت‌های لیگ برتر در برابر کریستال‌پالاس، ورزشگاه جدید با پیروزی ۲–۰ تاتنهام رسماً افتتاح شد.
ورزشگاه تاتنهام هاتسپر سومین ورزشگاه بزرگ فوتبال در انگلستان و بزرگ‌ترین در لندن است. نام آن موقتی است و هدف این بود تا با فروش حق نامگذاری با نام اسپانسر شناخته شود اما تا ژانویه ۲۰۲۲ هنوز نامش تغییری نکرده‌است. اگرچه هواداران و برخی رسانه‌ها آن را وایت‌هارت‌لیت جدید صدا می‌زنند.
ورزشگاه جدید به‌طور کلی نظرات مثبتی از سوی طرفداران و همچنین نویسندگان ورزشی و معماری دریافت کرده‌است. در یک نظرسنجی که توسط باشگاه سازمان‌دهی شده‌بود از میان ۴٬۳۰۲ هوادار تاتنهام، ۹۵ درصد از تجربه حضورشان در ورزشگاه جدید راضی بودند که در مقایسه با رضایت ۵۲ درصدی هواداران از ورزشگاه ومبلی نرخ بهتری بود. ۸۴ درصدشان از جو ورزشگاه در بازی‌های لیگ راضی بودند که این میزان برای بازی‌های اروپایی به ۹۸ درصد افزایش یافت.

### زمین‌های تمرین
زمین تمرین اولیه تاتنهام در خیابان بروکفیلد شهر چزنت قرار داشت. در سال ۱۹۵۲، تاتنهام این زمین ۱۱ هکتاری را که توسط باشگاه چزنت استفاده می‌شد به مبلغ ۳۵٬۰۰۰ پوند خریداری کرد. این ملک، سه زمین چمن داشت و استادیومی کوچک با یک جایگاه که برای مسابقات تیم نوجوانان استفاده می‌شد. پس از آنکه این زمین در سال ۱۹۹۱ و به قیمت بیش از ۴ میلیون فروخته شد، باشگاه محل تمرین تیم را به لژ اسپرز در خیابان لوکسبورو شهر چیگول منتقل کرد. محل تمرین جدید در سپتامبر ۱۹۹۶ توسط تونی بلر افتتاح شد. این زمین و مرکز مطبوعات باشگاه در چیگول تا سال ۲۰۱۴ مورد استفاده قرار گرفتند.
در سال ۲۰۰۷، تاتنهام زمینی را در بولز کراس انفیلد خریداری کرد که در چند مایلی جنوب زمین سابقشان در چزنت بود. یک مجموعه تمرینی جدید به مبلغ ۴۵ میلیون پوند در این زمین ساخته و در سال ۲۰۱۲ افتتاح شد. این زمین ۷۷ هکتاری، ۱۵ زمین چمن طبیعی، ۱/۵ زمین مصنوعی و همچنین یک زمین مصنوعی سرپوشیده در ساختمان اصلی دارد. مرکز آب درمانی و استخرهای شنا، سالن‌های بدنسازی، امکانات پزشکی، سالن غذاخوری و فضای استراحت برای بازیکنان و همچنین کلاس‌های درس برای بازیکنان آکادمی و مدرسه، از دیگر امکانات ساختمان اصلی است که در جاده هاتسپر قرار دارد. پس از آن و در سال ۲۰۱۸، یک اقامتگاه ۴۵ خوابه برای بازیکنان با امکانات پذیرایی، درمان، استراحت و توانبخشی به محل تمرین اضافه شد. این اقامتگاه عمدتاً در اختیار بازیکنان تیم اول تاتنهام و آکادمی است، اما تیم‌های ملی فوتبال نیز از آن استفاده می‌کنند. تیم برزیل به‌منظور آماده‌سازی برای جام جهانی ۲۰۱۸، اولین تیمی بود که از امکانات این مجموعه استفاده کرد.

## لباس و آرم

### لباس
یک پیراهن سرمه‌ای‌رنگ که روی سینه چپ آن، سپری قرمز با حرف H دوخته شده‌بود، در کنار شلوارک‌های سفید، اولین لباسی است که برای تاتنهام به ثبت رسیده و لباس اصلی باشگاه در سال ۱۸۸۳ بود. در سال ۱۸۸۴ یا ۱۸۸۵ و تحت‌تاثیر قهرمانی بلکبرن‌روورز در فینال جام حذفی ۱۸۸۴، تاتنهام لباسش را به لباس‌های چهار قسمت‌شدهٔ آبی و سفید بلکبرن تغییر داد. پس از انتقال به پارک نورثامبرلند در سال ۱۸۸۸، همان پیراهن سرمه‌ای قبلی را برای فصل ۹۰–۱۸۸۹ پوشیدند. از سال ۱۸۹۰ با پیراهن‌های قرمز و شورت آبی به میدان رفتند و حتی برای مدتی، «قرمزهای تاتنهام» لقب گرفتند. پنج سال بعد و در سال ۱۸۹۵ که آغاز حرکت باشگاه در مسیر حرفه‌ای‌شدن بود، پیراهن‌هایی با نوارهای شکلاتی و طلایی را به عنوان لباس اصلی‌شان انتخاب کردند.
در فصل ۹۹–۱۸۹۸ که آخرین سال حضورشان در پارک نورثامبرلند بود، باشگاه لباسش را به پیراهن‌های سفید و شورت آبی تیم پرستون‌نورث‌اند تغییر داد. از آن زمان، سفید و سرمه‌ای به عنوان رنگ‌های اصلی باشگاه باقی‌مانده‌است. همین پیراهن‌های سفید، سرمنشأ لقب «زنبق‌های سفید» آنهاست. پس از قهرمانی در جام حذفی سال ۱۹۲۱، نشان خروس روی پیراهنشان نقش بست. در سال ۱۹۳۹، برای اولین بار شماره بازیکنان به پشت پیراهنشان اضافه شد. از سال ۱۹۹۱، تاتنهام شورت‌هایی با برش بلند به شیوه لباس‌های فوتبال امروزی پوشید و پیشقدم در این طراحی شد. تا قبل از این نوآوری تاتنهام، شورت‌های ورزشی تیم‌های فوتبال، بسیار بالاتر از زانو بریده می‌شدند.
در روزهای اولیه تأسیس تاتنهام، لباس‌های تیم از فروشندگان محلی خریداری می‌شد. شرکتی با نام اچ‌آر بروکس در جاده سون سیسترز، از اولین تولیدکنندگان پیراهن‌های اسپرز بود. در دهه ۱۹۲۰، بوکتا لباس‌های باشگاه را تأمین کرد. از اواسط دهه ۱۹۳۰ و برای چهل سال، تولید لباس‌ها به آمبرو سپرده شد. در سال ۱۹۷۷، تاتنهام برای تأمین لباس با آدمیرال به توافق رسید. اگرچه لباس‌های تیم با برند آمبرو از سال ۱۹۵۹ و در رنگ‌های مختلف به بازار عرضه می‌شد، اما پس از قرارداد با آدمیرال بود که فروش پیراهن‌های تیم رونق گرفت. آدمیرال رنگ ساده پیراهن‌های قبلی را با طراحی‌های غنی تغییر داد. در تابستان ۱۹۸۰، لو کوک اسپورتیف جایگزین آدمیرال شد. در سال ۱۹۸۵، اسپرز شریک تجاری برند هومل شد که بعداً لباس‌های تیم را نیز تولید کرد. با این حال، تلاش تاتنهام برای گسترش فعالیت تجاری باشگاه شکست‌خورد و در سال ۱۹۹۱، بار دیگر به برند آمبرو رو آوردند. بعد از آن، پونی در سال ۱۹۹۵، آدیداس در سال ۱۹۹۹، کاپا در سال ۲۰۰۲ و در سال ۲۰۰۶ پوما با قراردادی پنج ساله، مسئول تأمین لباس‌های آنها شدند. در مارس ۲۰۱۱، آندر آرمور قراردادی پنج ساله با تاتنهام بست تا از آغاز فصل ۱۳–۲۰۱۲، پوشاک تیم را عرضه کند. لباس‌های خانگی، خارج از خانه و لباس سوم تیم در ژوئیه و اوت ۲۰۱۲ معرفی شدند که فناوری کنترل ضربان قلب و دمای بازیکنان را داشتند و داده‌های بیومتریک را برای کادر مربیگری ارسال می‌کردند. در ژوئن ۲۰۱۷، اعلام شد که نایکی تامین‌کننده لباس‌های جدید خواهد بود و پوشاک فصل ۱۸–۲۰۱۷ در ۳۰ ژوئن معرفی شد. در طرح این لباس‌ها، نشان باشگاه در قالب یک سپر قرار گرفته‌بود تا ادای احترامی به قهرمان‌های دوگانهٔ فصل ۶۱–۱۹۶۰ باشد که به عنوان اولین باشگاه پس از جنگ، قهرمانی در هر دو دسته اول لیگ فوتبال و جام حذفی را به دست آوردند. در اکتبر ۲۰۱۸، نایکی و تاتنهام با قراردادی ۱۵ ساله به ارزش ۳۰ میلیون پوند در سال، به‌منظور تأمین لباس‌های باشگاه تا سال ۲۰۳۳ به توافق رسیدند.
اسپانسرینگ پیراهن در فوتبال انگلیس، برای اولین بار در سال ۱۹۷۶ و علیرغم ممنوعیت آن توسط اتحادیه فوتبال انگلیس، توسط باشگاهی خارج از لیگ به نام کترینگ تاون آغاز شد. اتحادیه فوتبال به زودی این ممنوعیت را لغو کرد. در سال ۱۹۷۹، استفاده از حامی مالی برای بازی‌های بدون پخش تلویزیونی و در سال ۱۹۸۳ برای بازی‌های پخش تلویزیونی مجاز شد و بعد از آن به باشگاه‌های بزرگ نیز سرایت کرد. در دسامبر ۱۹۸۳ و پس از عرضه سهام باشگاه در بورس لندن، لوگوی هلستن به عنوان اولین حامی مالی بر روی پیراهن اسپرز ظاهر شد. پس از آنکه در سال ۲۰۰۲، تامسون به عنوان اسپانسر لباس تیم انتخاب شد، برخی هواداران تاتنهام از رنگ قرمز لوگوی جلوی پیراهن تیمشان که رنگ رقیب دیرینه‌شان آرسنال است، ناراضی بودند. در سال ۲۰۰۶، تاتنهام قراردادی به مبلغ ۳۴ میلیون پوند با کازینوی اینترنتی Mansion.com منعقد کرد. در ژوئیه ۲۰۱۰، اسپرز قرارداد دو ساله‌اش را با شرکت نرم‌افزاری Autonomy اعلام کرد که گفته می‌شود ارزش آن ۲۰ میلیون پوند است. یک ماه بعد، قرارداد ۵ میلیون پوندی با بانک تخصصی و شرکت مدیریت دارایی Investec را رسانه‌ای کردند تا برای دو سال آینده حامی مالی آنها در لیگ قهرمانان و جام‌های داخلی باشد. از سال ۲۰۱۴ و با قراردادی به ارزش بیش از ۱۶ میلیون پوند در سال، AIA اسپانسر اصلی پیراهن تاتنهام بوده‌است، پس از گذشت هشت سال و در سال ۲۰۱۹، مبلغ قراردادشان در یک توافق جدید به ۴۰ تا ۴۵ میلیون پوند در سال افزایش یافت و تا سال ۲۰۲۷، پیراهن‌های اسپرز با همان عبارت AIA به‌عنوان حامی مالی دیده خواهد شد.

#### حامی مالی و تولیدکنندهٔ پوشاک
| دوره | تولیدکنندهٔ لباس | حامی مالی (سینه)           | حامی مالی (آستین) |
| --- | --------------- | -------------------------- | ----------------- |
| ۱۱–۱۹۰۷ | اچ.آر. بروکس    | نداشت.                     | نداشت.            |
| ۳۰–۱۹۲۱ | بوکتا           | نداشت.                     | نداشت.            |
| ۷۷–۱۹۳۵ | آمبرو           | نداشت.                     | نداشت.            |
| ۸۰–۱۹۷۷ | آدمیرال         | نداشت.                     | نداشت.            |
| ۸۳–۱۹۸۰ | لو کوک اسپورتیف | نداشت.                     | نداشت.            |
| ۸۵–۱۹۸۳ | لو کوک اسپورتیف | Holsten                    | نداشت.            |
| ۹۱–۱۹۸۵ | هومل            | Holsten                    | نداشت.            |
| ۹۵–۱۹۹۱ | آمبرو           | Holsten                    | نداشت.            |
| ۹۹–۱۹۹۵ | پونی            | Hewlett-Packard            | نداشت.            |
| ۰۲–۱۹۹۹ | آدیداس          | Holsten                    | نداشت.            |
| ۰۶–۲۰۰۲ | کاپا            | Thomson Holidays           | نداشت.            |
| ۱۰–۲۰۰۶ | پوما            | Mansion.com Casino & Poker | نداشت.            |
| ۱۱–۲۰۱۰ | پوما            | Autonomy Corporation۱      | نداشت.            |
| ۱۲–۲۰۱۱ | پوما            | Aurasma۱۲                  | نداشت.            |
| ۱۳–۲۰۱۲ | آندر آرمور      | Aurasma۱۲                  | نداشت.            |
| ۱۴–۲۰۱۳ | آندر آرمور      | HP۳                        | نداشت.            |
| ۱۷–۲۰۱۴ | آندر آرمور      | AIA                        | نداشت.            |
| ۲۰۲۱–۲۰۱۷ | نایکی           | AIA                        | نداشت.            |
| حال–۲۰۲۱ | نایکی           | AIA                        | Cinch             |
| ۱ تنها در رقابت‌های لیگ برتر روی پیراهن تاتنهام نقش بست. Investec Bank، در لیگ قهرمانان، جام حذفی، جام اتحادیه و لیگ اروپا حامی مالی بود. ۲ Aurasma، از شرکت‌های تابعه Autonomy Corporation است. ۳ هیولت پاکارد (HP) شرکت مادر Autonomy Corporation است و فقط در رقابت‌های لیگ برتر حامی مالی بود. AIA در جام حذفی، جام اتحادیه و لیگ اروپا به‌عنوان حامی مالی روی پیراهن تاتنهام نمایش داده شد. |                 |                            |                   |

### آرم باشگاه
از زمان فینال جام حذفی ۱۹۲۱، نشان تاتنهام هاتسپر یک خروس است. هری هاتسپر که باشگاه به یاد او نامگذاری شد، به این علت با این نام مستعار شناخته می‌شد که با پوشیدن خار وارد میدان جنگ می‌شد تا اسبش در میانه نبردها سریع‌تر حرکت کند و خارها یادآور خروس‌های جنگی نیز هستند. در سال ۱۹۰۰، از همین خار به عنوان نماد باشگاه استفاده شد که بعداً به یک خروس جنگی تغییر کرد. ویلیام جیمز اسکات که از بازیکنان سابق بود، مجسمه‌ای برنزی از یک خروس که روی توپ ایستاده بود را با هزینه ۳۵ پوند و بلندی ۹ فوت و ۶ اینچ ساخت که در انتهای فصل ۱۰–۱۹۰۹، بالای جایگاه غربی گذاشته شد. از آن زمان، نشان خروس و توپ به بخشی از هویت باشگاه تبدیل شده‌است. نشانی که در سال ۱۹۲۱ روی پیراهن باشگاه استفاده شد، نشان‌دهنده یک خروس در حصر یک سپر بود، اما در اواخر دهه ۱۹۶۱ با خروسی که روی یک توپ ایستاده بود تعویض شد.
بین سال‌های ۱۹۵۶ تا ۲۰۰۶، نشان باشگاه یک سپر نمادین را شامل می‌شد که تعدادی از نشانه‌ها و نمادهای محلی را تداعی می‌کرد. یک دژ که نماد قلعه بروس بود که ۴۰۰ یارد از ورزشگاه فاصله دارد و هفت درخت که اشاره به منطقه سون سیسترز داشت. در زیر سپر طوماری طراحی شده‌بود که شعار باشگاه به لاتین؛ Audere Est Facere (جرات انجام دادنش رو داریم)، روی آن حک شده‌بود.
در سال ۱۹۸۳، برای مقابله با سواستفاده‌های تجاری که از لوگوی باشگاه می‌شد، با افزودن دو شیر قرمز که در دو طرف سپر ایستاده بودند، نشان باشگاه را تغییر دادند و طومار شعار ثابت ماند این لوگو برای سه فصل در فاصله سال‌های ۱۹۹۹–۱۹۹۶ روی لباس‌های اسپرز ظاهر شد.
در سال ۲۰۰۶ و به منظور تغییر برند و مدرن‌کردن وجهه باشگاه، نشان باشگاه با یک طراحی حرفه‌ای تغییر داده‌شد. خروس نشان جدید، طراحی زیباتر و مدرن‌تری دارد که روی یک توپ فوتبال قدیمی ایستاده‌است. باشگاه اعلام کرد که با حذف قسمت نام، فقط از لوگوی تازه در لباس‌های بازی استفاده خواهد شد. در نوامبر ۲۰۱۳، تاتنهام باشگاه غیر لیگی فلیت اسپرز را وادار به تغییر نشانشان کرد چرا که طراحی جدیدشان، «بیش از حد شبیه» به لوگوی تاتنهام بود.

## مالکیت

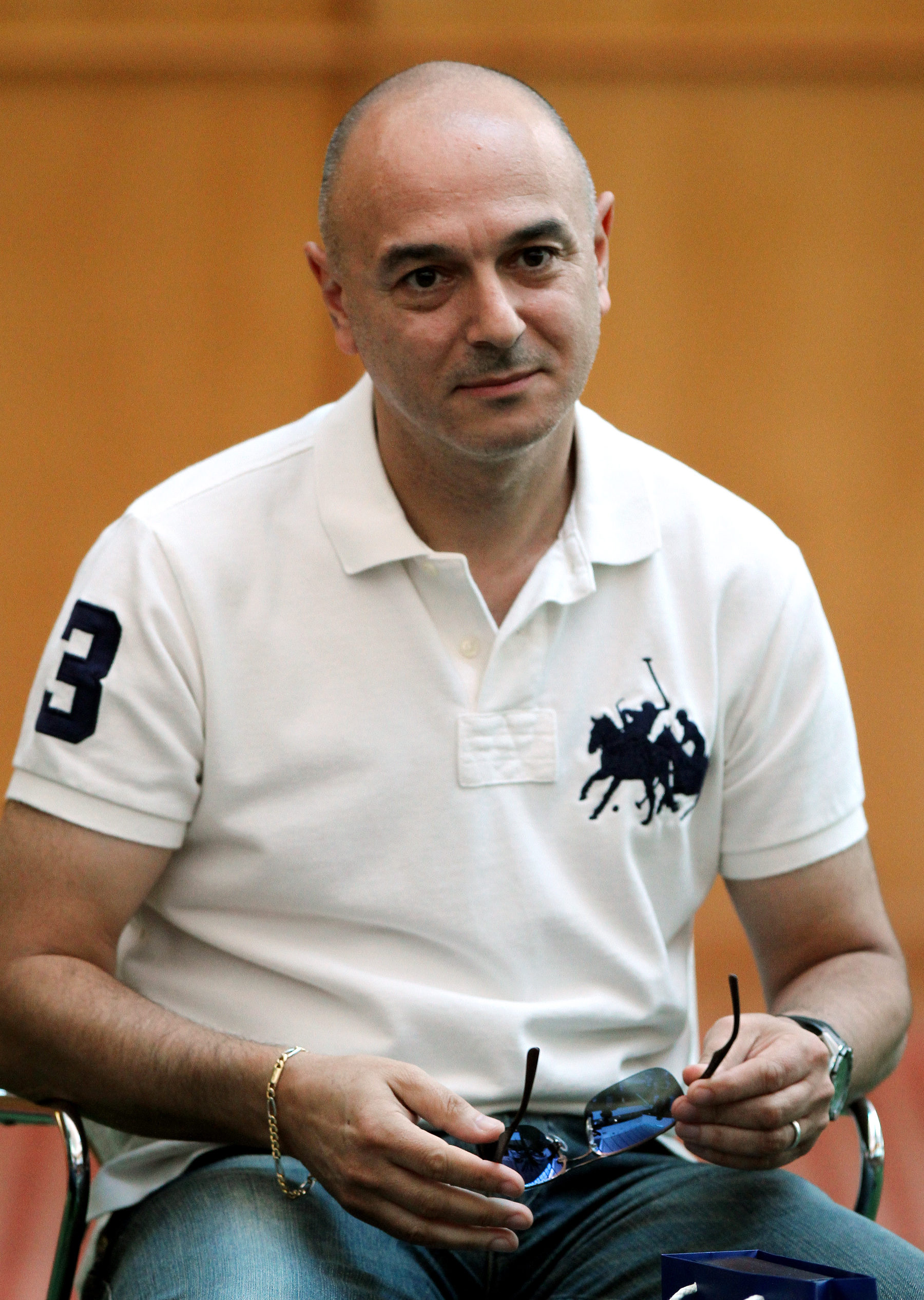
دنیل لوی ریاست باشگاه فوتبال تاتنهام هاتسپر

تاتنهام هاتسپر در ۲ مارس ۱۸۹۸ به یک شرکت محدود به نام شرکت فوتبال و ورزش تاتنهام هاتسپر تبدیل شد تا بتواند برای باشگاه سرمایه جمع کند و مسئولیت شخصی اعضای آن را محدود کند. ۸٬۰۰۰ سهم به ارزش ۱ پوند منتشر شد، اگرچه تنها ۱٬۵۵۸ سهم در سال اول تصاحب شد. تا سال ۱۹۰۵، مجموعاً ۴۸۹۲ سهم به فروش رسید. در این میان چند خانواده سهم قابل توجهی داشتند. خانواده ویل که از دهه ۱۹۳۰ با باشگاه ارتباط داشتند و خانواده‌های ریچاردسون و بیرمن. پس از مرگ چارلز رابرت که از سال ۱۸۹۸ رئیس هیئت‌مدیره بود، اعضای این سه خانواده ریاست باشگاه فوتبال تاتنهام هاتسپر را در فاصله سال‌های ۱۹۴۳ تا ۱۹۸۴ در دست داشتند.
در اوایل دهه ۱۹۸۰، هزینه‌های سنگینی که برای ساخت یک جایگاه در ورزشگاه و احیاء تیم در سال‌های گذشته صرف شد، انباشت بدهی‌های باشگاه را به دنبال داشت. در نوامبر ۱۹۸۲، ایروینگ اسکالر که از طرفداران باشگاه بود، ۲۵٪ از سهام تاتنهام را به مبلغ ۶۰۰٬۰۰۰ پوند خرید و همراه با پل بابروف کنترل باشگاه را به دست آورد. اسکالر شرکت عمومی محدود تاتنهام هاتسپر را تأسیس و باشگاه فوتبال را زیرمجموعه‌اش کرد. در سال ۱۹۸۳ و به منظور جذب سرمایه، این شرکت در بورس اوراق بهادار لندن به عرضه رسید و تاتنهام اولین باشگاه ورزشی اروپایی نام گرفت که وارد بورس شد و اولین شرکت ورزشی سهامی عام. اکنون طرفداران و موسسات به‌طور یکسان می‌توانستند آزادانه سهام شرکت را خریداری و معامله کنند. انتشار سهام موفقیت‌آمیز بود و ۳٫۸ میلیون سهم به سرعت فروخته شد. با این حال، تصمیمات تجاری نادرست اسکالر منجر به مشکلات مالی شد. در ژوئن ۱۹۹۱ تری ونبلز با کمک تاجری به نام الن شوگر و با سهمی یکسان معادل با ۳٫۲۵ میلیون پوند، باشگاه را خریداری کردند. شوگر سهام خود را تا دسامبر ۱۹۹۱ به ۸ میلیون پوند افزایش داد و کنترل باشگاه را به دست گرفت. در ماه مه ۱۹۹۳، ونبلز پس از اختلاف با شوگر از هیئت‌مدیره اخراج شد. در سال ۲۰۰۰، شوگر تصمیم به فروش باشگاه گرفت و تا فوریه سال بعد، بخش عمده‌ای از سهامش را به گروه انیک واگذار کرد.
سهامدار عمده فعلی تاتنهام، یک شرکت سرمایه‌گذاری است که توسط جو لوئیس، میلیاردر بریتانیایی تأسیس شد. دنیل لوی، شریک لوئیس در گروه انیک، رئیس اجرایی باشگاه است. آنها برای اولین بار ۲۹٫۹٪ از سهام باشگاه را در سال ۱۹۹۱ به دست آوردند که ۲۷٪ از آن به ارزش ۲۲ میلیون پوند از شوگر خریداری شد. با خرید ۱۲ درصد از باقیمانده سهام الن شوگر در سال ۲۰۰۷ به مبلغ ۲۵ میلیون پوند و ۹٫۹ درصد از سهام متعلق به استلیوس هوجی-یانو در سال ۲۰۰۹، سهام انیک افزایش یافت. در ۲۱ اوت ۲۰۰۹، باشگاه گزارش داد که ۳۰ میلیون سهام دیگر برای تأمین هزینه‌های اولیه توسعه پروژه ورزشگاه جدید منتشر کرده و ۲۷٫۸ میلیون از این سهام جدید توسط انیک خریداری شده‌است. گزارش سالانه ۲۰۱۰ نشان داد که انیک ۷۶٪ از کل سهام عادی را به دست آورده و همچنین ۹۷٪ از کل سهام ممتاز قابل بازخرید قابل تبدیل را در اختیار دارد که معادل ۸۵٪ از ارزش سهام است. باقی سهام در اختیار بیش از ۳۰٬۰۰۰ نفر است. بین سال‌های ۲۰۰۱ تا ۲۰۱۱، سهام تاتنهام هاتسپر در بازار سرمایه‌گذاری جایگزین فهرست شدند. پس از اعلامیهٔ سال ۲۰۱۱ در مجمع عمومی، تاتنهام هاتسپر در ژانویه ۲۰۱۲ تأیید کرد که باشگاه سهام خود را از بازار سهام حذف کرده و آن را به مالکیت خصوصی درآورده‌است.

## هواداران

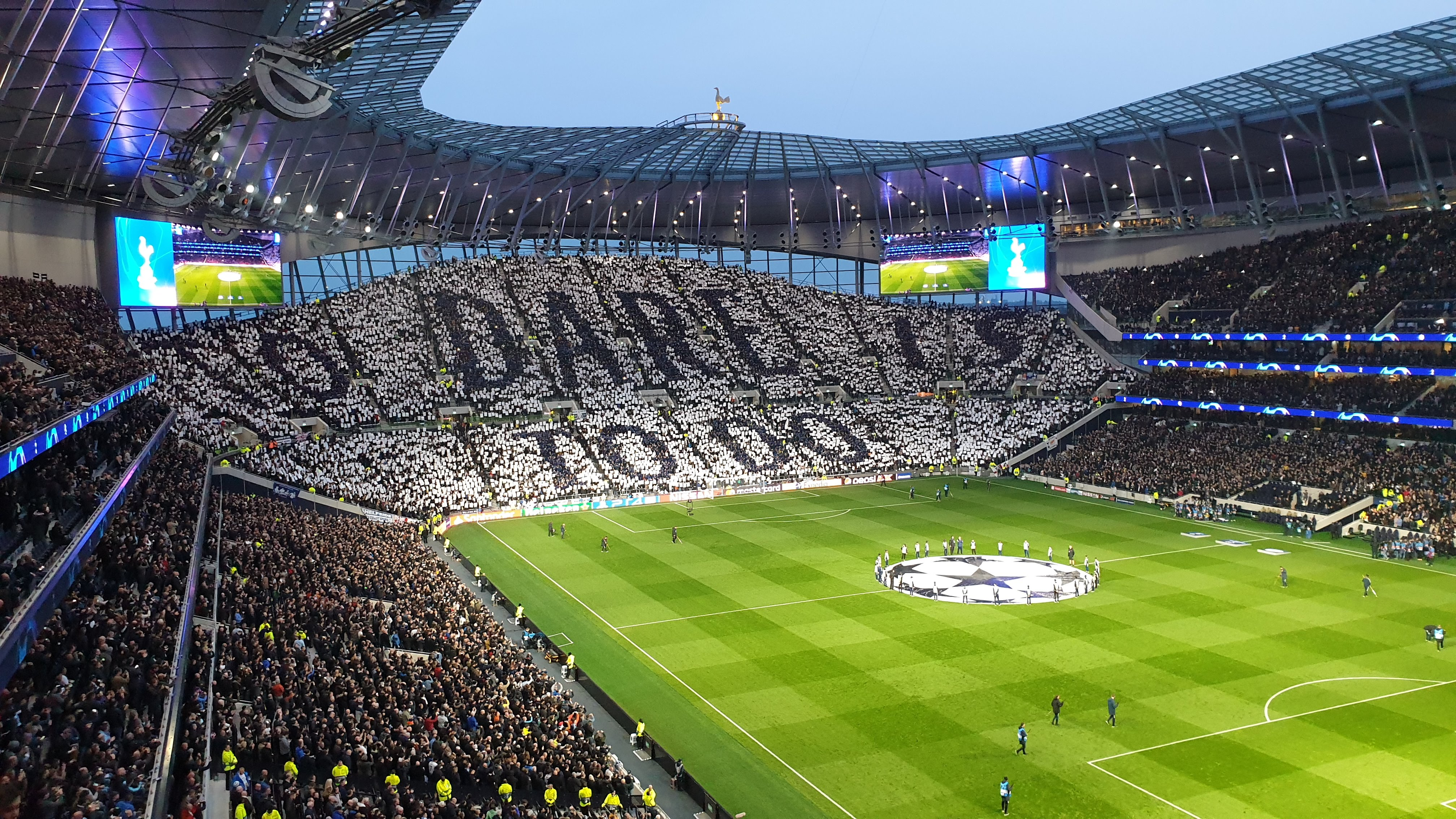
یک‌چارم نهایی لیگ قهرمانان اروپا، تاتنهام در برابر منچسترسیتی؛ ۹ آوریل ۲۰۱۹. هواداران اسپرز در جایگاه جنوبی، شعار باشگاه؛ «شهامت انجام دادنش رو داریم»، را به نمایش گذاشته‌اند.

تاتنهام پایگاه بزرگی از طرفداران در بریتانیا دارد که عمدتاً از شمال لندن و شهرستان‌های اطراف جذب می‌شوند. با این حال، آمار حضور تماشاگران در مسابقات خانگی آنها در طول سال‌ها نوسان داشته‌است. در فاصله سال‌های ۱۹۵۰ تا ۱۹۶۲، تاتنهام پنج بار بالاترین میانگین حضور هواداران را در انگلستان داشت و از نظر میانگین تماشاگران در تمام ادوار لیگ برتر، یازدهم است. در فصل ۱۸–۲۰۱۷، زمانی که تاتنهام از ومبلی به عنوان ورزشگاه خانگی‌اش استفاده کرد، دومین باشگاه از نظر میانگین حضور تماشاگران در لیگ برتر بود. از حامیان تاریخی این باشگاه، چهره‌هایی مانند آلفرد جی آیر فیلسوف است. در سرتاسر جهان کانون‌های هواداری رسمی بسیاری برای تاتنهام وجود دارند، اما کانونی مستقل به نام اتحادیه هواداران تاتنهام هاتسپر، رسماً از طرف باشگاه به‌عنوان نماینده طرفداران اسپرز شناخته می‌شود.
از دیرباز، این باشگاه پیروان بسیاری از جوامع یهودی در شرق و شمال لندن داشته‌است تا جایی که یک‌سوم از هوادارانش در دهه ۱۹۳۰ یهودی بودند. با توجه به این سابقه، هر سه رئیس باشگاه از سال ۱۹۸۴ تاجرانی یهودی و از طرفداران بودند. تاتنهام دیگر هواداران یهودی بیشتری نسبت به سایر باشگاه‌های بزرگ لندن ندارد (حداکثر ۵ درصد از هواداران را یهودیان تشکیل می‌دهند)، با این حال هنوز هم توسط رقبا به عنوان باشگاهی یهودی شناخته می‌شود. از دهه ۱۹۶۰ شعارهایی یهودی‌ستیزانه با کلماتی مانند ییدز یا ییدوز از سوی رقبا علیه تاتنهام و هوادارانش استفاده می‌شد. از اواخر دهه ۱۹۷۰ یا اوایل دهه ۱۹۸۰ و در جواب به این شعارهای توهین‌آمیز، هواداران تاتنهام چه یهودی و چه غیریهودی، خود را «ییدز» یا «ارتش یید» نامیدند و آن را به‌مثابه یک هویت پذیرفتند. برخی از طرفداران انتخاب لقب «یید» را نشان غرور می‌دانند که قدرت این کلمه را از منظر یک توهین خنثی می‌کند. با این حال، استفاده از کلمه «یید» توسط هواداران تاتنهام بحث‌برانگیز بوده و برخی استدلال می‌کنند که این کلمه توهین‌آمیز است و استفاده از آن توسط هواداران اسپرز، توهین به یهودیان را در فوتبال مشروعیت می‌بخشد و چنین سوءاستفاده‌های نژادپرستانه‌ای باید از فوتبال حذف شود. هم کنگره جهانی یهود و هم هیئت نمایندگان یهودیان بریتانیا استفاده از این کلمه توسط طرفداران را محکوم کرده‌اند. نخست‌وزیر سابق بریتانیا، دیوید کامرون اظهار داشت: استفاده از این کلمه توسط هواداران اسپرز از سر نفرت نیست چرا که هدف، تحقیر نیست، بنابراین نمی‌توان آن را توهین‌آمیز انگاشت. تلاش‌ها برای پیگرد قانونی هواداران تاتنهام دربارهٔ این موضوع بی‌نتیجه مانده‌است، چراکه سرویس دادستانی سلطنتی، کلماتی را که توسط هواداران تاتنهام استفاده می‌شد، از نظر قانونی «تهدید، دشنام یا توهین‌آمیز» نمی‌دانست.

### فرهنگ هواداران

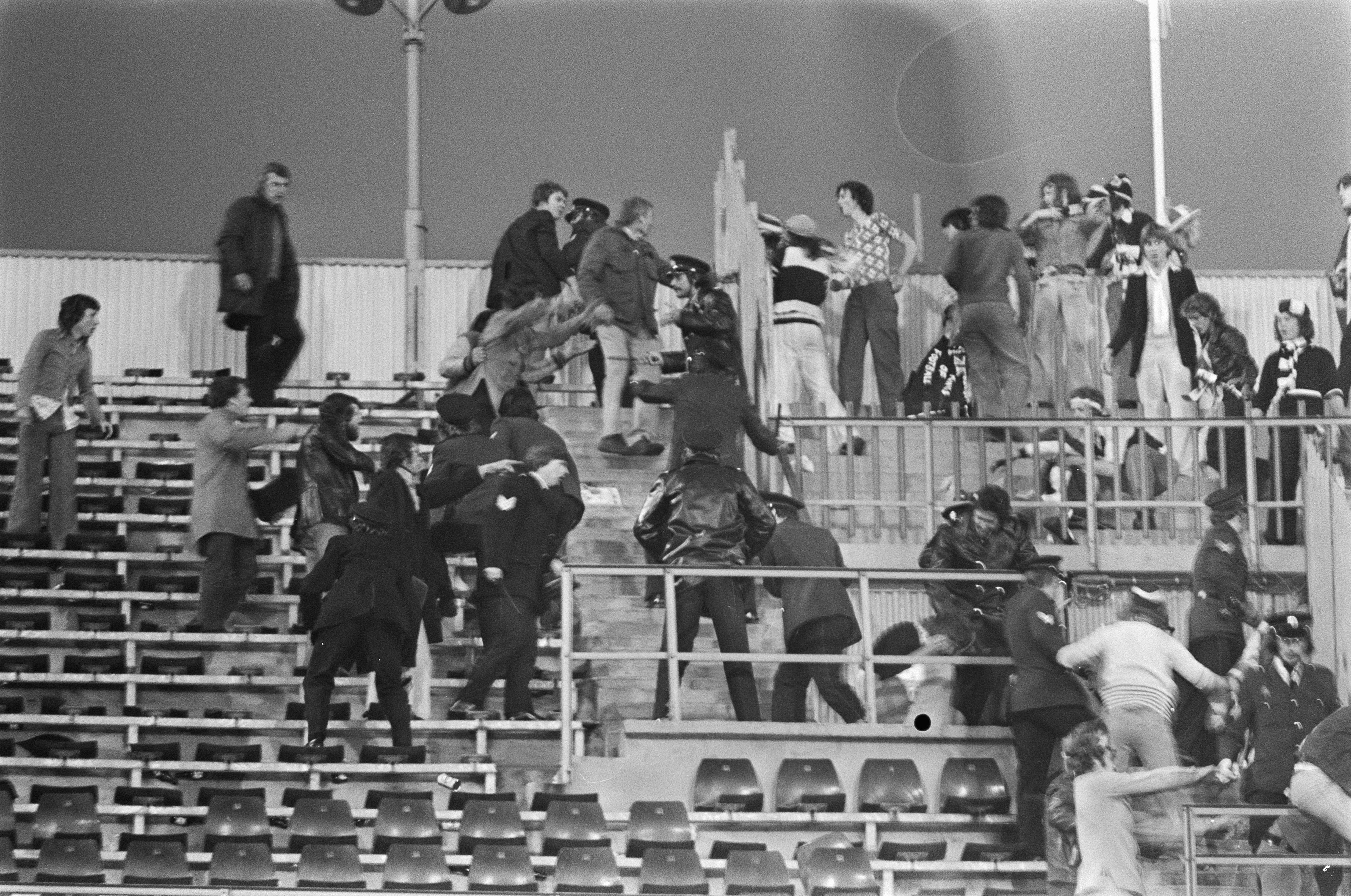
فینال جام یوفا ۱۹۷۴، روتردام. به دنبال آشوب‌ها، پلیس هواداران را از حفاظ‌ها دور می‌کند.

چندین سرود برای باشگاه وجود دارد که اغلب توسط هواداران اسپرز خوانده می‌شود، مانند «بدرخش بدرخش تاتنهام هاتسپر»، که در سال ۱۹۶۱ و پس از تکمیل دوگانه باشگاه در فصل ۶۱–۱۹۶۰ آغاز شد. قهرمانی لیگ در این فصل جواز اولین حضورشان در لیگ قهرمانان اروپا شد و در اولین بازی از این مسابقات به مصاف گورنیک زابژه، قهرمان لهستان رفتند. با وجود سرسختی، اسپرز نتیجه را ۴–۲ واگذار کرد. تکل‌های خشن بازیکنان تاتنهام سبب شد تا مطبوعات لهستانی بنویسند: «آنها فرشته نبودند». این نظرات خشم یک گروه سه نفره از هواداران را برانگیخت و برای بازی برگشت در وایت‌هارت‌لین خود را به شکل فرشتگان درآوردند و ملحفه‌های سفید را مانند توگا به تن کردند، صندل پوشیدند و ریش‌های مصنوعی گذاشتند و پلاکاردهایی با شعارهایی از جنس کتاب مقدس به دست گرفتند. به این فرشتگان اجازه داده‌شد تا در اطراف زمین حضور داشته باشند و هواداران تاتنهام با اجرای «بدرخش بدرخش هله‌لویا» همراهشان شدند. زنبق‌های سفید نیز با پیروزی قاطع ۸–۱ شور و شوق هواداران را پاسخ دادند. بیل نیکلسون، سرمربی باشگاه اسپرز در زندگی‌نامه خود نوشت:
هولیگانیسم در میان هواداران اسپرز، به ویژه در دهه‌های ۱۹۷۰ و ۱۹۸۰ رخ داده‌است. شورش طرفداران اسپرز در فینال جام یوفا ۱۹۷۴ مقابل فاینورد و در طول مسابقات جام یوفا ۸۴–۱۹۸۳ مقابل همین تیم در روتردام و در بازی با اندرلکت در بروکسل نمونه‌هایی از آن است. اگرچه خشونت طرفداران نسبت به دهه‌های پیش کاهش یافته، اما مواردی از هولیگانیسم همچنان گزارش می‌شود.

## رقابت‌های دیرینه

### شهرآورد شمال لندن

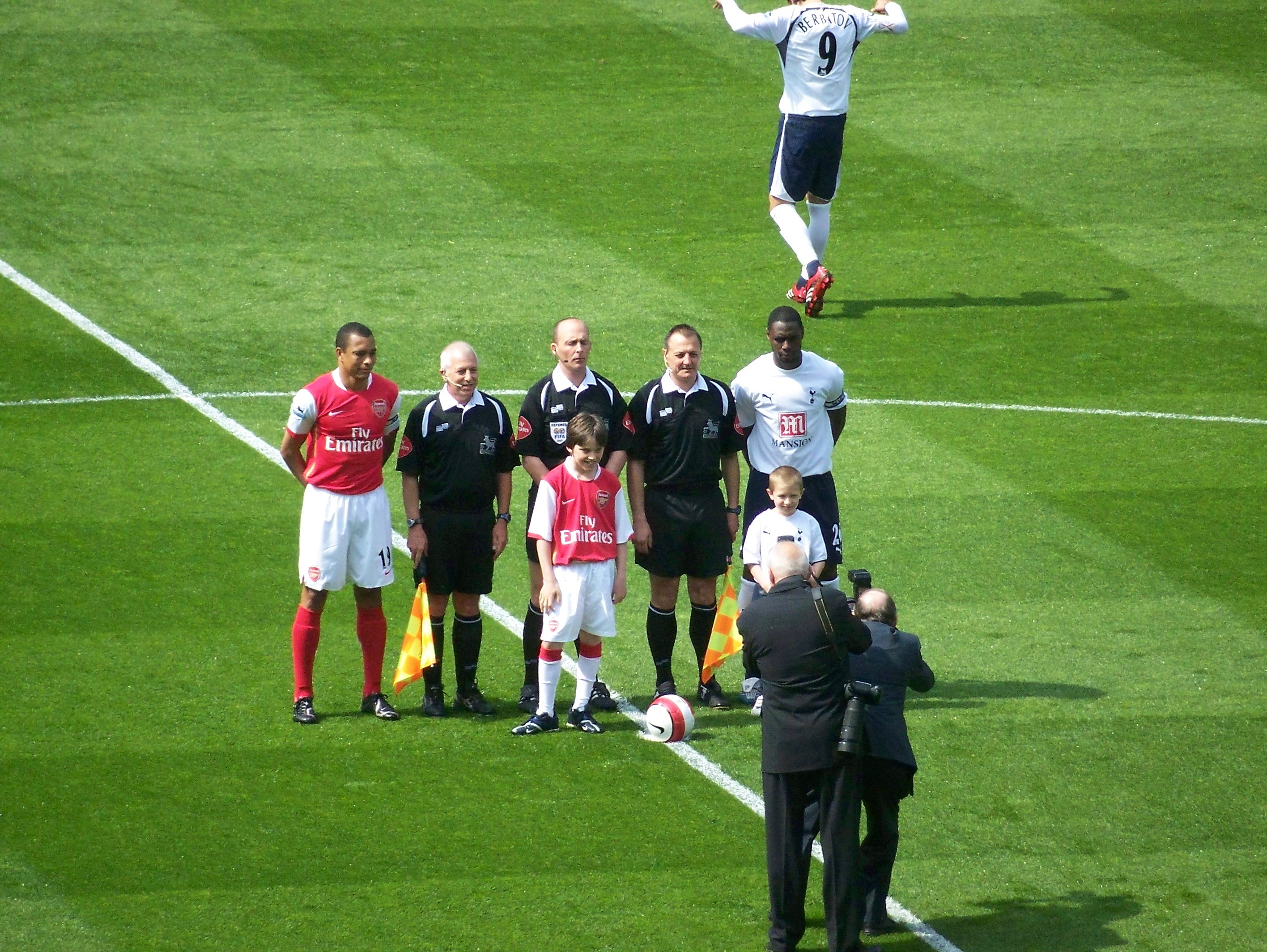
گیلبرتو سیلوا (چپ) و لدلی کینگ (راست)، کاپیتان‌های آرسنال و تاتنهام پیش از آغاز شهرآورد شمال لندن در وایت‌هارت‌لین، ۲۱ آوریل ۲۰۰۷. بازی با تساوی ۲–۲ ختم شد.

شهرآورد شمال لندن رقابت بین تاتنهام و تیم همشهری‌شان آرسنال است. هواداران هر دو باشگاه، دیگری را رقیب اصلی خود می‌دانند و بسیاری این شهرآورد را یکی از معروف‌ترین و پرشورترین‌ها در جهان می‌دانند. اگرچه این دو تیم برای اولین بار در سال ۱۸۸۷ به مصاف هم رفتند اما تا سال ۱۹۱۳، رقابتی جدی میانشان آغاز نشد. اولین دیدار بین دو تیم دوستانه بود و در ۱۹ نوامبر ۱۸۸۷ برگزار شد. رویال آرسنال دیرتر از وقت معین خود را به زمین میزبان رساند و درحالی‌که تا ۱۵ دقیقه پایانی اسپرز ۲–۱ پیش بود، به دلیل تاریک شدن هوا، بازی پایان داده‌شد. اولین بازی کامل بین دو تیم در فوریه سال بعد برگزار شد اما تاتنهام تنها توانست ۹ بازیکن را به میدان بفرستد و در نتیجه ۶–۲ شکست خورد. ۴ دسامبر ۱۹۰۹، تاریخ برگزاری اولین بازی رسمی بین دو باشگاه است که از رقابت‌های دسته اول لیگ فوتبال بود و با نتیجه ۱–۰ به سود آرسنال ثبت شد.
آرسنال در سال ۱۹۱۳ از زمین مینور در پلامستد به ورزشگاه آرسنال در منطقه هایبری که تنها چهار مایل از وایت‌هارت‌لین فاصله داشت نقل مکان کرد. این جابه‌جایی خشم و مخالفت تاتنهامی‌ها را در پی داشت، چرا که هایبری را قلمرو خود می‌دانستند. در ۲۲ اوت ۱۹۱۴ و در یک بازی دوستانه با عنوان صندوق امداد جنگ، برای اولین بار پس از انتقال آرسنال به هایبری دو تیم با هم روبرو شدند. اگرچه آرسنال از دسته دوم و تاتنهام از دسته اول لیگ فوتبال بود، آرسنال ۵–۱ پیروز شد.
این رقابت در سال ۱۹۱۹ تشدید شد. با اتمام جنگ جهانی اول، تصمیم گرفته‌شد تا دسته اول لیگ فوتبال در فصل جدید با دو تیم بیشتر آغاز شود. جلسه‌ای با حضور باشگاه‌ها برگزار شد تا با رای‌گیری تکلیف دو تیم اضافه‌شده مشخص شود. چلسی که در رده نوزدهم فصل پیش قرار گرفته و حکم سقوطش قطعی بود اجازه ماندن کسب کرد. سهمیه دوم می‌توانست به تاتنهام داده شود که قعرنشین دسته ۱ شده‌بود یا به بارنزلی تعلق گیرد که در دسته ۲، جایگاه سوم را به دست آورده بود، اما آرسنالی‌ها با وجود آنکه در رده پنجم از جدول دسته ۲ ایستاده‌بودند به همراه چهار باشگاه دیگر برای کسب آخرین سهمیه تقاضا دادند. با امضای رئیس لیگ و جان مک‌کنا رئیس لیورپول در جایگاه قدیمی‌ترین تیم لیگ، آرسنال با هجده رای در مقابل هشت رای اسپرز، بیست‌ودومین سهمیه دسته اول را کسب کرد. این تصمیم سبب خشم تاتنهام و هوادارانش شد. گفته می‌شود سِر هنری نوریس، رئیس وقت آرسنال با توافقات پنهانی رای سایر اعضا را به دست آورده، اگرچه اثباتی برای این ادعا ارائه نشده‌است.
علیرغم سقوط، تاتنهام با کسب عنوان قهرمانی در دسته دوم ۲۰–۱۹۱۹، بلافاصله به دسته ۱ بازگشت و بازی‌های شهرآورد از سر گرفته‌شدند. مسابقات اولیه بین این دو تیم با تلخی یادآوری می‌شوند. پس از خشونت‌های هواداران در بازی سپتامبر ۱۹۲۲، هر دو باشگاه از سوی اتحادیه فوتبال محکوم و تهدید به بازی پشت درهای بسته شدند.
تاتنهام بین سال‌های ۱۹۲۸ و ۱۹۳۳ و همچنین از ۱۹۳۵ تا ۱۹۵۰ در دسته دوم بازی می‌کرد که طبیعتاً منجر به کاهش تعداد بازی‌های دو باشگاه در این دوره و سرد شدن احساسات شد. در سال ۱۹۳۵ و در خانه تاتنهام، آرسنال بهترین برد تاریخ خود را در این شهرآورد با نتیجه ۶–۰ به ثبت رساند که بهترین برد هر تیم در دربی است. در دوران جنگ و زمانی که هایبری توسط دولت درخواست شد تا به عنوان یک مرکز پدافند هوایی استفاده شود، اسپرز وایت‌هارت‌لین را با آرسنال به اشتراک گذاشت و اینگونه روابط بین دو باشگاه پس از جنگ جهانی دوم تا حدودی بهبود یافت. اولین تقابل دو تیم در جام حذفی به فصل ۴۹–۱۹۴۸ برمی‌گردد که پیروزی ۳–۰ آرسنال را به همراه داشت.
در ۳۰ آوریل ۲۰۱۷، وایت‌هارت‌لین برای آخرین بار دربی شمال لندن را میزبانی کرد و شاهد پیروزی ۲–۰ تاتنهام بود. اهمیت این پیروزی آنجاست که تضمینی شد تا تاتنهام برای اولین بار در طی ۲۲ فصل، بالاتر از آرسنال لیگ را به پایان برساند.
پیروزی ۵–۴ آرسنال در نوامبر ۲۰۰۴، پرگل‌ترین بازی دربی شمال لندن است. تا ۱۴ دسامبر ۲۰۲۱، هری کین با ۱۱ گل بهترین گلزن شهرآورد شمال لندن است. تا ۲۶ سپتامبر ۲۰۲۱، ۱۹۰ بازی بین دو تیم از زمان اولین بازی آنها در لیگ فوتبال در سال ۱۹۰۹ انجام شده که ۷۹ برد برای آرسنال و ۶۰ برد برای تاتنهام ثبت‌شده و ۵۱ بازی مساوی شده‌است. با در نظر گرفتن بازی‌های دو تیم تا قبل از پیوستنشان به لیگ فوتبال، ۲۰۴ بازی انجام شده که آرسنال ۸۴ برد و تاتنهام ۶۶ برد داشته و باقی به تساوی کشیده‌است.
نقل و انتقالات بین دو باشگاه
بازیکنانی که بین دو تیم جابجا می‌شوند، استقبال خوبی از سوی هواداران سابقشان نمی‌بینند. در یک نمونه، زمانی که سول کمبل پس از اتمام قراردادش در سال ۲۰۰۱ به عنوان بازیکن آزاد راهی آرسنال شد، هواداران تاتنهام او را «یهودا» لقب دادند.
هواداران
روز سنت تاترینگهام از سنت‌های ابداعی طرفداران آرسنال است و هر زمان مشخص شود تاتنهام نمی‌تواند فصل را بالاتر از آرسنال در جدول لیگ به پایان برساند، این روز را جشن می‌گیرند. هواداران تاتنهام نیز از مدت‌ها قبل ۱۴ آوریل را به افتخار پیروزی ۳–۱ تیمشان مقابل آرسنال در نیمه‌نهایی جام حذفی ۱۹۹۱، روز سنت‌هاتسپر اعلام کرده‌بودند و در ۱۴ آوریل ۲۰۱۰، پس از پیروزی ۲–۱ مقابل آرسنال این روز را جشن گرفتند.

### چلسی

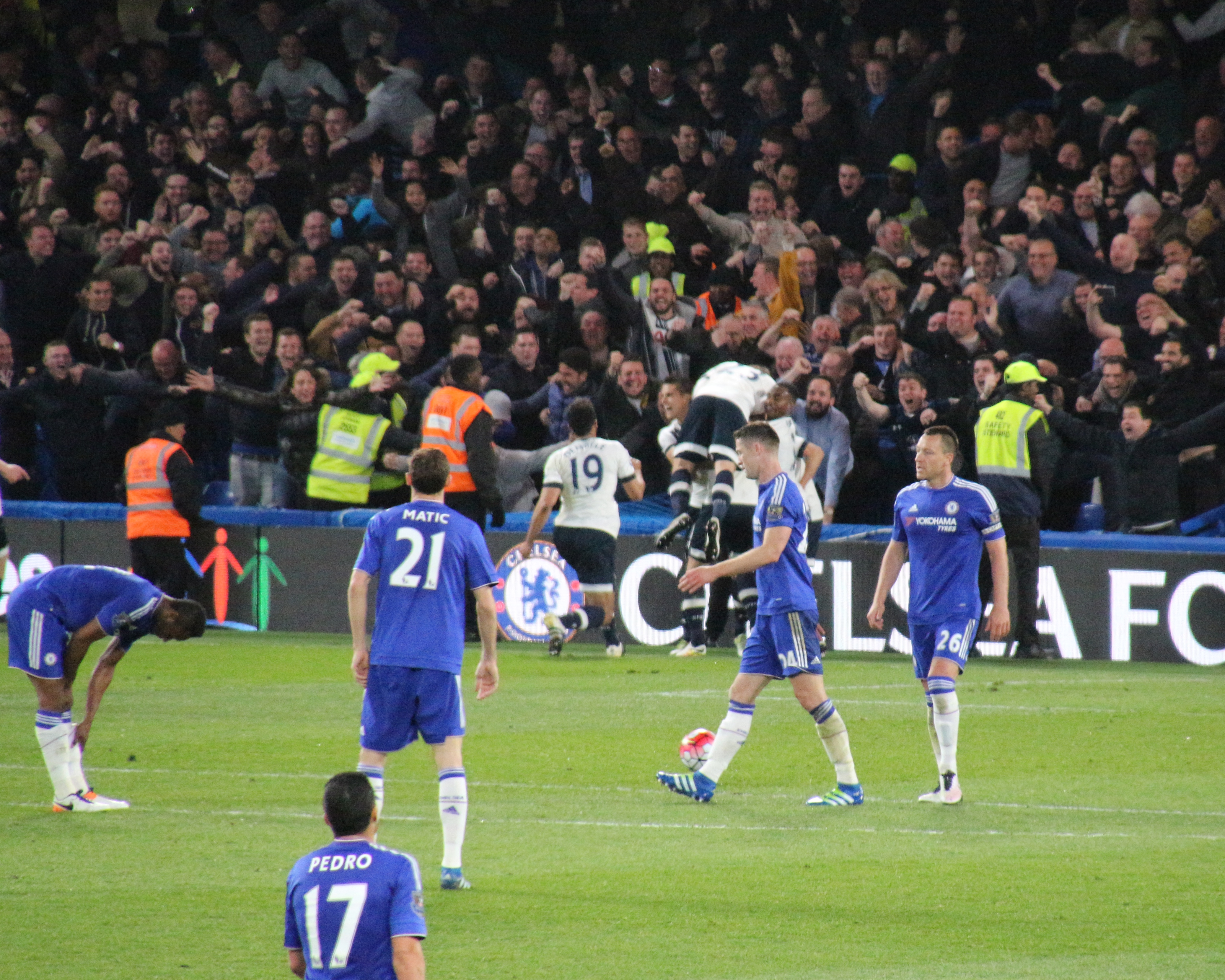
چلسی مقابل تاتنهام، مه ۲۰۱۶. شادی گل بازیکنان اسپرز مقابل هوادارانشان. چلسی با به تساوی کشاندن بازی شانس تاتنهام را برای قهرمانی در لیگ گرفت. از این بازی با عنوان نبرد استمفورد بریج یاد می‌شود.

چلسی و تاتنهام هرگز دیگری را رقیب اصلی خود نمی‌دانستند، اما کینه‌ای بین هوادارانشان است که قدمت آن به فینال جام حذفی ۱۹۶۷ بازمی‌گردد. مسابقات بین دو تیم اغلب تماشاگران زیادی را به خود جلب می‌کند و گاهی به درگیری‌های خشونت‌آمیز میانشان ختم می‌شود.
یک نظرسنجی در سال ۲۰۱۲ نشان داد که هواداران چلسی، بالاتر از آرسنال و منچستریونایتد، تاتنهام را رقیب اصلی خود می‌دانند. اگرچه در همین نظرسنجی هواداران تاتنهام اظهار داشتند که همچنان چلسی را پایین‌تر از آرسنال، رقیب دوم خود می‌دانند.

### وستهام
وستهام از دیگر باشگاه‌های لندن است که هوادارانش اگرچه تاتنهام را از رقبای اصلی خود به‌شمار می‌آورند، اما رقیب سرسخت و دیرینه خود را میلوال می‌دانند. در سوی دیگر هواداران تاتنهام هرگز وستهام را به چشم رقیب اصلی‌شان نمی‌دیدند. این رقابت با انتقال بازیکنانی چون مایکل کریک، مارتین پیترز، پل آلن، جرمین دفو و اسکات پارکر به تاتنهام قوت گرفت و با انتصاب هری ردنپ، مربی سابق وستهام به سرمربیگری شمالی‌ها، عمیق‌تر شد.

## تیم فوتبال زنان

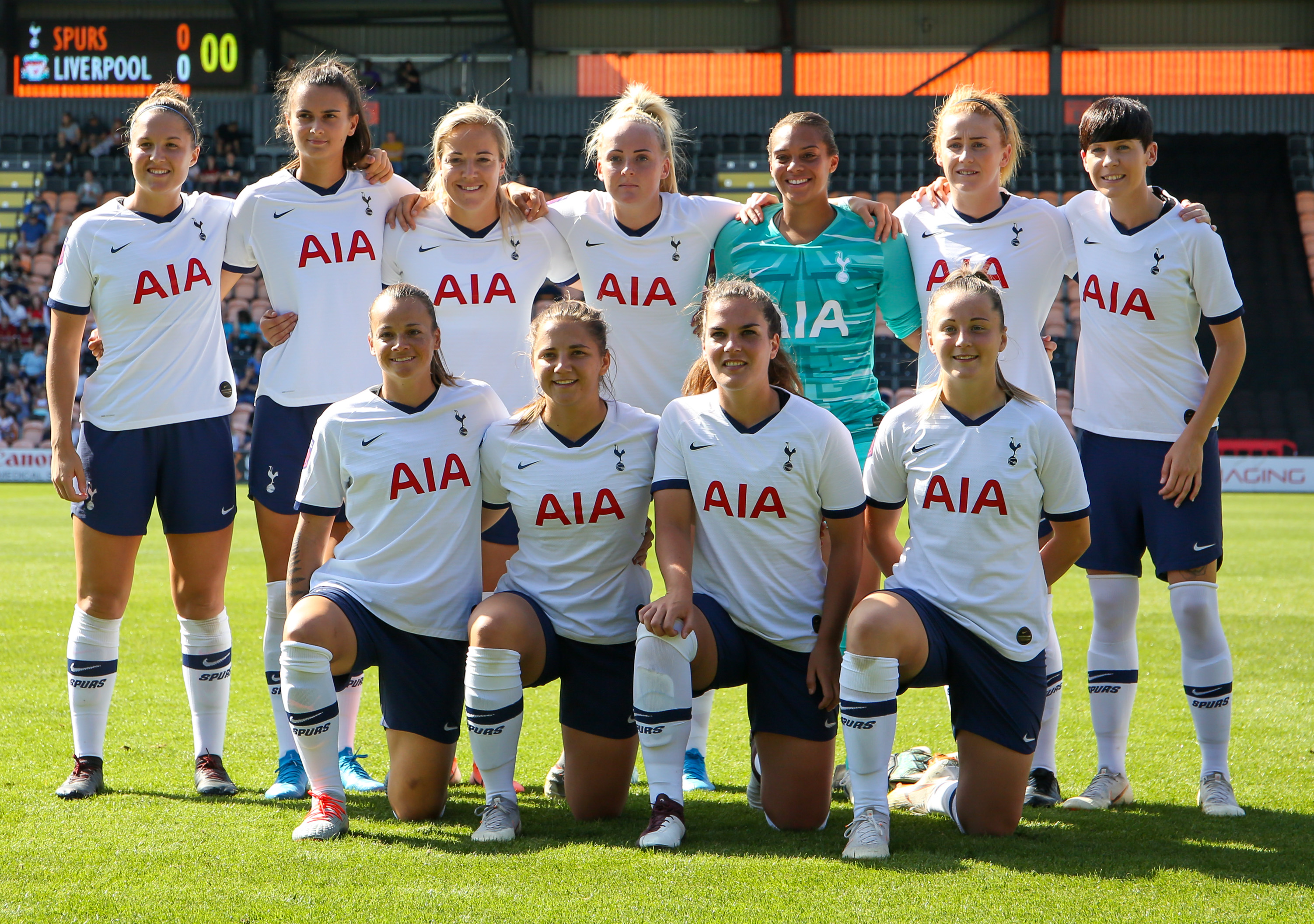
زنان تاتنهام هاتسپر پیش از آغاز بازی مقابل تیم زنان لیورپول؛ سپتامبر ۲۰۱۹

تیم زنان تاتنهام در سال ۱۹۸۵ با نام بانوان براکس‌بورن تأسیس شد. از فصل ۹۲–۱۹۹۱ با نام تاتنهام هاتسپر خود را معرفی کردند و در لیگ منطقه‌ای لندن و جنوب شرق فوتبال زنان شرکت کردند. این لیگ در زمان خودش به عنوان دسته چهارم در لیگ‌های فوتبال زنان رده‌بندی می‌شد. با قهرمانی در فصل ۰۸–۲۰۰۷، حکم صعود به دسته بالاتر را کسب کردند. در فصل ۱۷–۲۰۱۶، دسته جنوبی لیگ برتر زنان اتحادیه فوتبال را فتح کردند و پس از پیروزی در یک بازی پلی‌آف، راهی دسته دوم سوپرلیگ اتحادیه فوتبال زنان صعود شدند.
در ۱ مه ۲۰۱۹ با تساوی ۱–۱ مقابل استون‌ویلا، نایب‌قهرمانی خود را در دسته چمپیونشیپ تثبیت و به سوپر لیگ زنان اتحادیه فوتبال صعود کردند. بانوان تاتنهام هاتسپر در فصل ۱۹–۲۰۱۸ به زنان تاتنهام هاتسپر تغییر نام دادند.
در ۲۹ ژانویه ۲۰۲۱، اعلام شد که زنان تاتنهام هاتسپر با چو سو-هیون کره‌ای به توافق رسیده‌اند. در زمانی که همتای مرد او سون هیونگ-مین در تیم مردان حضور داشت، این اتفاق سبب شد تا تاتنهام کاپیتان‌های تیم ملی مردان و زنان کره را همزمان در باشگاهش داشته باشد.

## مسئولیت اجتماعی
از سال ۲۰۰۶ باشگاه از طریق برنامه اجتماعی خود، با شورای هرینگی و بنیاد مسکن متروپولیتن و جامعه محلی برای توسعه امکانات ورزشی و برنامه‌های اجتماعی که البته توسط بارکلیز و بنیاد فوتبال نیز حمایت مالی شده‌اند، همکاری کرده‌است. در فوریه ۲۰۰۷ بنیاد تاتنهام هاتسپر در خیابان داونینگ راه‌اندازی و از حمایت سیاسی نخست‌وزیر نیز برخوردار شد.
در مارس ۲۰۰۷، باشگاه اعلام کرد با مؤسسه خیریه دهکده کودکان بریتانیا همکاری می‌کند. جریمه بازیکنان به این مؤسسه خیریه در راستنبرگ آفریقای جنوبی تعلق می‌گیرد و برای تأمین هزینه‌های جاری و همچنین حمایت از انواع پروژه‌های توسعه اجتماعی در اطراف این شهر صرف می‌شود. در سال مالی ۲۰۰۷–۲۰۰۶، تاتنهام با پرداخت ۴٬۵۴۵٬۸۸۹ پوند که شامل کمک ۴٫۵ میلیون پوندی برای راه‌اندازی بنیاد تاتنهام هاتسپر می‌شد، چه از نظر مجموع کمک‌ها و چه از نظر درصد گردش مالی در صدر کمک‌های خیریه لیگ برتر قرار گرفت. این مبلغ در مقایسه با کمک‌های مالی ۹٬۷۶۳ پوندی در سال ۲۰۰۶–۲۰۰۵، پیشرفت بزرگی است.
تاتنهام یکی از بزرگ‌ترین مشارکت‌کنندگان در پروژه ۱۰:۱۰ است که هدفش تشویق افراد، مشاغل و سازمان‌ها برای کنشگری در مسائل زیست‌محیطی است. آنها در سال ۲۰۰۹ و با تعهد به کاهش میزان انتشار کربن به این پروژه ملحق شدند. برای تحقق این وعده، آنها وسایل روشنایی خود را به مدل‌های کارآمدتر ارتقا دادند، درجه وسایل گرمایشی خود را پایین آوردند و پروازهای کوتاه‌برد کمتری داشتند. بعد از گذشت یک سال از همکاری با ۱۰:۱۰، باشگاه گزارش داد که انتشار کربن خود را تا ۱۴٪ کاهش داده‌است.
در مقابل، باشگاه از تعهداتش در ارتباط با پروژه توسعه نورثامبرلند کاسته‌است. در ابتدا این پروژه شامل ساخت ۵۰٪ مسکن مقرون‌به‌صرفه بود که این الزام بعداً لغو شد و همچنین پرداخت ۱۶ میلیون پوند برای زیرساخت‌های اجتماعی را به ۰٫۵ میلیون پوند کاهش داد. این اقدام باشگاه در منطقه محروم تاتنهام از آن جهت مورد بحث است که اسپرز به‌منظور ساخت ورزشگاه جدید املاک بسیاری را در این منطقه خریداری و کسب‌وکارها و موقعیت‌های شغلی بسیاری را حذف کرد، اما مشاغل جدید کافی ایجاد نکرد. اگرچه استدلال باشگاه این است که با تکمیل پروژه، ۳٬۵۰۰ شغل ایجاد و سالانه حدود ۲۹۳ میلیون پوند به اقتصاد محلی تزریق می‌شود و مانند یک کاتالیزور در فرآیندی ۲۰ ساله گسترش و احیاء منطقه تاتنهام را به دنبال دارد. از دیگر اقدامات باشگاه در شمال تاتنهام، ساخت ۲۵۶ خانه ارزان قیمت و یک مدرسه ابتدایی با ظرفیت ۴۰۰ دانش‌آموز است.

## عملکرد فصل به فصل
جدول زیر، عملکرد فصل‌های اخیر تاتنهام را نمایش می‌دهد.
| عملکرد فصل به فصل | عملکرد فصل به فصل | عملکرد فصل به فصل | عملکرد فصل به فصل | عملکرد فصل به فصل | عملکرد فصل به فصل | عملکرد فصل به فصل | عملکرد فصل به فصل | عملکرد فصل به فصل | عملکرد فصل به فصل | عملکرد فصل به فصل | عملکرد فصل به فصل | عملکرد فصل به فصل | عملکرد فصل به فصل | عملکرد فصل به فصل | عملکرد فصل به فصل |
| فصل               | لیگ               | لیگ               | لیگ               | لیگ               | لیگ               | لیگ               | لیگ               | لیگ               | لیگ               | حذفی              | اتحادیه           | اروپایی / سایر    | اروپایی / سایر    | گلزن برتر         | گلزن برتر         |
| فصل               | دسته              | بازی              | پ.                | ت.                | ش.                | گ.ز.              | گ.خ.              | امتیاز            | رتبه              | حذفی              | اتحادیه           | اروپایی / سایر    | اروپایی / سایر    | بازیکن            | گل                |
| ----------------- | ----------------- | ----------------- | ----------------- | ----------------- | ----------------- | ----------------- | ----------------- | ----------------- | ----------------- | ----------------- | ----------------- | ----------------- | ----------------- | ----------------- | ----------------- |
| ۱۱–۲۰۱۰           | لیگ برتر          | ۳۸                | ۱۶                | ۱۴                | ۸                 | ۵۵                | ۴۶                | ۶۲                | پنجم              | دور. ۴            | دور. ۳            | ل.ق. اروپا        | م. ۱/۴            | رافائل فن‌درفارت   | ۱۵                |
| ۱۲–۲۰۱۱           | لیگ برتر          | ۳۸                | ۲۰                | ۹                 | ۹                 | ۶۶                | ۴۱                | ۶۹                | چهارم             | ن.ن.              | دور. ۳            | ل. اروپا          | م.گ.              | امانوئل آدبایور   | ۱۸                |
| ۱۳–۲۰۱۲           | لیگ برتر          | ۳۸                | ۲۱                | ۹                 | ۸                 | ۶۶                | ۴۶                | ۷۲                | پنجم              | دور. ۴            | دور. ۴            | ل. اروپا          | م. ۱/۴            | گرث بیل           | ۲۶                |
| ۱۴–۲۰۱۳           | لیگ برتر          | ۳۸                | ۲۱                | ۶                 | ۱۱                | ۵۵                | ۵۱                | ۶۹                | ششم               | دور. ۳            | م. ۱/۴            | ل. اروپا          | م. ۱/۱۶           | امانوئل آدبایور   | ۱۴                |
| ۱۵–۲۰۱۴           | لیگ برتر          | ۳۸                | ۱۹                | ۷                 | ۱۲                | ۵۸                | ۵۳                | ۶۴                | پنجم              | دور. ۴            | ن.ق.              | ل. اروپا          | م. ۱/۱۶           | هری کین           | ۳۱                |
| ۱۶–۲۰۱۵           | لیگ برتر          | ۳۸                | ۱۹                | ۱۳                | ۶                 | ۶۹                | ۳۵                | ۷۰                | سوم               | دور. ۵            | دور. ۳            | ل. اروپا          | م. ۱/۸            | هری کین           | ۲۸                |
| ۱۷–۲۰۱۶           | لیگ برتر          | ۳۸                | ۲۶                | ۸                 | ۴                 | ۸۶                | ۲۶                | ۸۶                | دوم               | ن.ن.              | دور. ۴            | ل.ق. اروپا        | م.گ.              | هری کین           | ۳۵                |
| ۱۷–۲۰۱۶           | لیگ برتر          | ۳۸                | ۲۶                | ۸                 | ۴                 | ۸۶                | ۲۶                | ۸۶                | دوم               | ن.ن.              | دور. ۴            | ل. اروپا          | م. ۱/۱۶           | هری کین           | ۳۵                |
| ۱۸–۲۰۱۷           | لیگ برتر          | ۳۸                | ۲۳                | ۸                 | ۷                 | ۷۴                | ۳۶                | ۷۷                | سوم               | ن.ن.              | دور. ۴            | ل.ق. اروپا        | م. ۱/۸            | هری کین           | ۴۱                |
| ۱۹–۲۰۱۸           | لیگ برتر          | ۳۸                | ۲۳                | ۲                 | ۱۳                | ۶۷                | ۳۹                | ۷۱                | چهارم             | دور. ۴            | ن.ن.              | ل.ق. اروپا        | ن.ق.              | هری کین           | ۲۴                |
| ۲۰–۲۰۱۹           | لیگ برتر          | ۳۸                | ۱۶                | ۱۱                | ۱۱                | ۶۱                | ۴۷                | ۵۹                | ششم               | دور. ۵            | دور. ۳            | ل.ق. اروپا        | م. ۱/۸            | هری کین           | ۲۴                |
| ۲۱–۲۰۲۰           | لیگ برتر          | ۳۸                | ۱۸                | ۸                 | ۱۲                | ۶۸                | ۴۵                | ۶۲                | هفتم              | دور. ۵            | ن.ق.              | ل. اروپا          | م. ۱/۸            | هری کین           | ۳۳                |

## افتخارات
(*) قهرمانی مشترک
| دسته ۱ لیگ فوتبال              | داخلی   | (۲): ۵۱–۱۹۵۰، ۶۱–۱۹۶۰                               | (۴): ۲۲–۱۹۲۱، ۵۲–۱۹۵۱، ۵۷–۱۹۵۶، ۶۳–۱۹۶۲ |
| لیگ برتر فوتبال انگلستان       | داخلی   | ---                                                 | (۱): ۱۷–۲۰۱۶                            |
| دسته ۲ لیگ فوتبال              | داخلی   | (۲): ۲۰–۱۹۱۹، ۵۰–۱۹۴۹                               | (۲): ۰۹–۱۹۰۸، ۳۳–۱۹۳۲                   |
| چمپیونشیپ                      | داخلی   | ---                                                 | ۲۰۱۸                                    |
| جام حذفی فوتبال انگلستان       | داخلی   | (۸): ۱۹۰۱، ۱۹۲۱، ۱۹۶۱، ۱۹۶۲، ۱۹۶۷، ۱۹۸۱، ۱۹۸۲، ۱۹۹۱ | (۱): ۱۹۸۷                               |
| جام اتحادیه باشگاه‌های انگلستان | داخلی   | (۴): ۱۹۷۱، ۱۹۷۳، ۱۹۹۹، ۲۰۰۸                         | (۵): ۱۹۸۲، ۲۰۰۲، ۲۰۰۹، ۲۰۱۵، ۲۰۲۰       |
| جام خیریه انگلستان             | داخلی   | (۷): ۱۹۲۱، ۱۹۵۱، ۱۹۶۱، ۱۹۶۲، ۱۹۶۷*، ۱۹۸۱*، ۱۹۹۱*    | (۲): ۱۹۲۰، ۱۹۸۲                         |
| لیگ جنوبی                      | داخلی   | (۱): ۹۰–۱۸۹۹                                        | ---                                     |
| لیگ قهرمانان اروپا             | اروپایی | ---                                                 | (۱): ۲۰۱۹                               |
| جام یوفا                       | اروپایی | (۳): ۱۹۷۲، ۱۹۸۴، ۲۵–۲۰۲۴                            | (۱): ۱۹۷۴                               |
| جام برندگان جام اروپا          | اروپایی | (۱) ۶۳–۱۹۶۲                                         |                                         |
| فهرست کامل دستآوردهای تاتنهام  |         |                                                     |                                         |

## بازیکنان

### ترکیب فعلی
تا تاریخ ۱۲ اوت ۲۰۲۳
| شماره |           | پست       | بازیکن                  |
| ----- | --------- | --------- | ----------------------- |
| ۱     | ایتالیا   | دروازه‌بان | ویلیام ویکاریو          |
| ۳     | اسپانیا   | مدافع     | سرخیو رگیلون            |
| ۴     | انگلستان  | هافبک     | اولیور اسکیپ            |
| ۵     | دانمارک   | هافبک     | پیر-امیل هویبرگ         |
| ۶     | کلمبیا    | مدافع     | داوینسون سانچز          |
| ۷     | کره جنوبی | مهاجم     | سون هیونگ مین (کاپیتان) |
| ۹     | برزیل     | مهاجم     | ریشارلیسون              |
| ۱۱    | اسپانیا   | هافبک     | برایان گیل              |
| ۱۲    | برزیل     | مدافع     | امرسون رویال            |
| ۱۷    | آرژانتین  | مدافع     | کریستین رومرو           |
| ۱۸    | آرژانتین  | هافبک     | جووانی لو سلسو          |
| ۱۹    | انگلستان  | مدافع     | رایان سسنیون            |

| شماره |          | پست       | بازیکن          |
| ----- | -------- | --------- | --------------- |
| ۲۰    | انگلستان | دروازه‌بان | فریزر فورستر    |
| ۲۱    | سوئد     | هافبک     | دژان کولوسفسکی  |
| ۲۳    | اسپانیا  | مدافع     | پدرو پورو       |
| ۲۴    | انگلستان | مدافع     | جد اسپنس        |
| ۲۵    | انگلستان | مدافع     | جفت تانگانگا    |
| ۲۸    | فرانسه   | هافبک     | تانگی اندومبله  |
| ۲۹    | سنگال    | هافبک     | پاپ ماتار سار   |
| ۳۰    | اروگوئه  | هافبک     | رودریگو بنتنکور |
| ۳۳    | ولز      | مدافع     | بن دیویس        |
| ۳۶    | آرژانتین | مهاجم     | آلخیو ولیز      |
| ۳۷    | هلند     | مدافع     | میکی فن دی فن   |
| ۴۰    | انگلستان | دروازه‌بان | براندون آستین   |
| ۴۱    | انگلستان | دروازه‌بان | الفی وایتمن     |
| ۴۲    | انگلستان | هافبک     | هاروی وایت      |
| ۳۸    | ایتالیا  | مدافع     | دسینی اودوگی    |
| ۱۰    | انگلستان | هافبک     | جیمز مدیسون     |
| ۲۷    | اسرائیل  | مهاجم     | منور سولومون    |

#### قرض داده‌شده
| شماره |     | پست   | بازیکن                                                |
| ----- | --- | ----- | ----------------------------------------------------- |
| ۲۲    | ولز | مدافع | جو رادون (قرض به باشگاه لیدز یونایتد تا ۳۰ ژوئن ۲۰۲۴) |

### آکادمی تاتنهام و تیم جوانان
آکادمی تاتنهام هاتسپر برای آموزش و پرورش بازیکنان از سنین ۸ تا ۲۳ سالگی ایجاد شد. بسیاری از آنها به سطحی رسیدند که با باشگاه قرارداد حرفه‌ای بستند و ملی‌پوش کشورشان شدند. چند وقتی است که با عنوان تیم توسعه شناخته می‌شوند تا منعکس‌کننده هدف آن، یعنی تولید بازیکن برای تیم اصلی باشد. اگرچه این تیم در مسابقات زیر ۲۱ سال بازی می‌کند اما سه بازیکن بالاتر از سن مجاز می‌توانند در ترکیب تیم جوانان قرار بگیرند که به باشگاه این فرصت را می‌دهد تا بازیکنان تیم اصلی را محک بزند یا آمادگی آنها را برای بازگشت به مسابقات پس از آسیب‌دیدگی‌ها بسنجد.
این آکادمی فوتبالیست‌های جوان ۸ تا ۱۸ سال را با حدود ۱۵۰ بازیکن که توسط ۳۰ کارمند تمام‌وقت و پاره‌وقت اداره می‌شود، هدایت می‌کند. شبکه‌ای متشکل از ۳۵ استعدادیاب، وظیفه یافتن بهترین استعدادهای محلی، ملی و بین‌المللی را بر عهده دارند. در سن زیر ۱۶ سال که بازیکن در مرحله رشد است، عصرها و آخر هفته‌ها آموزش می‌بینند و تمرینات و مسابقاتشان برگزار می‌شود. در عین حال دوره تحصیلشان را به‌صورت تمام‌وقت می‌گذرانند. با گذر از ۱۶ سالگی، استعدادهای برتر با یک قرارداد تمام‌وقت ۲ ساله، وارد آکادمی زیر ۱۸ سال می‌شوند که شامل یک برنامه تحصیلی در کنار تعهدات فوتبالی آنها می‌شود. بازیکنان معمولاً در سال‌های اول و دوم، مرحله پیشرفت حرفه‌ای را می‌گذرانند و پس از اتمام این دو سال، قرارداد حرفه‌ای به آنها پیشنهاد می‌شود یا آزاد می‌شوند. در جایی که امید به پیشرفت یک بازیکن می‌رود یا به دلیل مصدومیت عقب افتاده‌است، این امکان وجود دارد که سال سوم را نیز استثناً در آکادمی بگذراند.
از بازیکنان برجسته که از تربیت‌شدگان آکادمی تاتنهام هستند؛ لدلی کینگ، گلن هادل، پیتر کراوچ، استفن کار، نیک بارمبی، یان واکر، سول کمبل، رایان میسون، هری کین و نبیل بن‌طالب که همگی به نمایندگی از کشورشان در سطح ملی رقابت کرده‌اند.
به بازیکنانی که در آکادمی پیشرفت کرده‌اند و پتانسیل خود را برای بازی در سطوح بالاتر نشان داده‌اند، قراردادهای حرفه‌ای پیشنهاد می‌شود و سپس به تیم توسعه ملحق خواهند شد. همچنین ممکن است بازیکنان زیر ۲۱ سال از باشگاه‌های دیگر یا بازیکنان آزاد که خود را در آزمون‌های باشگاه ثابت کرده‌اند به تیم توسعه ملحق شوند. هدف تیم توسعه تولید بازیکنان جدید برای تیم اصلی است، اگرچه ورود به تیم بزرگسالان برای یک بازیکن جوان کار آسانی نیست. علاوه بر حضور در رقابت‌های زیر ۲۱ سال، بازیکنان ممکن است به باشگاه‌های دیگر در لیگ‌های پایین‌تر یا گاهی به باشگاه‌های خارج از کشور قرض داده شوند تا تجربه کسب کنند و به پیشرفتشان کمکی شود.

## تاریخچه و آمار مربیان و بازیکنان

### مربیان

#### سرمربیان تاریخ باشگاه
- این فهرست مطابق با زمانی است که به مربیگری تاتنهام رسیده‌اند:

- (C) – مربی موقت

| #  | سال  | ملیت         | مربی           |
| -- | ---- | ------------ | -------------- |
| ۱  | ۱۸۹۸ | انگلستان     | فرانک برتل     |
| ۲  | ۱۸۹۹ | اسکاتلند     | جان کامرون     |
| ۳  | ۱۹۰۷ | انگلستان     | فرد کرکهام     |
| ۴  | ۱۹۱۲ | اسکاتلند     | پیتر مک‌ویلیام  |
| ۵  | ۱۹۲۷ | انگلستان     | بیلی مینتر     |
| ۶  | ۱۹۳۰ | انگلستان     | پرسی اسمیت(C)  |
| ۷  | ۱۹۳۵ | انگلستان     | ویلی هاردینگ   |
| ۸  | ۱۹۳۵ | انگلستان     | جک ترسادرن     |
| ۹  | ۱۹۳۸ | اسکاتلند     | پیتر مک‌ویلیام  |
| ۱۰ | ۱۹۴۲ | انگلستان     | آرتور ترنر     |
| ۱۱ | ۱۹۴۶ | انگلستان     | جو هولم        |
| ۱۲ | ۱۹۴۹ | انگلستان     | آرتور روو      |
| ۱۳ | ۱۹۵۵ | انگلستان     | جیمی اندرسون   |
| ۱۴ | ۱۹۵۸ | انگلستان     | بیل نیکلسون    |
| ۱۵ | ۱۹۷۴ | ایرلند شمالی | تری نیل        |
| ۱۶ | ۱۹۷۶ | انگلستان     | کیث بورکینشاو  |
| ۱۷ | ۱۹۸۴ | انگلستان     | پیتر شریوز     |
| ۱۸ | ۱۹۸۶ | انگلستان     | دیوید پلیت     |
| ۱۹ | ۱۹۸۷ | انگلستان     | ترور هارتلی(C) |
| ۲۰ | ۱۹۸۷ | انگلستان     | داگ لیورمور    |

| #  | سال  | ملیت          | مربی              |
| -- | ---- | ------------- | ----------------- |
| ۲۱ | ۱۹۸۷ | انگلستان      | تری ونبلز         |
| ۲۲ | ۱۹۹۱ | انگلستان      | پیتر شریوز        |
| ۲۳ | ۱۹۹۲ | انگلستان      | داگ لیورمور       |
| ۲۳ | ۱۹۹۲ | انگلستان      | ری کلمنس(C)       |
| ۲۴ | ۱۹۹۳ | آرژانتین      | اسوالدو آردیلس    |
| ۲۵ | ۱۹۹۴ | انگلستان      | استیو پریمان(C)   |
| ۲۶ | ۱۹۹۴ | انگلستان      | گری فرانسیس       |
| ۲۷ | ۱۹۹۷ | جمهوری ایرلند | کریس هیوتن(C)     |
| ۲۸ | ۱۹۹۷ | سوئیس         | کریستین گروس      |
| ۲۹ | ۱۹۹۸ | انگلستان      | دیوید پلیت(C)     |
| ۳۰ | ۱۹۹۸ | اسکاتلند      | جرج گراهام        |
| ۳۱ | ۲۰۰۱ | انگلستان      | دیوید پلیت(C)     |
| ۳۲ | ۲۰۰۱ | انگلستان      | گلن هادل          |
| ۳۳ | ۲۰۰۳ | انگلستان      | دیوید پلیت(C)     |
| ۳۴ | ۲۰۰۴ | فرانسه        | ژاک سانتینی       |
| ۳۵ | ۲۰۰۴ | هلند          | مارتین یول        |
| ۳۶ | ۲۰۰۷ | انگلستان      | کلایو آلن         |
| ۳۶ | ۲۰۰۷ | انگلستان      | الکس اینگلثورپ(C) |
| ۳۷ | ۲۰۰۷ | اسپانیا       | خوانده راموس      |
| ۳۸ | ۲۰۰۸ | انگلستان      | کلایو آلن         |
| ۳۸ | ۲۰۰۸ | انگلستان      | الکس اینگلثورپ(C) |
| ۳۹ | ۲۰۰۸ | انگلستان      | هری ردنپ          |
| ۴۰ | ۲۰۱۲ | پرتغال        | ویلاژ-بواش        |

| #  | سال  | ملیت     | مربی                |
| -- | ---- | -------- | ------------------- |
| ۴۱ | ۲۰۱۳ | انگلستان | تیم شروود           |
| ۴۲ | ۲۰۱۴ | آرژانتین | مائوریسیو پوچتینو   |
| ۴۳ | ۲۰۱۹ | پرتغال   | ژوزه مورینیو        |
| ۴۴ | ۲۰۲۱ | انگلستان | رایان میسون(C)      |
| ۴۵ | ۲۰۲۱ | پرتغال   | نونو اسپیریتو سانتو |
| ۴۶ | ۲۰۲۱ | ایتالیا  | انتونیو کونته       |
| ۴۷ | ۲۰۲۳ | ایتالیا  | کریستین استلینی(C)  |

#### مربیان برتر از نظر افتخارات
| مربی          | افتخارات | مجموع |
| ------------- | --- | ----- |
| بیل نیکلسون   | - دسته ۱ لیگ فوتبال: ۶۱–۱۹۶۰ - جام حذفی: ۶۱–۱۹۶۰، ۶۲–۱۹۶۱، ۶۷–۱۹۶۶ - جام اتحادیه: ۷۱–۱۹۷۰، ۷۳–۱۹۷۲ - جام خیریه: ۱۹۶۱، ۱۹۶۲، ۱۹۶۷(مشترک) - جام در جام اروپا: ۶۳–۱۹۶۲ - جام یوفا: ۷۲–۱۹۷۱ | ۱۱    |
| کیث بورکینشاو | - جام حذفی: ۸۲–۱۹۸۱، ۸۱–۱۹۸۰ - جام خیریه: ۱۹۸۱ (مشترک) - جام یوفا: ۸۴–۱۹۸۳ | ۴     |
| پیتر مک‌ویلیام | - دسته ۲ لیگ فوتبال: ۲۰–۱۹۱۹ - جام حذفی: ۲۱–۱۹۲۰ - جام خیریه: ۱۹۲۱ | ۳     |
| آرتور روو     | - دسته ۱ لیگ فوتبال: ۵۱–۱۹۵۰ - دسته ۲ لیگ فوتبال: ۵۰–۱۹۴۹ - جام خیریه: ۱۹۵۱ | ۳     |
| جان کامرون    | - جام حذفی: ۰۱–۱۹۰۰ | ۱     |
| تری ونبلز     | - جام حذفی: ۹۱–۱۹۹۰ | ۱     |
| پیتر شریوز    | - جام خیریه: ۱۹۹۱ (مشترک) | ۱     |
| جرج گراهام    | - جام اتحادیه: ۹۹–۱۹۹۸ | ۱     |
| خوانده راموس  | - جام اتحادیه: ۰۸–۲۰۰۷ | ۱     |

### بازیکنان

#### تالار مشاهیر
جدول زیر فهرست بازیکنانی است که از آنها با عنوان بزرگان تاتنهام یاد می‌شود، یا به واسطه مشارکت‌های آنها یا به واسطه حضور در تالار مشاهیر باشگاه.
| بابی باکل      | انگلستان | بازیکن میانی | ۱۸۹۵–۱۸۸۲ | ۵۳ | ۲۵ | | | [ ۳۱۲ ] |
| جک جول         | انگلستان | مدافع پوششی | ۱۸۹۴–۱۸۸۲ | ۱۵۹ | ۲۴ | | | [ ۳۱۳ ] |
| جان کامرون     | اسکاتلند | مهاجم | ۱۹۰۷–۱۸۹۸ | ۲۹۳ | ۱۳۹ | ۰ | ۱ | |
| تام موریس      | انگلستان | بازیکن میانی | ۱۹۱۲–۱۸۹۹ | ۵۲۳ | ۳ | | | |
| سندی براون     | اسکاتلند | مهاجم | ۱۹۰۱–۱۹۰۰ | ۵۷ | ۴۵ | | | |
| ویویان وودوارد | انگلستان | مهاجم | ۱۹۰۹–۱۹۰۱ | ۱۹۷ | ۶۳ | ۲۱ | ۲۸ | |
| بیلی مینتر     | انگلستان | مهاجم | ۱۹۲۰–۱۹۰۸ | ۳۳۴ | ۱۰۱ | | | |
| آرتور گریمسدل  | انگلستان | بازیکن میانی | ۱۹۲۷–۱۹۱۲ | ۳۶۰ | ۲۷ | ۶ | ۶ | [ ۳۱۴ ] |
| فنی والدن      | انگلستان | وینگر راست | ۱۹۲۴–۱۹۱۳ | ۲۳۷ | ۲۴ | ۲ | ۲ | |
| توماس کلی      | انگلستان | مدافع پوششی | ۱۹۲۹–۱۹۱۴ | ۳۵۱ | ۲۴ | ۴ | ۴ | |
| جیمی دیموک     | انگلستان | وینگر چپ | ۱۹۳۱–۱۹۱۹ | ۴۳۸ | ۱۱۲ | ۳ | ۳ | |
| تافی اوکالاگان | ولز | مهاجم | ۱۹۳۵–۱۹۲۷ | ۲۶۳ | ۹۹ | ۱۱ | ۱۱ | |
| ویلی هال       | انگلستان | مهاجم | ۱۹۳۹–۱۹۳۲ | ۲۲۲ | ۲۹ | ۱۰ | ۱۰ | |
| بیل نیکلسون    | انگلستان | بازیکن میانی | ۱۹۵۴–۱۹۳۸ | ۳۴۱ | ۶ | ۱ | ۱ | |
| رون برگس       | ولز | بازیکن میانی | ۱۹۵۴–۱۹۳۹ | ۳۲۴ | ۱۶ | ۳۲ | ۳۲ | [ ۳۱۵ ] |
| تد دیچبُرن      | انگلستان | دروازه‌بان | ۱۹۵۸–۱۹۴۶ | ۴۵۲ | ۰ | ۶ | ۶ | |
| جان وایت       | اسکاتلند | مهاجم | ۱۹۶۴–۱۹۵۹ | ۱۸۳ | ۴۰ | ۲۲ | ۲۲ | |
| پیتر بیکر      | انگلستان | دفاع راست | ۱۹۶۵–۱۹۵۳ | ۳۴۲ | ۳ | | | |
| دنی بلنچ‌فلاور  | ایرلند شمالی | بازیکن میانی | ۱۹۵۴–۱۹۶۳ | ۳۸۲ | ۲۱ | ۴۱ | ۵۶ | [ ۳۱۶ ] [ ۳۱۷ ] [ ۳۱۸ ] [ ۳۱۹ ] |
| بابی اسمیت     | انگلستان | مهاجم | ۱۹۶۴–۱۹۵۵ | ۳۱۷ | ۲۰۸ | ۱۵ | ۱۵ | |
| تری دایسون     | انگلستان | مهاجم | ۱۹۶۵–۱۹۵۵ | ۲۰۹ | ۵۵ | | | |
| رون هنری       | انگلستان | دفاع چپ | ۱۹۶۵–۱۹۵۵ | ۲۸۷ | ۱ | ۱ | ۱ | |
| موریس نُرمن     | انگلستان | بازیکن میانی | ۱۹۶۵–۱۹۵۵ | ۴۱۱ | ۱۹ | ۲۳ | ۲۳ | |
| تری مدوین      | ولز | مهاجم | ۱۹۶۳–۱۹۵۶ | ۲۱۵ | ۷۲ | ? | ۳۰ | |
| کلیف جونز      | ولز | وینگر چپ | ۱۹۶۸–۱۹۵۸ | ۳۷۸ | ۱۵۹ | ? | ۵۸ | |
| لس الن         | انگلستان | مهاجم | ۱۹۶۵–۱۹۵۹ | ۱۳۷ | ۶۱ | | | |
| بیل براون      | اسکاتلند | دروازه‌بان | ۱۹۶۶–۱۹۵۹ | ۲۶۲ | ۰ | ۲۹ | ۲۹ | |
| دیو مک‌کی       | اسکاتلند | بازیکن میانی | ۱۹۶۸–۱۹۵۹ | ۳۱۸ | ۵۱ | ۲۲ | ۲۲ | [ ۳۲۰ ] |
| جیمی گریوز     | انگلستان | مهاجم | ۱۹۷۰–۱۹۶۱ | ۳۷۹ | ۲۶۶ | ۴۲ | ۵۷ | |
| فیل بیل        | انگلستان | مدافع | ۱۹۷۵–۱۹۶۳ | ۴۲۰ | ۱ | | | |
| الن مولری      | انگلستان | بازیکن میانی | ۱۹۷۲–۱۹۶۴ | ۳۷۴ | ۳۰ | ۳۵ | ۳۵ | [ ۳۲۲ ] [ ۳۲۳ ] |
| الن گیلزین     | اسکاتلند | مهاجم | ۱۹۷۴–۱۹۶۴ | ۴۳۹ | ۱۳۳ | ۱۷ | ۲۲ | |
| سیریل نولس     | انگلستان | دفاع چپ | ۱۹۷۵–۱۹۶۴ | ۵۰۶ | ۱۷ | ۴ | ۴ | |
| پت جنینگز      | ایرلند شمالی | دروازه‌بان | ۱۹۷۷–۱۹۶۴ | ۵۹۰ | ۱ | ۷۱ | ۱۱۹ | |
| مایک انگلند    | ولز | دفاع وسط | ۱۹۷۵–۱۹۶۶ | ۳۹۷ | ۱۹ | ? | ۴۴ | |
| مارتین چیورس   | انگلستان | مهاجم | ۱۹۷۶–۱۹۶۸ | ۳۶۷ | ۱۷۴ | ۲۴ | ۲۴ | |
| جان پرت        | انگلستان | بازیکن میانی | ۱۹۸۰–۱۹۶۹ | ۴۱۵ | ۴۹ | | | |
| استیو پریمن    | انگلستان | بازیکن میانی | ۱۹۸۶–۱۹۶۹ | ۸۵۴ | ۳۹ | ۱ | ۱ | [ ۳۲۵ ] [ ۳۲۶ ] [ ۳۲۷ ] |
| مارتین پیترز   | انگلستان | بازیکن میانی | ۱۹۷۵–۱۹۷۰ | ۲۶۰ | ۷۶ | ۳۴ | ۶۷ | [ ۳۲۸ ] |
| رالف کوتس      | انگلستان | بازیکن میانی | ۱۹۷۷–۱۹۷۱ | ۲۴۸ | ۲۳ | ۴ | ۲ | |
| گلن هادل       | انگلستان | بازیکن میانی | ۱۹۸۷–۱۹۷۵ | ۴۹۰ | ۱۱۰ | ۴۴ | ۵۳ | |
| کیث بورکینشاو  | انگلستان | سرمربی | ۱۹۸۴–۱۹۷۶ | --- | --- | --- | --- | |
| ریکاردو ویا    | آرژانتین | بازیکن میانی | ۱۹۸۳–۱۹۷۸ | ۱۷۹ | ۲۵ | ? | ۲۵ | |
| اسی آردیلس     | آرژانتین | بازیکن میانی | ۱۹۸۲–۱۹۷۸ ۱۹۸۸–۱۹۸۳ | ۳۱۱ | ۲۵ | ? | ۵۳ | |
| پل میلر        | انگلستان | مدافع | ۱۹۸۷–۱۹۷۹ | ۲۸۵ | ۱۰ | | | |
| کریس هیوتن     | جمهوری ایرلند | مدافع پوششی | ۱۹۹۰–۱۹۷۹ | ۳۹۸ | ۱۹ | ۴۴ | ۵۳ | |
| استیو آرچیبالد | اسکاتلند | مهاجم | ۱۹۸۴–۱۹۸۰ | ۱۸۹ | ۷۷ | ۱۹ | ۲۷ | |
| گرث کروکس      | انگلستان | مهاجم | ۱۹۸۵–۱۹۸۰ | ۱۸۲ | ۷۵ | | | |
| گراهام روبرتس  | انگلستان | مدافع | ۱۹۸۶–۱۹۸۰ | ۲۸۷ | ۳۵ | ۶ | ۶ | |
| ری کلمنس       | انگلستان | دروازه‌بان | ۱۹۸۷–۱۹۸۱ | ۳۳۰ | ۰ | ۵ | ۶۱ | |
| گری مابوت      | انگلستان | مدافع | ۱۹۹۸–۱۹۸۲ | ۶۱۱ | ۳۸ | ۱۶ | ۱۶ | [ ۳۲۹ ] |
| کلایو آلن      | انگلستان | مهاجم | ۱۹۸۸–۱۹۸۴ | ۱۳۵ | ۸۴ | ۵ | ۵ | |
| کریس وادل      | انگلستان | وینگر چپ | ۱۹۸۹–۱۹۸۵ | ۱۷۳ | ۴۲ | ۳۶ | ۶۲ | |
| پل آلن         | انگلستان | بازیکن میانی | ۱۹۹۳–۱۹۸۵ | ۳۷۰ | ۲۸ | | | |
| پل گسکوئین     | انگلستان | بازیکن میانی | ۱۹۹۱–۱۹۸۸ | ۱۱۲ | ۳۳ | ۲۰ | ۵۷ | |
| گری لینه‌کر     | انگلستان | مهاجم | ۱۹۹۲–۱۹۸۹ | ۱۰۶ | ۶۷ | ۲۱ | ۸۰ | |
| تدی شرینگهام   | انگلستان | مهاجم | ۱۹۹۷–۱۹۹۲۲۰۰۳–۲۰۰۱ | ۲۷۷ | ۱۲۵ | ۲۱ | ۵۱ | |
| دارن اندرتون   | انگلستان | وینگر راست | ۲۰۰۴–۱۹۹۲ | ۳۵۸ | ۴۸ | ۳۰ | ۳۰ | |
| یورگن کلینزمن  | آلمان | مهاجم | ۱۹۹۵–۱۹۹۴۱۹۹۸–۱۹۹۷ | ۶۸ | ۳۸ | ۱۰ | ۱۰۸ | |
| داوید ژینولا   | فرانسه | وینگر چپ | ۲۰۰۰–۱۹۹۷ | ۱۲۷ | ۲۲ | ۰ | ۱۷ | |
| اشتفان فرویند  | آلمان | بازیکن میانی | ۲۰۰۳–۱۹۹۹ | ۱۳۱ | ۰ | ۰ | ۲۱ | |
| راهنمای جدول   | از بزرگان تاتنهام هستند یا نامشان در تالار مشاهیر این باشگاه ثبت شده‌است. به واسطه مشارکت‌ها و خدمات بزرگ برای باشگاه، از بازیکنان شاخص به‌شمار می‌روند. کاپیتان‌های باشگاه که در مسابقات بزرگ در رده بزرگسالان حداقل یک بار قهرمان شده‌اند. رکورددار باشگاه. | از بزرگان تاتنهام هستند یا نامشان در تالار مشاهیر این باشگاه ثبت شده‌است. به واسطه مشارکت‌ها و خدمات بزرگ برای باشگاه، از بازیکنان شاخص به‌شمار می‌روند. کاپیتان‌های باشگاه که در مسابقات بزرگ در رده بزرگسالان حداقل یک بار قهرمان شده‌اند. رکورددار باشگاه. | از بزرگان تاتنهام هستند یا نامشان در تالار مشاهیر این باشگاه ثبت شده‌است. به واسطه مشارکت‌ها و خدمات بزرگ برای باشگاه، از بازیکنان شاخص به‌شمار می‌روند. کاپیتان‌های باشگاه که در مسابقات بزرگ در رده بزرگسالان حداقل یک بار قهرمان شده‌اند. رکورددار باشگاه. | از بزرگان تاتنهام هستند یا نامشان در تالار مشاهیر این باشگاه ثبت شده‌است. به واسطه مشارکت‌ها و خدمات بزرگ برای باشگاه، از بازیکنان شاخص به‌شمار می‌روند. کاپیتان‌های باشگاه که در مسابقات بزرگ در رده بزرگسالان حداقل یک بار قهرمان شده‌اند. رکورددار باشگاه. | از بزرگان تاتنهام هستند یا نامشان در تالار مشاهیر این باشگاه ثبت شده‌است. به واسطه مشارکت‌ها و خدمات بزرگ برای باشگاه، از بازیکنان شاخص به‌شمار می‌روند. کاپیتان‌های باشگاه که در مسابقات بزرگ در رده بزرگسالان حداقل یک بار قهرمان شده‌اند. رکورددار باشگاه. | از بزرگان تاتنهام هستند یا نامشان در تالار مشاهیر این باشگاه ثبت شده‌است. به واسطه مشارکت‌ها و خدمات بزرگ برای باشگاه، از بازیکنان شاخص به‌شمار می‌روند. کاپیتان‌های باشگاه که در مسابقات بزرگ در رده بزرگسالان حداقل یک بار قهرمان شده‌اند. رکورددار باشگاه. | از بزرگان تاتنهام هستند یا نامشان در تالار مشاهیر این باشگاه ثبت شده‌است. به واسطه مشارکت‌ها و خدمات بزرگ برای باشگاه، از بازیکنان شاخص به‌شمار می‌روند. کاپیتان‌های باشگاه که در مسابقات بزرگ در رده بزرگسالان حداقل یک بار قهرمان شده‌اند. رکورددار باشگاه. | از بزرگان تاتنهام هستند یا نامشان در تالار مشاهیر این باشگاه ثبت شده‌است. به واسطه مشارکت‌ها و خدمات بزرگ برای باشگاه، از بازیکنان شاخص به‌شمار می‌روند. کاپیتان‌های باشگاه که در مسابقات بزرگ در رده بزرگسالان حداقل یک بار قهرمان شده‌اند. رکورددار باشگاه. |

#### فهرست کاپیتان‌های باشگاه
| #  | سال       | بازیکن        |
| -- | --------- | ------------- |
| ۱  | ۱۸۸۳–۱۸۸۲ | بابی باکل     |
| ۲  | ۱۸۹۶–۱۸۸۴ | جک جول        |
| ۳  | ۱۹۰۴–۱۸۹۷ | جک جونز       |
| ۴  | ۱۹۰۷–۱۹۰۴ | سندی تایت     |
| ۵  | ۱۹۰۸–۱۹۰۷ | والتر بول     |
| ۶  | ۱۹۱۲–۱۹۰۸ | دنی استیل     |
| ۷  | ۱۹۱۴–۱۹۱۲ | تام کالینز    |
| ۸  | ۱۹۱۹      | بیلی مینتر    |
| ۹  | ۱۹۲۰–۱۹۱۹ | توماس کلی     |
| ۱۰ | ۱۹۲۹–۱۹۲۰ | آرتور گریمسدل |

| #  | سال       | بازیکن        |
| -- | --------- | ------------- |
| ۱۱ | ۱۹۳۰–۱۹۲۹ | سسیل پوینتون  |
| ۱۲ | ۱۹۳۲–۱۹۳۰ | تامی میدز     |
| ۱۳ | ۱۹۳۳–۱۹۳۲ | بیلی فلتون    |
| ۱۴ | ۱۹۳۵–۱۹۳۳ | آرتور روو     |
| ۱۵ | ۱۹۳۶–۱۹۳۵ | لس هَو         |
| ۱۶ | ۱۹۳۷–۱۹۳۶ | بیل واتلی     |
| ۱۷ | ۱۹۳۹–۱۹۳۷ | ویلی هال      |
| ۱۸ | ۱۹۵۴–۱۹۴۶ | رون برگس      |
| ۱۹ | ۱۹۵۵–۱۹۵۴ | الف رمزی      |
| ۲۰ | ۱۹۵۶–۱۹۵۵ | دنی بلنچ‌فلاور |

| #  | سال       | بازیکن        |
| -- | --------- | ------------- |
| ۲۱ | ۱۹۵۷–۱۹۵۶ | تونی مارکی    |
| ۲۲ | ۱۹۵۸–۱۹۵۷ | جان رایدن     |
| ۲۳ | ۱۹۵۹–۱۹۵۸ | بابی اسمیت    |
| ۲۴ | ۱۹۶۴–۱۹۵۹ | دنی بلنچ‌فلاور |
| ۲۵ | ۱۹۶۸–۱۹۶۴ | دیو مک‌کی      |
| ۲۶ | ۱۹۷۲–۱۹۶۸ | آلن مولری     |
| ۲۷ | ۱۹۷۵–۱۹۷۲ | مارتین پیترز  |
| ۲۸ | ۱۹۸۶–۱۹۷۵ | استیو پریمن   |
| ۲۹ | ۱۹۸۶      | ری کلمنس      |
| ۳۰ | ۱۹۸۷      | ریچارد کاف    |

| #  | سال       | بازیکن       |
| -- | --------- | ------------ |
| ۳۱ | ۱۹۹۸–۱۹۸۷ | گری مابوت    |
| ۳۲ | ۲۰۰۱–۱۹۹۸ | سول کمبل     |
| ۳۳ | ۲۰۰۳–۲۰۰۱ | تدی شرینگهام |
| ۳۴ | ۲۰۰۵–۲۰۰۳ | جیمی ردنپ    |
| ۳۵ | ۲۰۱۲–۲۰۰۵ | لدلی کینگ    |
| ۳۶ | ۲۰۱۴–۲۰۱۲ | مایکل داوسون |
| ۳۷ | ۲۰۱۵–۲۰۱۴ | یونس کابول   |
| ۳۸ | ۲۰۲۳–۲۰۱۵ | هوگو لوریس   |

|۳۹
|۲۰۲۳-حال
|| fbaicon|south korean}} سون هیونگ مین

#### بازیکن سال
این بازیکنان طبق رای اعضا و دارندگان بلیط فصل انتخاب شده‌اند. (تا فصل ۰۶–۲۰۰۵ بر پایه سال تقویمی و از آن به بعد بر پایه فصل لیگ)
رابی کین با سه بار انتخاب، بیشترین عنوان بازیکن برتر سال/فصل را در اختیار دارد.
| #  | سال/فصل | ملیت     | بازیکن        |
| -- | ------- | -------- | ------------- |
| ۱  | ۱۹۸۷    | انگلستان | گری مابوت     |
| ۲  | ۱۹۸۸    | انگلستان | کریس وادل     |
| ۳  | ۱۹۸۹    | نروژ     | اریک تورستوت  |
| ۴  | ۱۹۹۰    | انگلستان | پل گسکوئین    |
| ۵  | ۱۹۹۱    | انگلستان | پل آلن        |
| ۶  | ۱۹۹۲    | انگلستان | گری لینه‌کر    |
| ۷  | ۱۹۹۳    | انگلستان | درن اندرتون   |
| ۸  | ۱۹۹۴    | آلمان    | یورگن کلینزمن |
| ۹  | ۱۹۹۵    | انگلستان | تدی شرینگهام  |
| ۱۰ | ۱۹۹۶    | انگلستان | سول کمبل      |
| ۱۱ | ۱۹۹۷    | انگلستان | سول کمبل      |
| ۱۲ | ۱۹۹۸    | فرانسه   | داوید ژینولا  |
| ۱۳ | ۱۹۹۹    | ساحل عاج | استیون کار    |
| ۱۴ | ۲۰۰۰    | ساحل عاج | استیون کار    |
| ۱۵ | ۲۰۰۱    | اسکاتلند | نیل سولیوان   |

| #  | سال/فصل | ملیت          | بازیکن          |
| -- | ------- | ------------- | --------------- |
| ۱۶ | ۲۰۰۲    | ولز           | سیمون دیویس     |
| ۱۷ | ۲۰۰۳    | جمهوری ایرلند | رابی کین        |
| ۱۸ | ۲۰۰۴    | انگلستان      | جرمین دفو       |
| ۱۹ | ۰۶–۲۰۰۵ | جمهوری ایرلند | رابی کین        |
| ۲۰ | ۰۷–۲۰۰۶ | بلغارستان     | دیمیتار برباتوف |
| ۲۱ | ۰۸–۲۰۰۷ | جمهوری ایرلند | رابی کین        |
| ۲۲ | ۰۹–۲۰۰۸ | انگلستان      | آرون لنون       |
| ۲۳ | ۱۰–۲۰۰۹ | انگلستان      | مایکل داوسون    |
| ۲۴ | ۱۱–۲۰۱۰ | کرواسی        | لوکا مودریچ     |
| ۲۵ | ۱۲–۲۰۱۱ | انگلستان      | اسکات پارکر     |
| ۲۶ | ۱۳–۲۰۱۲ | ولز           | گرث بیل         |
| ۲۷ | ۱۴–۲۰۱۳ | دانمارک       | کریستین اریکسن  |
| ۲۸ | ۱۵–۲۰۱۴ | انگلستان      | هری کین         |
| ۲۹ | ۱۶–۲۰۱۵ | بلژیک         | توبی الدرویرلد  |
| ۳۰ | ۱۷–۲۰۱۶ | دانمارک       | کریستین اریکسن  |

| #  | سال/فصل | ملیت      | بازیکن        |
| -- | ------- | --------- | ------------- |
| ۳۱ | ۱۸–۲۰۱۷ | بلژیک     | یان فرتونگن   |
| ۳۲ | ۱۹–۲۰۱۸ | کره جنوبی | سون هیونگ-مین |
| ۳۳ | ۲۰–۲۰۱۹ | کره جنوبی | سون هیونگ-مین |
| ۳۴ | ۲۱–۲۰۲۰ | انگلستان  | هری کین       |
| ۳۵ | ۲۲–۲۰۲۱ | کره جنوبی | سون هیونگ-مین |

## باشگاه‌های وابسته
- اینترناسیونال[۳۵۷]
- سن‌خوزه ارث‌کوئکز[۳۵۸]
- سوث چاینا[۳۵۹]
- سوپر اسپورت یونایتد[۳۶۰]

## نگارخانه

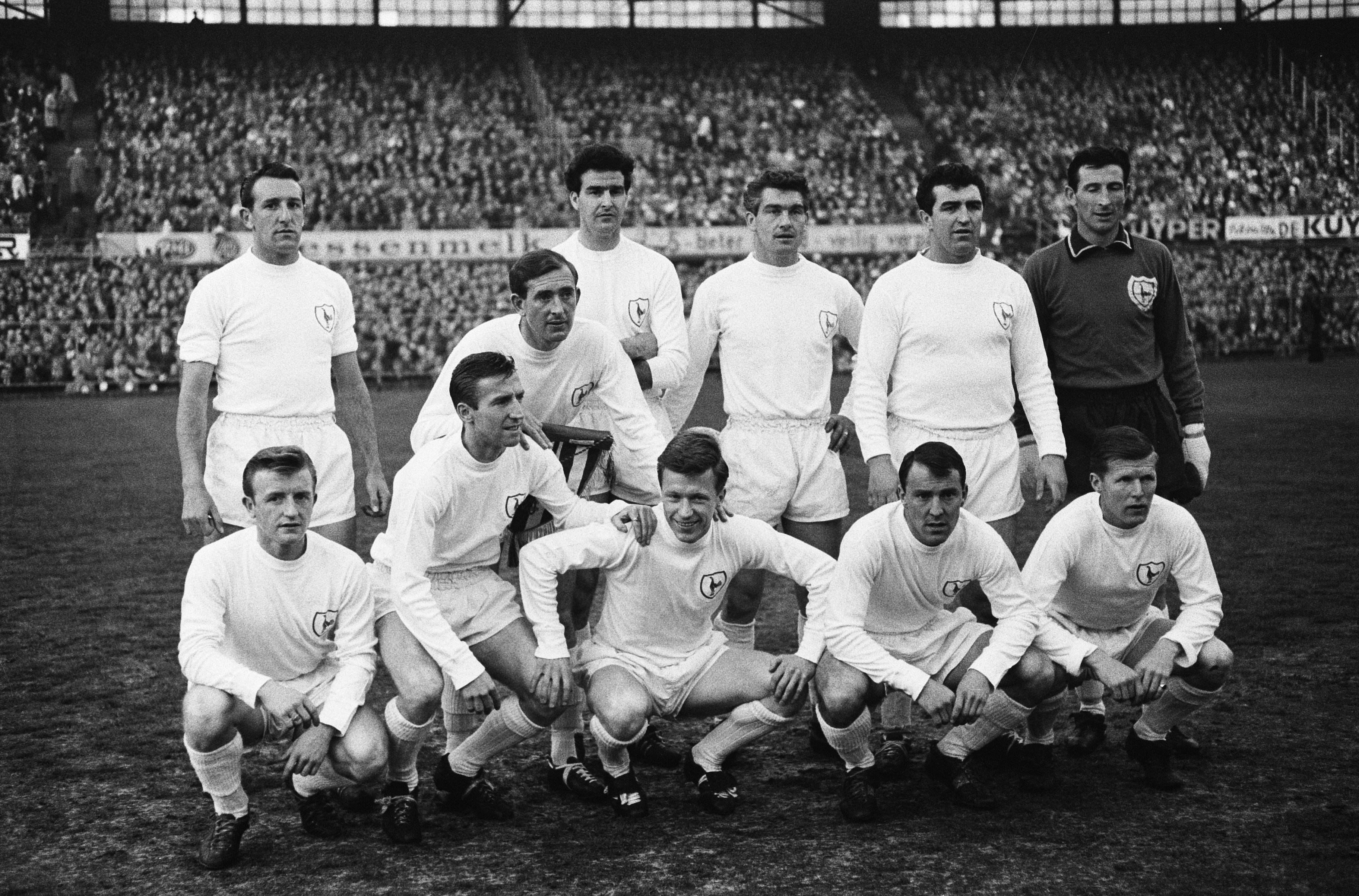
ترکیب تاتنهام در برابر اتلتیکو مادرید، ۱۹۶۳.
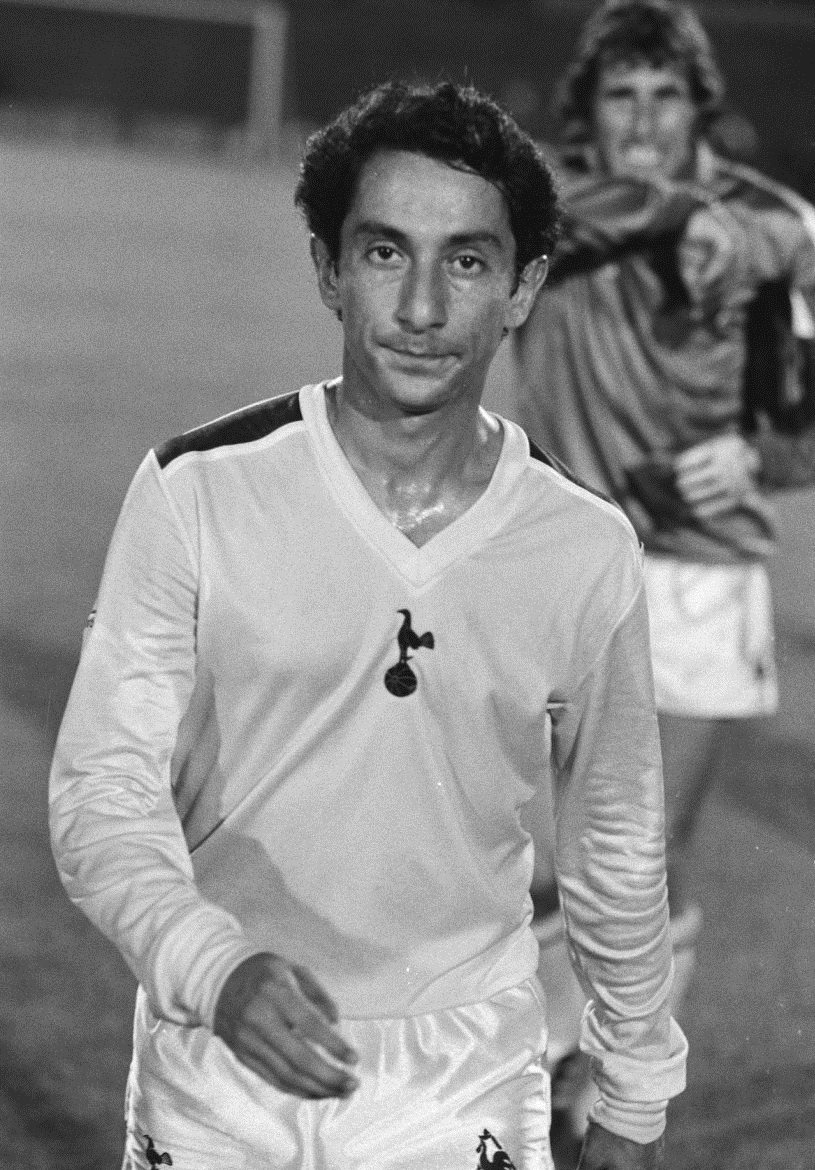
اسوالدو آردیلس، بازیکن تاتنهام، ۱۹۸۱
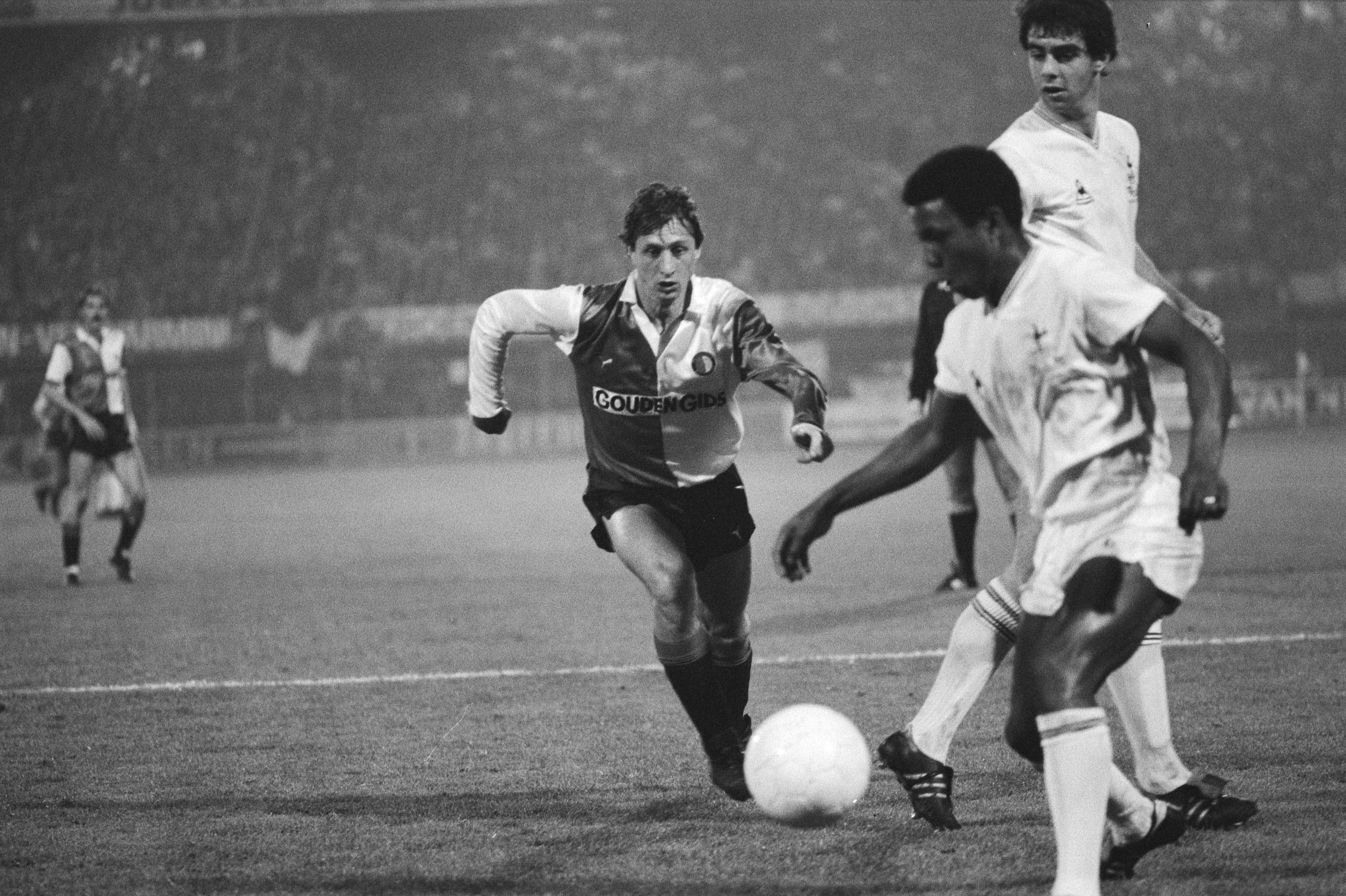
تاتنهام مقابل فاینورد، جام یوفا ۱۹۸۳
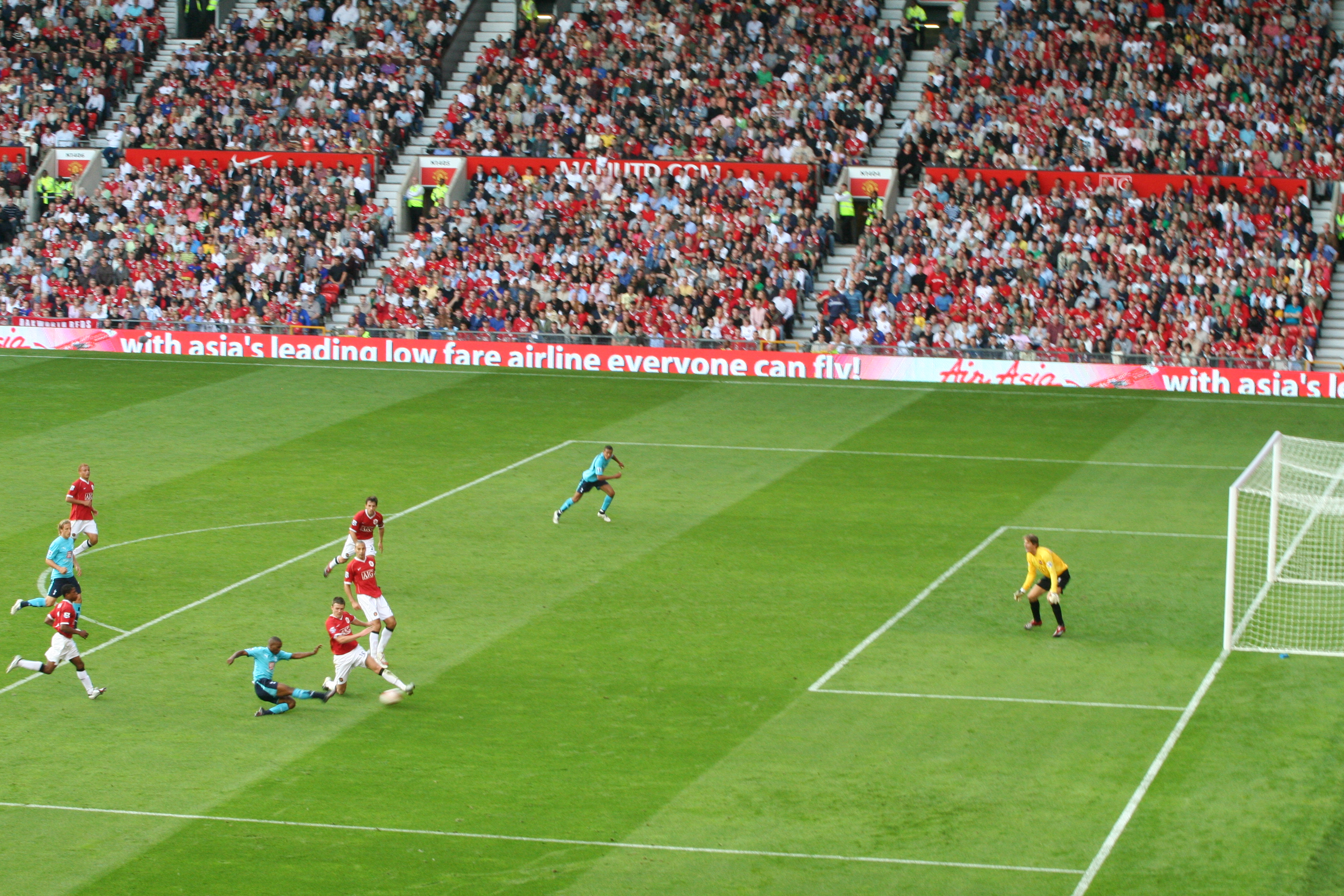
تاتنهام در مصاف با منچستریونایتد، ۲۰۰۶
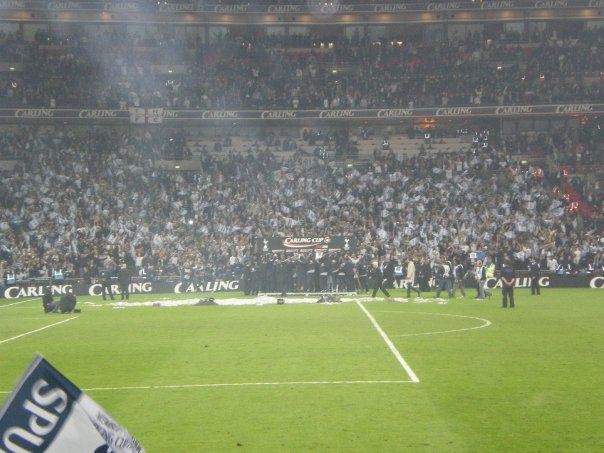
جشن بازیکنان و هواداران تاتنهام پس از قهرمانی در فینال جام اتحادیه ۲۰۰۸
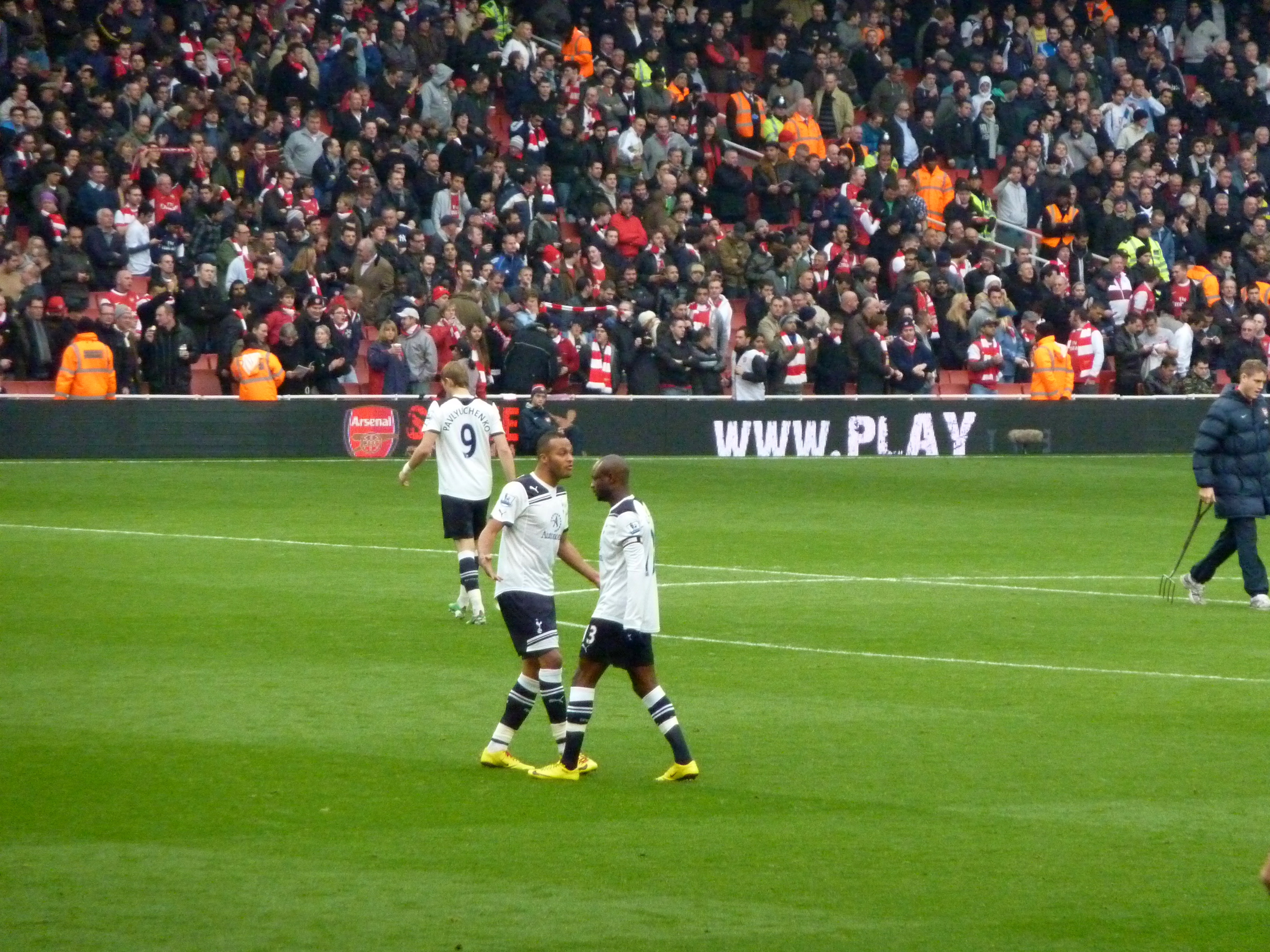
کابول و گالاس در ترکیب تاتنهام، ۲۰۱۰
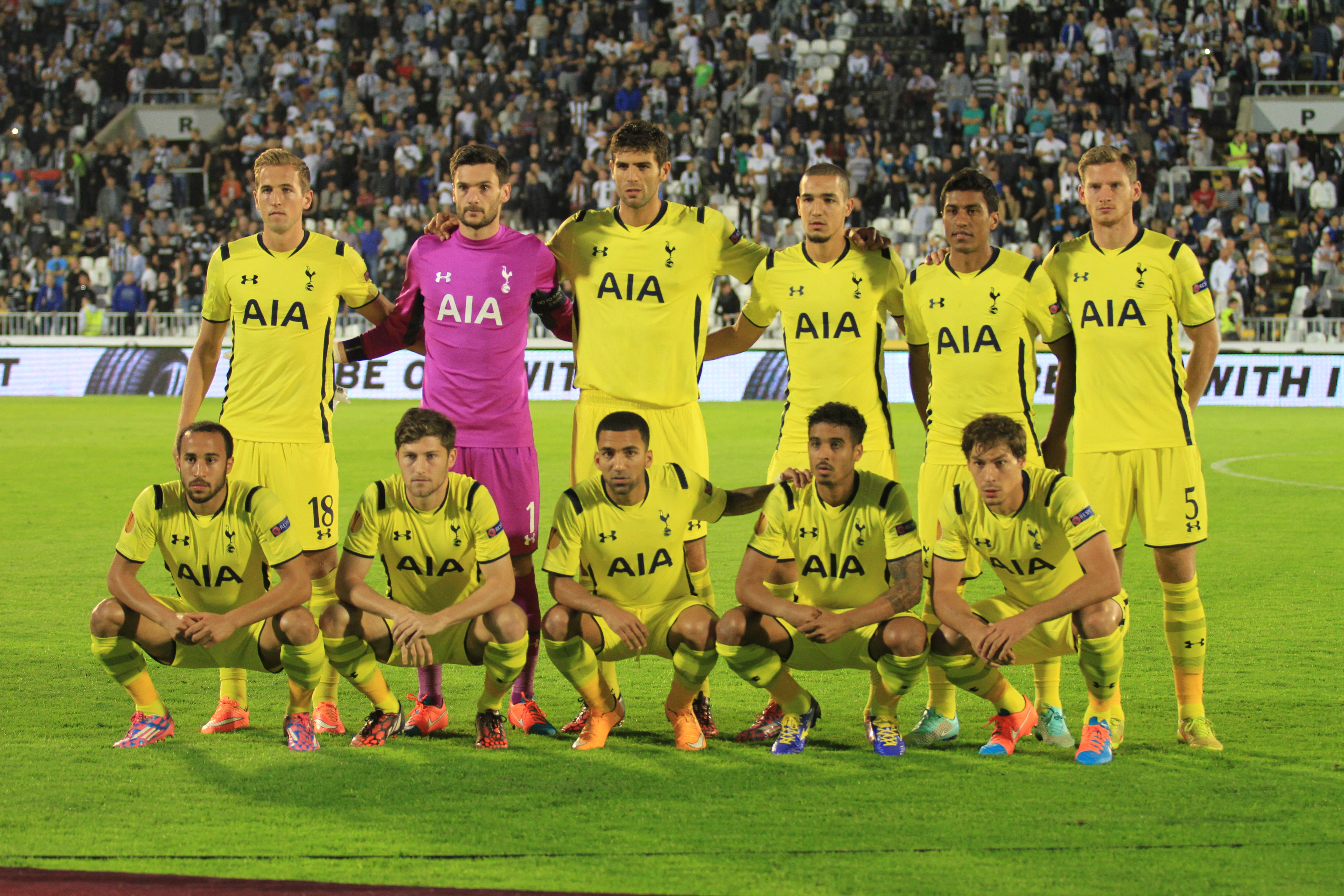
ترکیب تاتنهام، ۲۰۱۴
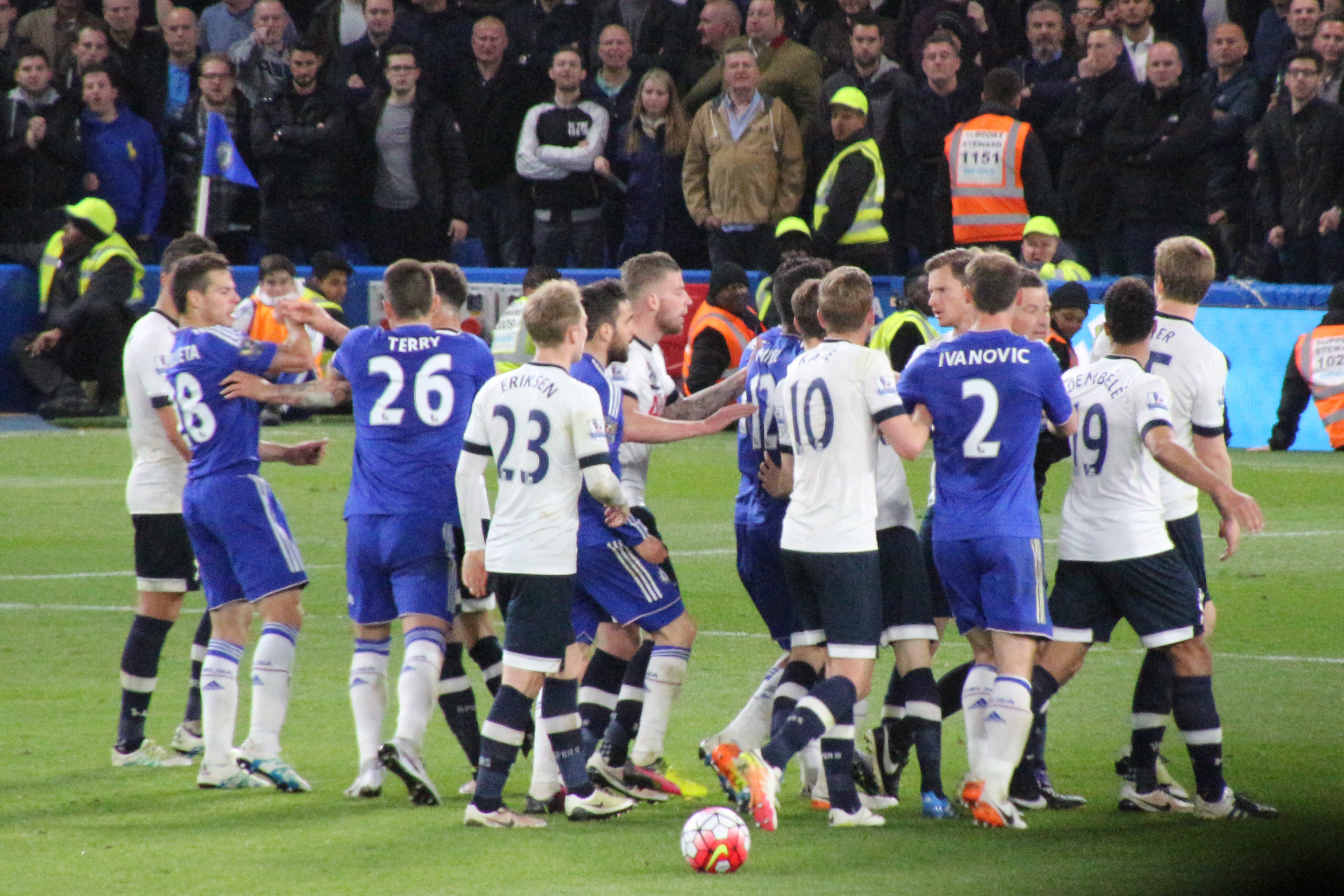
تاتنهام در تقابل با چلسی، ۲۰۱۶
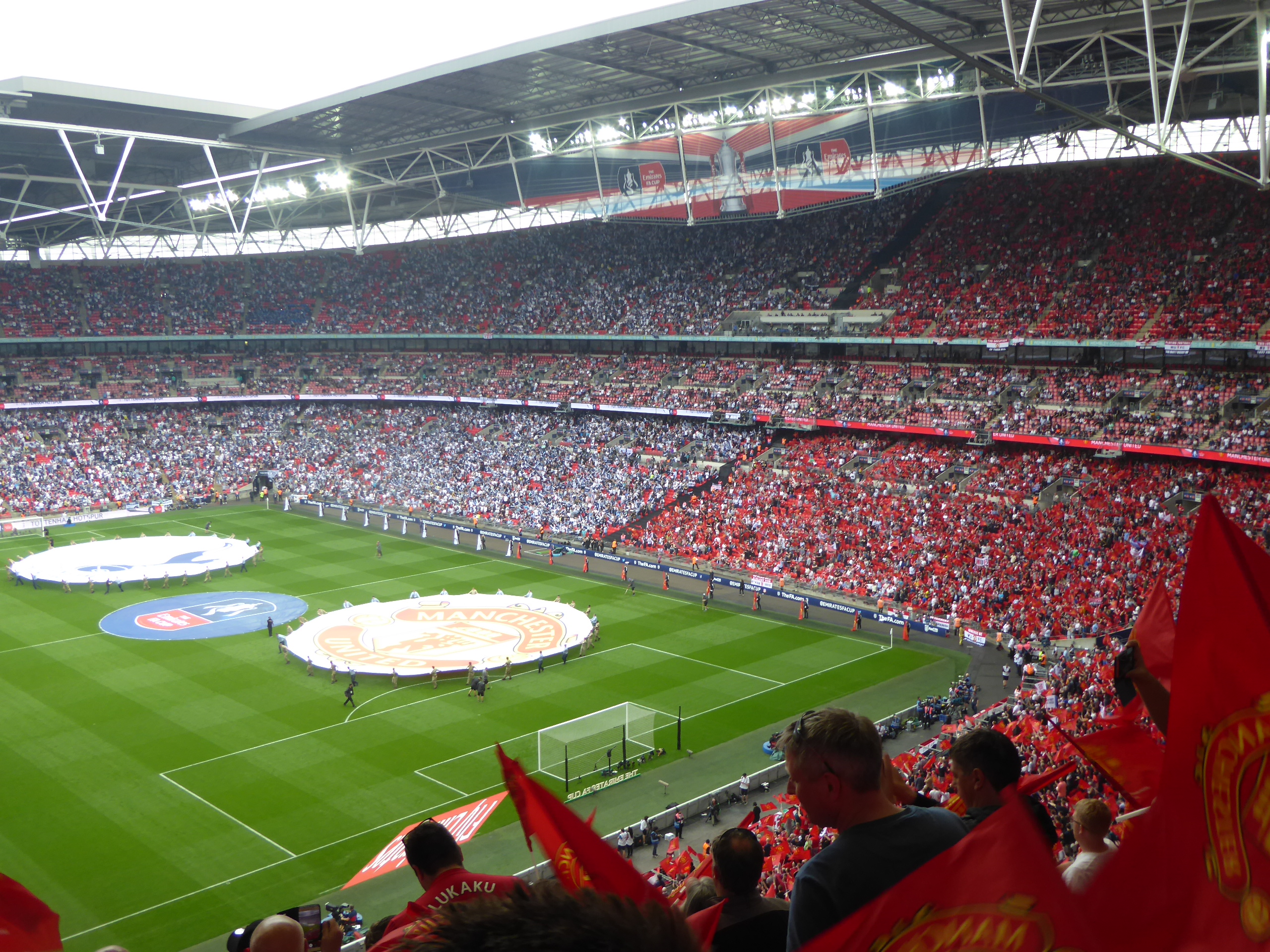
تاتنهام در مصاف با منچستریونایتد، ۲۰۱۸
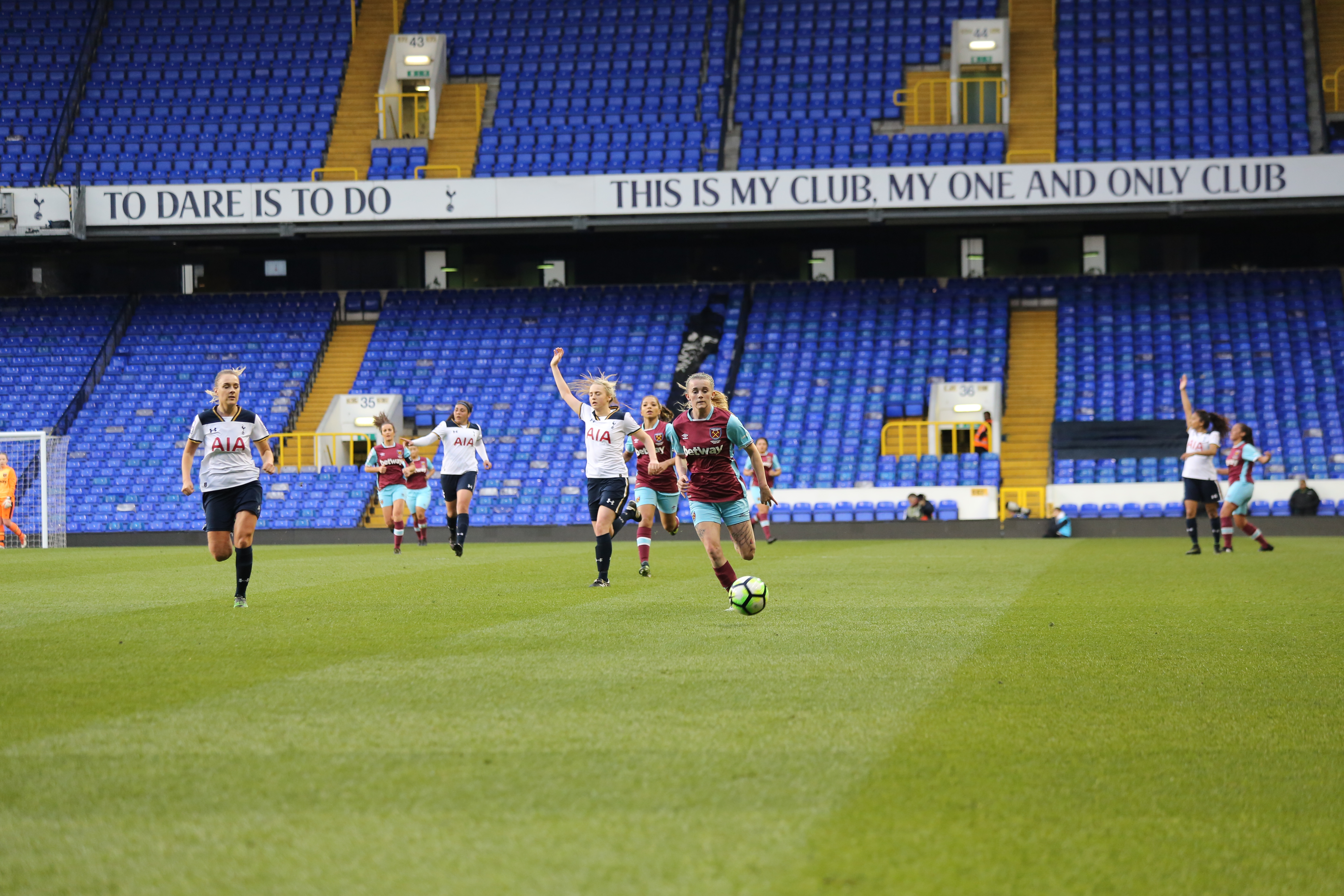
زنان تاتنهام در مصاف با زنان وستهام، ۲۰۱۷
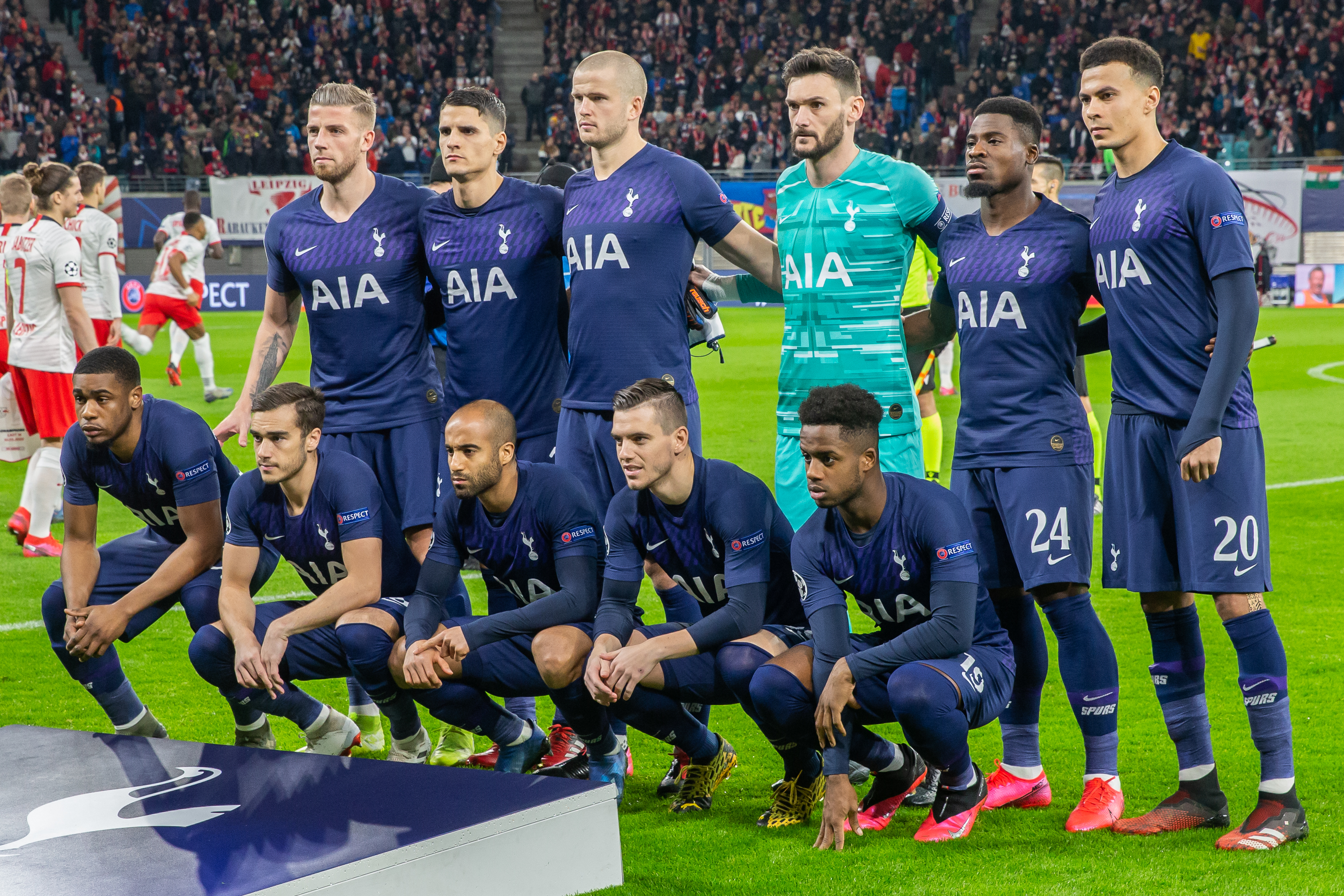
ترکیب تاتنهام مقابل لایپزیگ، لیگ قهرمانان اروپا، ۲۰۲۰

## یادداشت
1. ↑  معادل ۳۷۳۰ پوند در سال ۲۰۲۰
2. ↑  معادل ۲٫۹۰ متر
3. ↑  نماد شیر از نشان خاندان نورثامبرلند که هری هاتسپر از اعضای آن بود، الگو گرفته‌شد.
4. ↑  گل‌های به ثمر رسیده در تمامی مسابقات محاسبه شده‌اند: لیگ جنوبی، لیگ فوتبال، لیگ برتر، جام حذفی، جام اتحادیه، رقابت‌های یوفا و جام خیریه و همچنین رقابت‌های جام خیریه جنوبی، جام خیریه لندن و صندوق خیریه لندن.

## واژه‌نامه
1. ↑  Spurs
2. ↑  .Hotspur F.C
3. ↑  Yids
4. ↑  Yiddos
5. ↑  Yid Army
6. ↑  Glory Glory Tottenham Hotspur
7. ↑  Glory Glory Hallelujah

### سایت‌های خبری
- باشگاه فوتبال تاتنهام هاتسپر در بی‌بی‌سی اسپرت: اخبار باشگاه - نتایج اخیر - مسابقات آینده - وضعیت باشگاه
- آمار تاتنهام هاتسپر
- اخبار بریتیش‌پث بایگانی‌شده  در ۱۶ سپتامبر ۲۰۱۱ توسط Wayback Machine